# Angers
Pour l’article ayant un titre homophone, voir Angé.
Pour les articles homonymes, voir Angers (homonymie).
Vous lisez un « article de qualité » labellisé en 2015.
Angers (prononcer /ɑ̃.ʒe/ ) est une commune de l'Ouest de la France traversée par la Maine, chef-lieu et siège de la préfecture du département de Maine-et-Loire dans la région Pays de la Loire.
Située sur l'axe Paris-Nantes, Angers est en 2022 la deuxième commune la plus peuplée de la région Pays de la Loire et la dix-septième de France avec 157 555 habitants. En 2022, la ville est la commune-centre d'une aire d'attraction peuplée de 443 887 habitants, d'une unité urbaine de 250 031 habitants et d’une intercommunalité, la communauté urbaine Angers Loire Métropole (ALM), comprenant 29 communes et 308 806 habitants.
Capitale historique et place forte de l'Anjou, berceau de la dynastie des Plantagenêts, Angers est l'un des centres intellectuels de l'Europe au XVe siècle sous le règne du « bon roi René ». La ville doit son développement comme son rôle politique et historique à sa position au niveau d’un point de convergence géologique, hydrographique, culturel et stratégique.
Au XIXe siècle, Angers se distingue par sa spécialisation dans le domaine du végétal : Végépolys Valley est le premier pôle de compétitivité horticole européen, la ville abrite également le siège de l'office communautaire des variétés végétales. Ses universités, ses musées et son activité culturelle en font également un centre culturel important qui comprend notamment le château des ducs d'Anjou, construit au XIIIe siècle, qui abrite la tenture de l'Apocalypse, le plus grand ensemble de tapisseries médiévales connu, inscrit au registre international Mémoire du monde de l'Organisation des Nations unies pour l'éducation, la science et la culture (UNESCO). La richesse de son patrimoine lui vaut le label de ville d'art et d'histoire.

## Géographie

### Localisation
La ville est située dans l'ouest de la France, au centre du département de Maine-et-Loire, sur l'axe de communication entre le bassin parisien et l'océan Atlantique. Elle est située dans l'ouest du Val de Loire, aux confluences du Loir, de la Mayenne et de la Sarthe. Ces deux dernières rivières forment ensuite la Maine — au niveau de l'île Saint-Aubin, au nord de la ville — qui se dirige au sud-ouest vers la Loire. C'est sur ces confluences de trois rivières et d'un fleuve, carrefour naturel des voies de communication sur un promontoire rocheux, que les premiers hommes à l'origine d'Angers se sont implantés.
Elle est distante de 44 km de Saumur et de 52 km de Cholet, sous-préfectures du département ; de 80 km de Nantes, capitale régionale ; de 81 km du Mans, de 94 km de Tours et de 110 km de Rennes, communes de plus de 100 000 habitants des départements voisins ; enfin, de 265 km de Paris (distances orthodromiques).
Angers se trouve à 123 km de l'océan Atlantique (Pornic en Pays de la Loire) et 143 km de la Manche (Courtils en Normandie).
Avec une superficie de 4 270 hectares, Angers est moins étendue que les préfectures voisines que sont Nantes, Le Mans ou encore La Roche-sur-Yon mais davantage que Tours et a une surface équivalente à celle de Poitiers.

### Géologie et relief
Le Maine-et-Loire, dont Angers est le chef-lieu, est situé pour moitié sur le Massif armoricain et sur le Bassin parisien. Située au centre du département, Angers est à la jonction de ces deux grandes structures géologiques, granitique à l'ouest et sédimentaire à l'est.
La commune est principalement assise sur le Massif armoricain. Les terrains issus de ce dernier trouvent leurs origines du Briovérien supérieur et du Cambrien basal (600 millions d'années) au Carbonifère supérieur (280 millions d'années), par ailleurs le bassin houiller de Basse Loire est situé à moins de 20 km des limites communales. Angers et le quart nord-ouest du département ont un sous-sol principalement composé de gisements de fer, d’ardoises et de calcaire pour la chaux. De nombreux gisements ardoisiers se trouvaient sur la commune (dans le quartier du Grand-Pigeon notamment) ou à proximité, principalement à Trélazé. Les terrains ferrifères disparaissent au nord de la commune ; dans le quartier de Monplaisir se trouvait l’ancienne mine de fer du Pavillon. Quant aux calcaires du Massif armoricain, ils se concentrent en lentilles carbonatées que l’on retrouve par exemple dans le synclinal d’Angers. Ils sont exploités pour la fabrication de chaux — cette pratique se retrouve par exemple dans la toponymie (rue des fours-à-chaux).
L'altitude de la commune est faible et varie entre 12  et   64 mètres, ce qui ne l'empêche pas d'être particulièrement vallonnée : la rive gauche est entaillée par plusieurs vallons perpendiculaires à la Maine — d'où s'écoulent parfois des ruisseaux — alors que la rive droite voit s'élever notamment le plateau des Capucins point culminant de la commune. Beaucoup d'escarpements schisteux apparaissent également dont le promontoire à partir duquel s'est développée la ville et qui domine la rivière sur plus d'une vingtaine de mètres. À l'inverse, d'autres quartiers sont à une très faible altitude au bord de la rivière et de ce fait vulnérables aux inondations (notamment les quartiers Saint-Serge, Thiers-Boisnet et de la Doutre).

Angers est à cheval entre Massif armoricain et Bassin parisien.
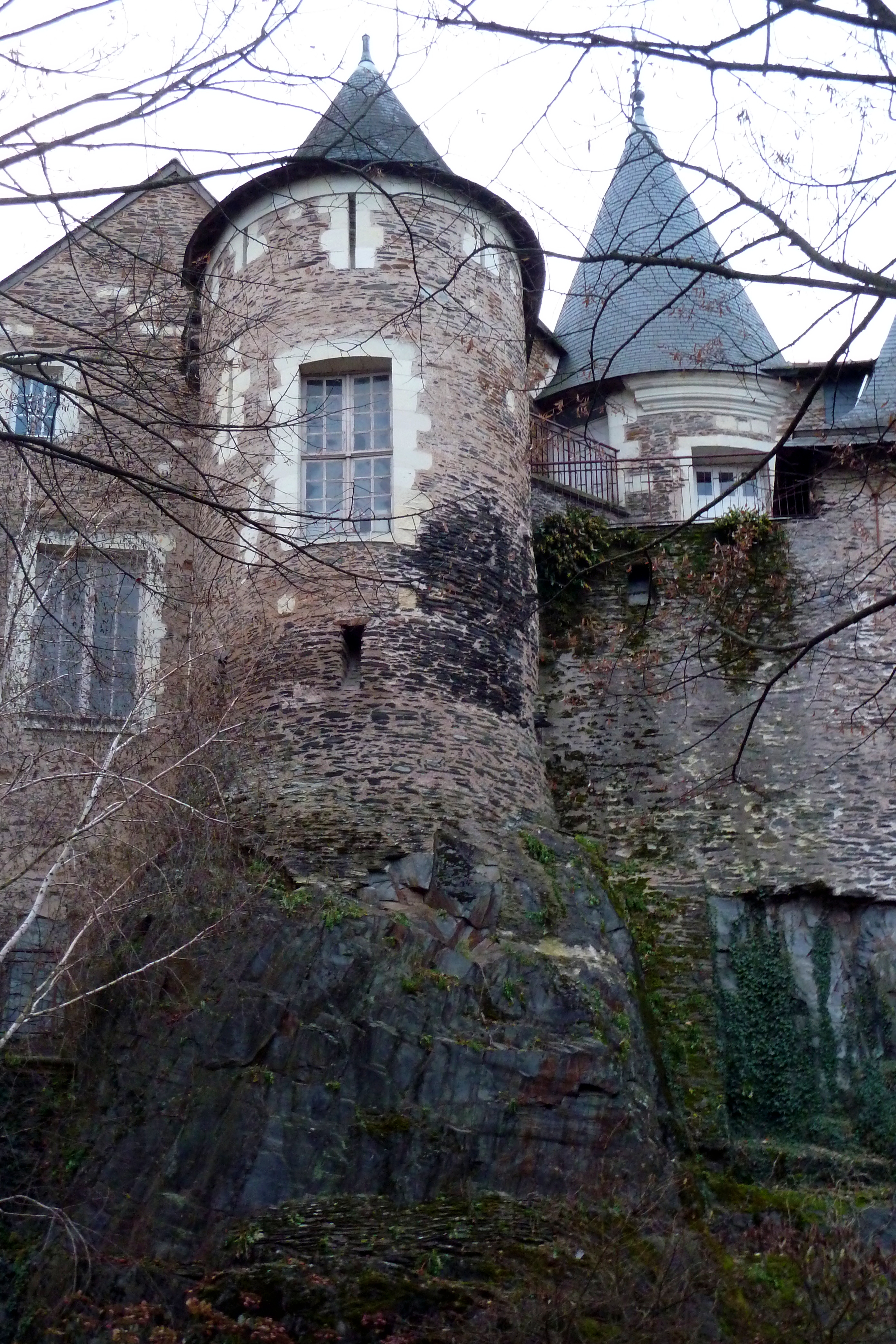
Affleurement schisteux, enceinte de Saint-Louis.

### Hydrographie

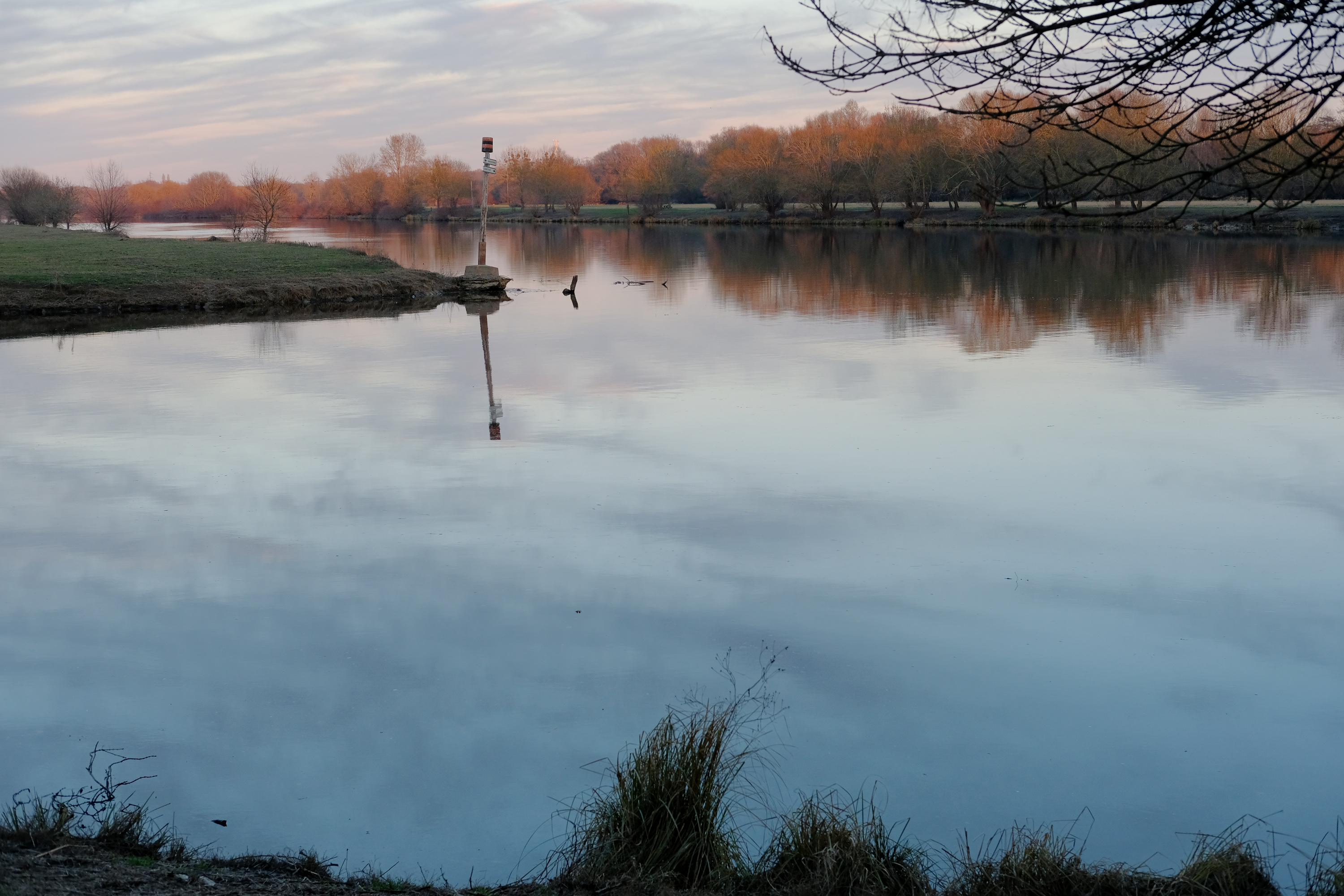
La confluence de la Mayenne et de la Sarthe (à gauche) formant la Maine (à droite), au nord d'Angers.

La Mayenne et la Sarthe, qui se rejoignent près de l'île Saint-Aubin, forment la Maine qui traverse la ville et rejoint la Loire à quelques kilomètres, à la Pointe. Au niveau du centre-ville, elle s’écoule dans un étroit goulet d’étranglement lié d’une part au verrou rocheux à hauteur du château et d’autre part à l’artificialisation des berges et la construction de nombreux quais, principalement au XIXe siècle. À l’aval, la rivière retrouve un champ d’expansion des crues (prairies de la Baumette et lac de Maine) où un seuil a été érigé en 1994 afin de favoriser la navigation fluviale. Son débit moyen inter-annuel est d’environ 130 m3/s.
Au nord de la commune, vers l'amont, se rencontrent les basses vallées angevines principalement composées de prairies inondables. Constituées le long de la Mayenne, de la Sarthe et du Loir, elles représentent une « zone naturelle d’expansion » d’une superficie d’une centaine de km2. Leur capacité de stockage est d’environ 370 millions de mètres cubes, soit un minimum d’une quinzaine de jours d’écrêtement au niveau d’Angers.
Le secteur « Angers – val d’Authion – Saumur » a été identifié comme un territoire à risque important (TRI) : la commune est en effet concernée par un important risque d’inondation. Compte tenu de la faible longueur de son cours (11 km), la Maine est fortement dépendante de l’activité hydrologique de la Loire et de ses affluents et elle connait schématiquement trois types de crues :
- elles peuvent tout d'abord être dues à la crue d’une ou plusieurs des trois rivières en amont ;
- elles peuvent s’expliquer également par une crue de la Loire : celle-ci limite l’écoulement de la Maine et provoque un stockage des eaux en amont ;
- un scénario de crue extrême prévoit la concomitance entre deux crues centennales — crue de la Loire à Saumur et crue de la Maine à Angers —, mais la période de retour d’un tel événement est évaluée à plus de 500 ans.

La cote d'alerte de la Maine est fixée à 4 m. La crue de janvier 2000 a été retenue comme représentative d’une crue fréquente (crue décennale) à Angers et les basses vallées (hauteur d'eau de 6 m au pont de la Basse-Chaîne). Lors de la crue centennale de 1995 — les trois rivières amont étaient alors elles-mêmes en crue —, la Maine a atteint une hauteur historique de 6,66 m le 31 janvier 1995 au repère de crue situé au pont de Verdun et un débit de 1 800 m3/s.
Angers est également parcourue par le Brionneau, qui prend sa source dans le Haut-Anjou et dont les eaux sont retenues dans l'étang Saint-Nicolas à l'ouest de la ville. Ce dernier serpente dans un vallon, séparant deux quartiers de la ville. D'autres ruisseaux s'écoulent depuis les vallons de la rive gauche, perpendiculaires à la Maine, comme celui du vallon du ruisseau, au sud. L'ancien ruisseau de l'Esvière — qui empruntait le vallon entre le promontoire du même nom et celui du château, actuel boulevard du Roi-René — a quant à lui disparu sous l'effet de l'urbanisation.
Un lac artificiel, le lac de Maine, vaste plan d'eau de 110 hectares, fut aménagé à la fin des années 1970 en parc de loisirs ouvert à tous. Situé sur les anciennes prairies inondables d'Aloyau, le lac provient de l'exploitation par la ville de carrières de grave.

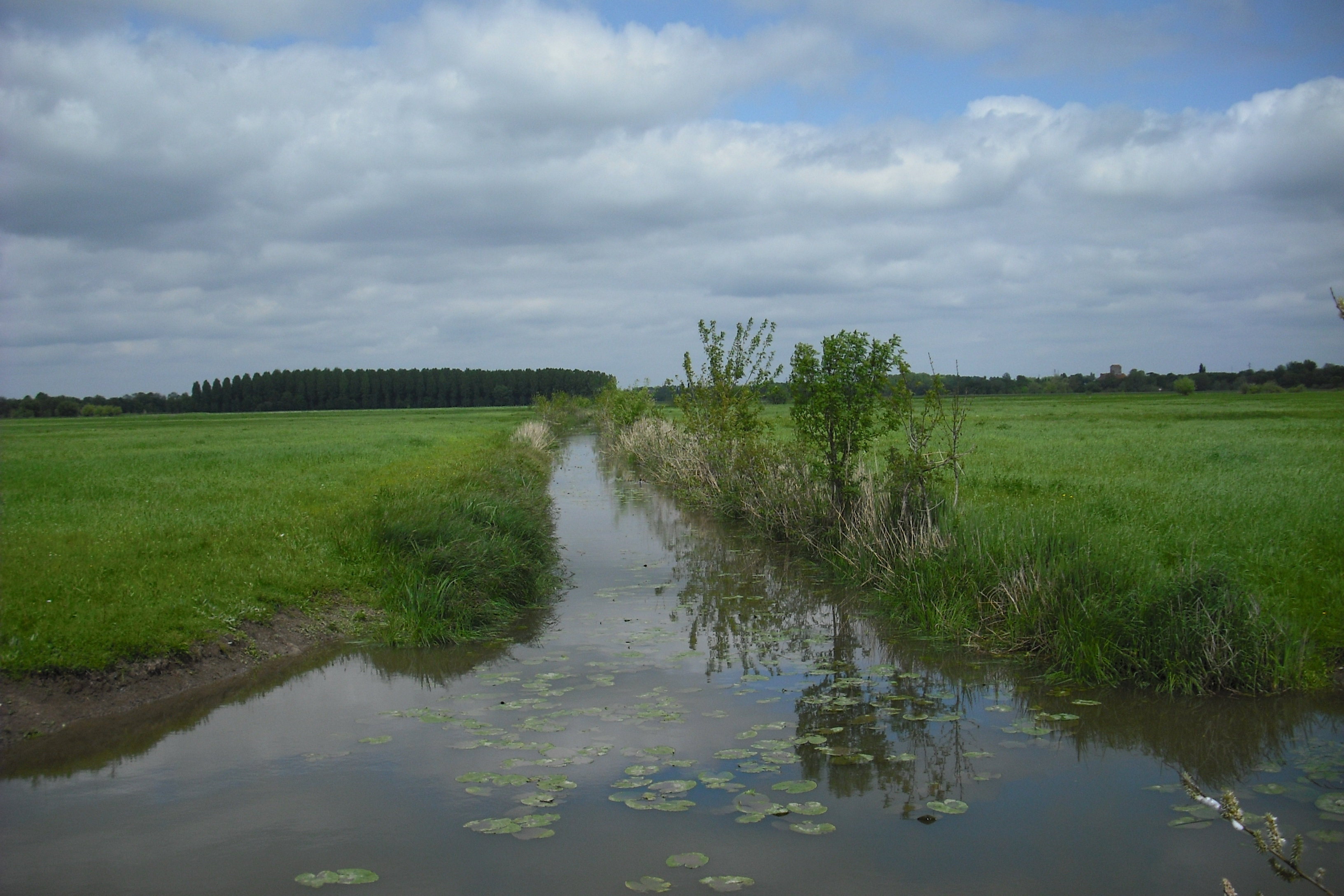
Île Saint-Aubin, Angers.
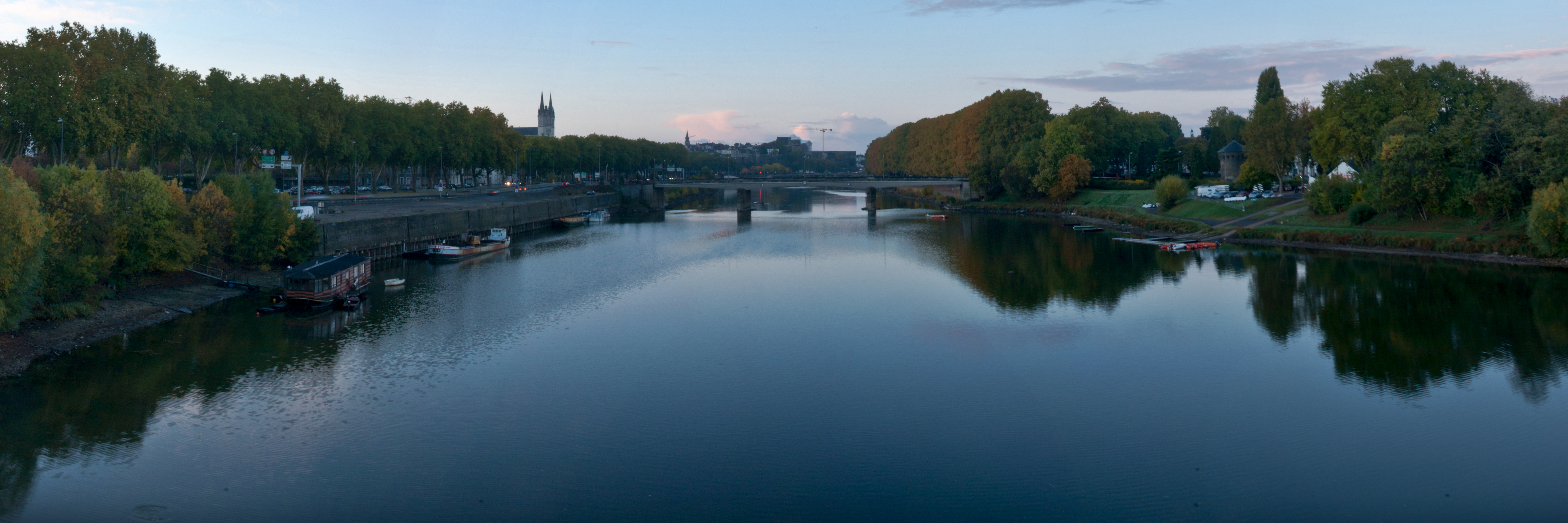
La Maine.
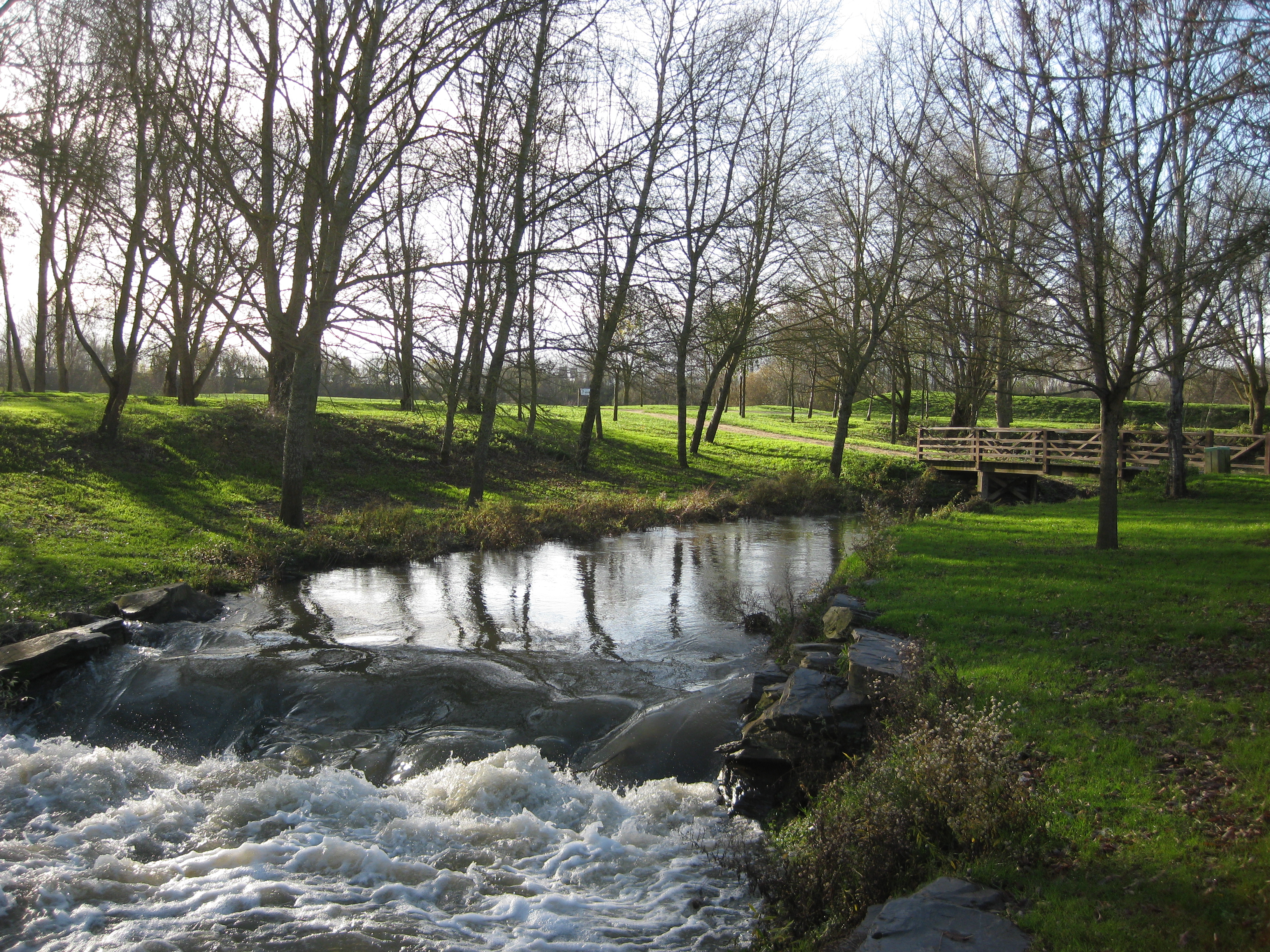
Le Brionneau, parc de Balzac.

### Climat
Pour des articles plus généraux, voir Climat des Pays de la Loire et Climat de Maine-et-Loire.
En 2010, le climat de la commune est de type climat océanique altéré, selon une étude du CNRS s'appuyant sur une série de données couvrant la période 1971-2000. En 2020, Météo-France publie une typologie des climats de la France métropolitaine dans laquelle la commune est exposée à un climat océanique et est dans la région climatique Moyenne vallée de la Loire, caractérisée par une bonne insolation (1 850 h/an) et un été peu pluvieux.
Pour la période 1971-2000, la température annuelle moyenne est de 12 °C, avec une amplitude thermique annuelle de 14,2 °C. Le cumul annuel moyen de précipitations est de 652 mm, avec 11,3 jours de précipitations en janvier et 5,9 jours en juillet. Pour la période 1991-2020, la température moyenne annuelle observée sur la station météorologique de Météo-France la plus proche, sur la commune de Beaucouzé à 6 km à vol d'oiseau, est de 12,6 °C et le cumul annuel moyen de précipitations est de 709,3 mm,. Pour l'avenir, les paramètres climatiques de la commune estimés pour 2050 selon différents scénarios d'émission de gaz à effet de serre sont consultables sur un site dédié publié par Météo-France en novembre 2022.
| Mois                                  | jan.             | fév.             | mars           | avril           | mai             | juin           | jui.           | août           | sep.           | oct.            | nov.          | déc.             | année      |
| ------------------------------------- | ---------------- | ---------------- | -------------- | --------------- | --------------- | -------------- | -------------- | -------------- | -------------- | --------------- | ------------- | ---------------- | ---------- |
| Température minimale moyenne (°C)     | 3,3              | 2,9              | 4,6            | 6,3             | 9,6             | 12,6           | 14,3           | 14,3           | 11,4           | 9,3             | 5,9           | 3,5              | 8,2        |
| Température moyenne (°C)              | 6                | 6,4              | 9              | 11,3            | 14,7            | 18,1           | 20             | 20,1           | 16,9           | 13,4            | 9,1           | 6,3              | 12,6       |
| Température maximale moyenne (°C)     | 8,8              | 9,9              | 13,3           | 16,4            | 19,9            | 23,5           | 25,8           | 25,9           | 22,4           | 17,4            | 12,3          | 9,2              | 17,1       |
| Record de froid (°C) date du record   | −15,4 17.01.1987 | −12,8 04.02.1963 | −10,6 01.03.05 | −3,4 12.04.1986 | −1,6 07.05.1957 | 2,3 12.06.1957 | 4,5 05.07.1965 | 5,1 05.08.1967 | 2,5 19.09.1952 | −3,2 29.10.1947 | −8 23.11.1956 | −13,4 29.12.1964 | −15,4 1987 |
| Record de chaleur (°C) date du record | 17,1 15.01.1975  | 21,2 15.02.1958  | 24,8 30.03.21  | 29,7 30.04.05   | 32,8 29.05.1947 | 40,1 18.06.22  | 40,7 18.07.22  | 38,7 07.08.20  | 35,7 14.09.20  | 30,5 02.10.23   | 22,2 08.11.15 | 19 07.12.00      | 40,7 2022  |
| Ensoleillement (h)                    | 68,4             | 97,7             | 142,3          | 179,6           | 205             | 224,2          | 235,3          | 225,3          | 191,7          | 120,9           | 84,1          | 70,8             | 1 845,1    |
| Précipitations (mm)                   | 69,9             | 54,4             | 52,8           | 54,7            | 59,4            | 48,7           | 45             | 48,2           | 56,5           | 71,9            | 72,9          | 74,9             | 709,3      |

### Milieux naturels et biodiversité
Angers se situe à la périphérie immédiate du site du Val de Loire classé au patrimoine mondial de l’Unesco. La ville est également l'une des deux villes-portes du parc naturel régional Loire-Anjou-Touraine avec Tours en Indre-et-Loire.

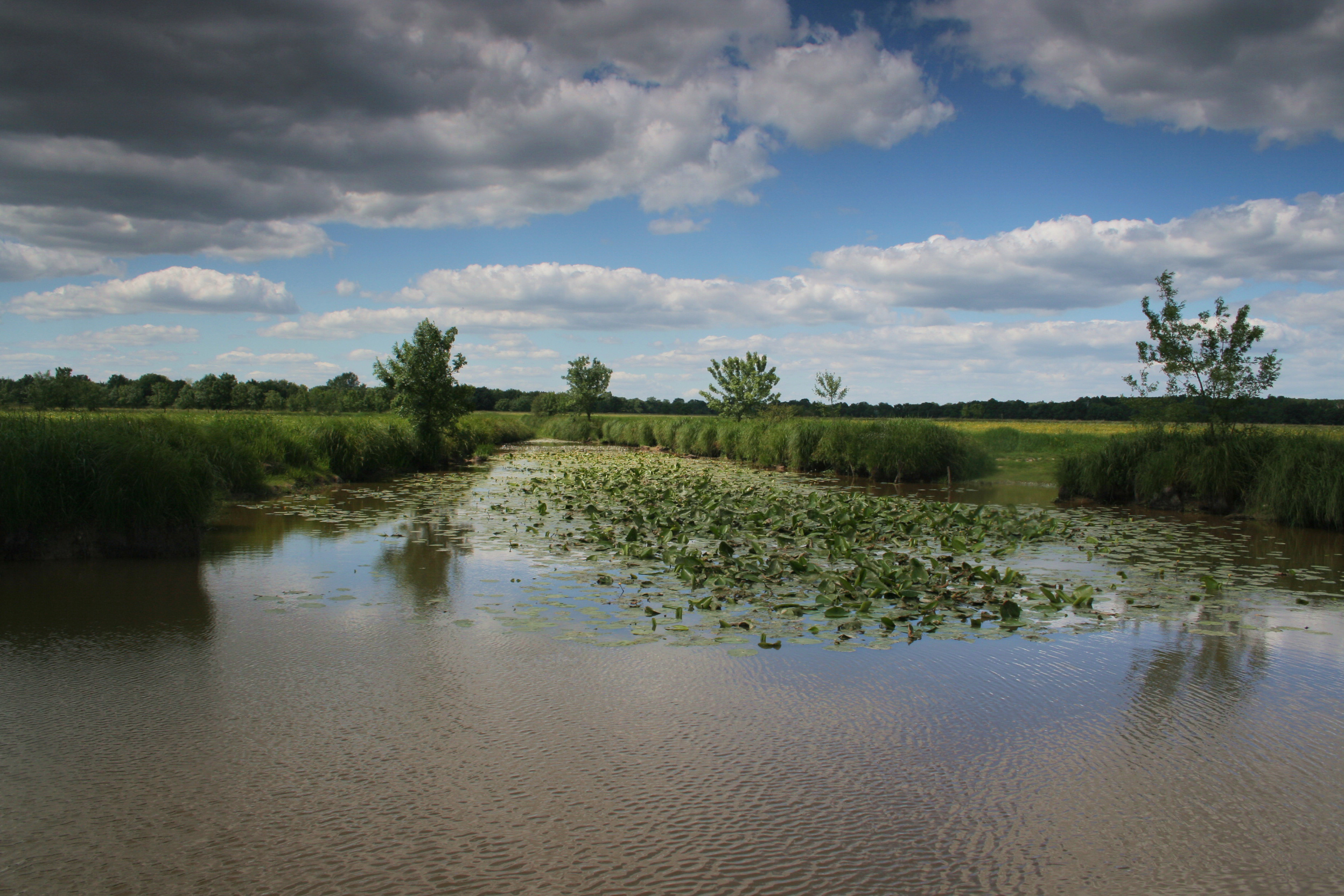
L'île Saint-Aubin, à l'extrémité des basses vallées angevines.

Au nord, les « basses vallées angevines », grande zone humide de plus de 6 000 hectares, intègrent la ville au niveau de l’île Saint-Aubin. Celles-ci correspondent aux rives de la Mayenne, de la Sarthe et du Loir, principalement constituées de prairies inondables, bocages, mares et haies ; elles sont un refuge de biodiversité important, notamment ornithologique et abrite une flore et une faune typiques du Val de Loire. Les « basses vallées angevines » sont protégées par le réseau Natura 2000 (au titre des directives « Habitat » et « Oiseaux ») et relèvent également de la Convention de Ramsar, traité international visant à la conservation et à l’utilisation durable des zones humides. L’île angevine de Saint-Aubin représente près de 10 % de ces espaces naturels et environ 15 % du territoire de la ville, c’est dire son importance, tant au niveau de la biodiversité locale que des espaces naturels communaux. Elle joue de surcroît le rôle important « d’écrêteur de crues » pour la ville située à son aval immédiat. Aujourd’hui, l’île, inhabitée, est toujours exploitée par les agriculteurs et offre un cadre naturel apprécié des habitants. L’ancienne ferme a été rénovée par la municipalité qui y a installé la Maison de l’île, lieu de détente et d’exposition.
La commune compte deux sites naturels classés, celui de la Baumette depuis 1935 ainsi que l’étang Saint-Nicolas et ses rives depuis 1936. La ville est également incluse dans un troisième site naturel classé, celui de la confluence Maine-Loire et des coteaux angevins, depuis 2010. Ce dernier site est marqué par l’entrée de la Loire au cœur du Massif armoricain et ses roches schisteuses, résistantes. Le lit du fleuve se resserre autour d’une rive droite escarpée et d’une rive gauche offrant de grandes zones inondables. Les paysages traditionnels y sont néanmoins toujours présents : îles, bancs de sable, prairies inondables et autres promontoires rocheux. À Angers, le site du rocher de la Baumette — où se trouve l’ancien couvent du même nom — est à l’origine du classement.

## Urbanisme

### Occupation des sols

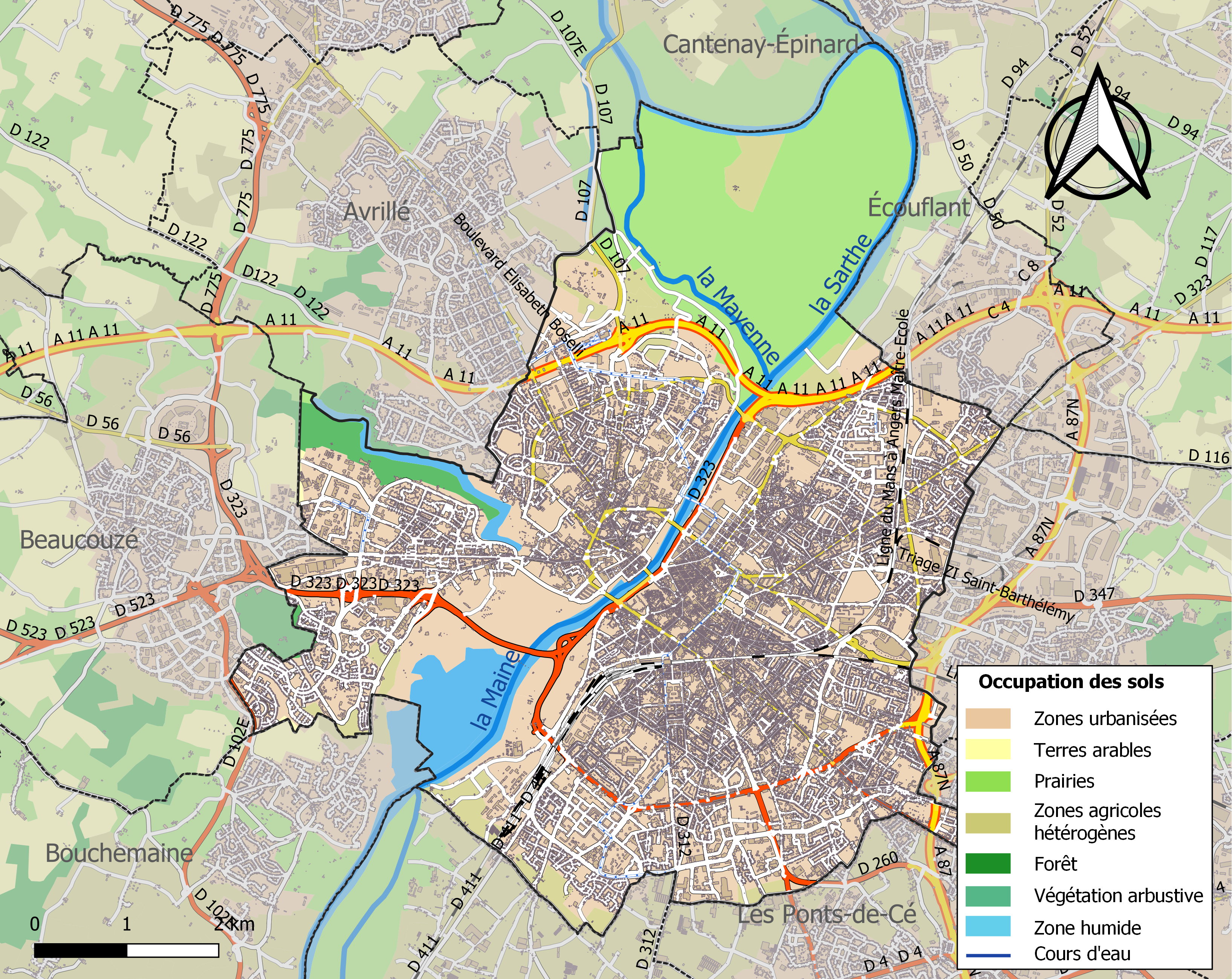
Carte des infrastructures et de l'occupation des sols de la commune en 2018 (CLC).

L'occupation des sols de la commune, telle qu'elle ressort de la base de données européenne d’occupation biophysique des sols Corine Land Cover (CLC), est marquée par l'importance des territoires artificialisés (73 % en 2018), en augmentation par rapport à 1990 (66,8 %). La répartition détaillée en 2018 est la suivante : zones urbanisées (49,5 %), zones industrielles ou commerciales et réseaux de communication (17,7 %), prairies (15,6 %), espaces verts artificialisés, non agricoles (5,8 %), eaux continentales (5,6 %), zones agricoles hétérogènes (4,4 %), forêts (1,4 %), cultures permanentes (0,1 %).
L'IGN met par ailleurs à disposition un outil en ligne permettant de comparer l’évolution dans le temps de l’occupation des sols de la commune (ou de territoires à des échelles différentes). Plusieurs époques sont accessibles sous forme de cartes ou photos aériennes : la carte de Cassini (XVIIIe siècle), la carte d'état-major (1820-1866) et la période actuelle (1950 à aujourd'hui).

### Morphologie urbaine

#### Tissu urbain

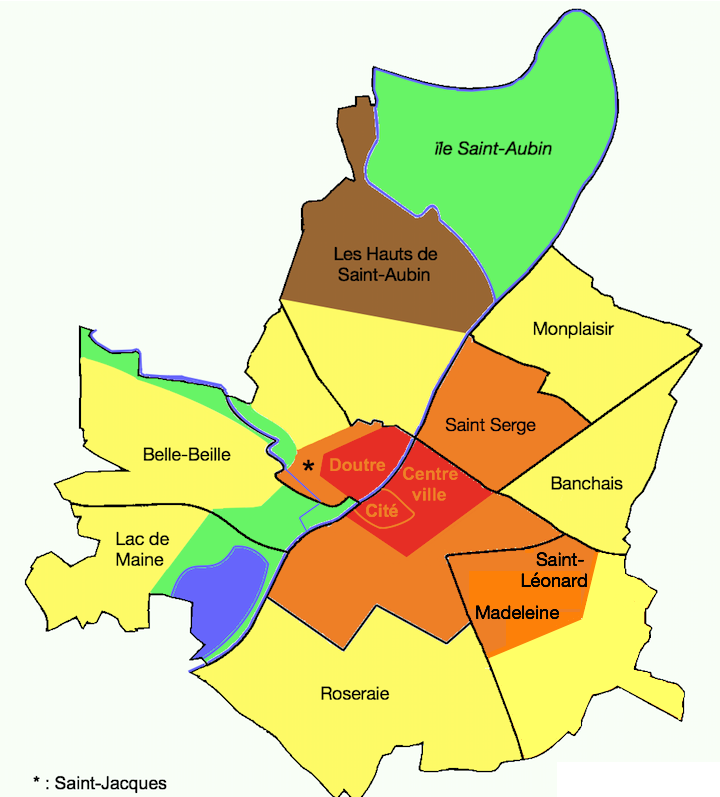
Plan schématique des quartiers d'Angers selon le tissu urbain.
Centre historique
Faubourgs urbanisés au XIXe siècle
Quartiers urbanisés au XXe siècle
Quartiers urbanisés au XXIe siècle
Limites des quartiers administratifs

Le centre-ville d’Angers est en rive gauche de la Maine. Composé principalement de petites artères, commerçantes pour la plupart, il est en grande partie piétonnier. On y rencontre la plupart des institutions (hôtel de ville, hôtel du département, bibliothèque ou encore la quasi-totalité des musées). Au sud-ouest de cet hyper-centre contemporain se trouve la Cité, petit ensemble médiéval perché sur un promontoire rocheux, organisé autour du château et de la cathédrale. C’est le quartier le plus ancien de la ville, structuré en petites ruelles et comprenant nombre d’hôtels particuliers et autres maisons médiévales. En rive droite se trouve le vieux quartier de La Doutre (d’outre Maine). On y trouve des maisons anciennes à colombages, un dédale de ruelles ainsi que l'ancien hôpital Saint-Jean, le théâtre du Quai et le port fluvial d'Angers. Ces trois quartiers constituent l’ancienne ville intra-muros. Cet ensemble historique est encore bien visible aujourd’hui puisqu’au début du XIXe siècle, les anciennes fortifications ont laissé place à une ceinture de boulevards.
Les anciens faubourgs sont aujourd’hui devenus les quartiers périphériques de ce centre-ville historique. Leur urbanisation prend forme avant le XVIIe siècle (faubourgs de Reculée, Bressigny, Saint-Serge (Saint-Samson), Saint-Jacques, Saint-Laud et Esvière). Certains d'entre eux se développeront ensuite considérablement au cours du XIXe siècle car situés le long des grands axes de communication (anciennes routes de Paris, de Tours et de Nantes) : ce sont les actuels quartiers Saint-Serge au nord ; Madeleine et Saint-Léonard au sud-est ; Saint-Jacques à l’ouest. Ce sont des quartiers essentiellement résidentiels à l’exception toutefois du quartier Saint-Serge abritant un campus de l’université d'Angers ainsi que le marché d'intérêt national.
En périphérie actuelle de la commune se concentrent les nouveaux quartiers résidentiels, qu’ils soient pavillonnaires ou constitués de grands ensembles collectifs. Vers l’ouest se trouvent ainsi les quartiers de Belle-Beille (premier quartier suburbain constitué de grands ensembles) et du Lac de Maine (petits collectifs et logements individuels). Ces quartiers occidentaux sont séparés du reste de la ville par de grands espaces verts, d’une part le parc de l’étang Saint-Nicolas et d’autre part le parc de Balzac et dans son prolongement la base de loisirs du Lac de Maine, en bordure de la rivière. À l’est se rencontrent ensuite les quartiers de Monplaisir (habitat collectif) et des Banchais (habitat mixte) ; au sud, le quartier de La Roseraie est à dominante collective, c'est aujourd’hui le quartier le plus habité de la ville. Les horticulteurs et pépiniéristes, encore nombreux jusque dans les années 1980 dans la partie sud de la ville ont été progressivement évincés et ne subsistent principalement plus qu’en périphérie sud du quartier de la Roseraie.
Au début du XXIe siècle, l’urbanisation s’étend au sud de l’île Saint-Aubin, non urbanisée, sur les plateaux de la Mayenne et des Capucins : c’est le développement du quartier des Hauts-de-Saint-Aubin, au nord de la ville. Aujourd’hui, le Loir, la Mayenne, la Sarthe au nord et la Loire au sud poussent l’espace métropolitain à se développer à l’est (Saint-Barthélemy-d’Anjou, Trélazé) et à l’ouest (Avrillé, Beaucouzé).
| Type d’occupation                                        | Pourcentage |
| -------------------------------------------------------- | ----------- |
| Territoires artificialisés                               | 70 %        |
| Territoires agricoles                                    | 23 %        |
| Forêts et milieux semi-naturels                          | 1 %         |
| Zones humides                                            | 0 %         |
| Surfaces en eau                                          | 6 %         |
| Source : Agence d’urbanisme de la région angevine (AURA) |             |

#### Quartiers

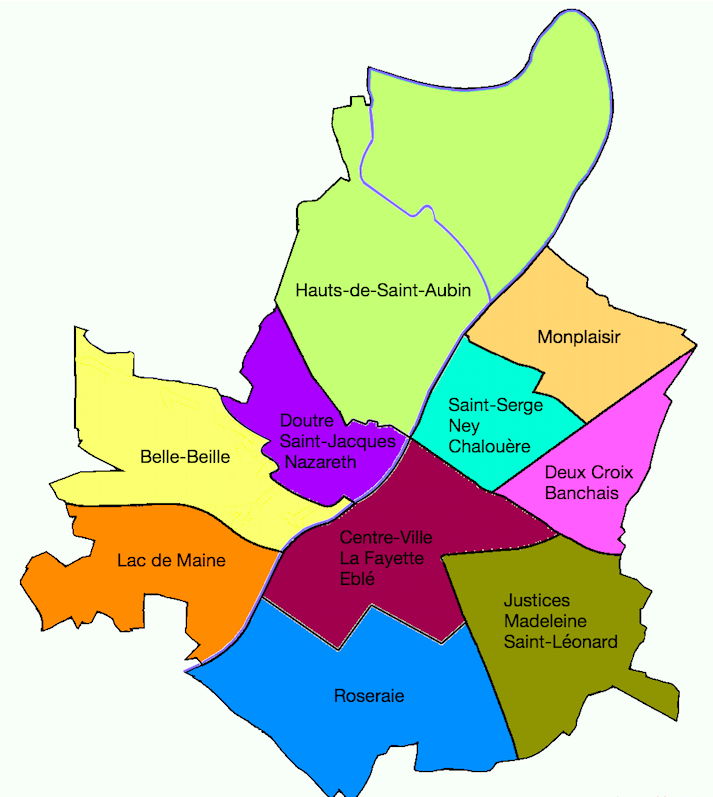
Plan des quartiers administratifs de la ville.

Angers est composée de dix quartiers administratifs regroupant eux-mêmes plusieurs véritables quartiers tels qu'identifiés par les habitants. Il est possible de dénombrer une trentaine de quartiers au sein du territoire de la ville. La plupart font référence à la rue ou la place autour de laquelle ils se sont formés (comme la rue Bressigny ou la place de la Visitation) ou de lieux-dits (Orgemont par exemple). L'île Saint-Aubin bien que non habitée fait également partie d'une division territoriale de la commune.

### Logements
En 2021, le nombre total de logements à Angers était de 91 790, alors qu'il était de 87 278 en 2015. Parmi ces logements, 90,9 % étaient des résidences principales, 3 % des résidences secondaires et 6,1 % des logements vacants. Ces logements étaient pour 21,7 % d'entre eux des maisons individuelles et pour 76,8 % des appartements.
La proportion des résidences principales, propriétés de leurs occupants était de 32,4 %, stable par rapport à 2015 (31,7 %). La part de logements HLM loués vides était de 27,4 % contre 30,4 % en 2015, leur nombre étant en légère baisse(23 322 contre 23 952).
En 2021, 13,9 % des résidences principales ont été construites avant 1946, 54,7 % de 1946 à 1990 et 31,4 % depuis 1991.

#### Architecture

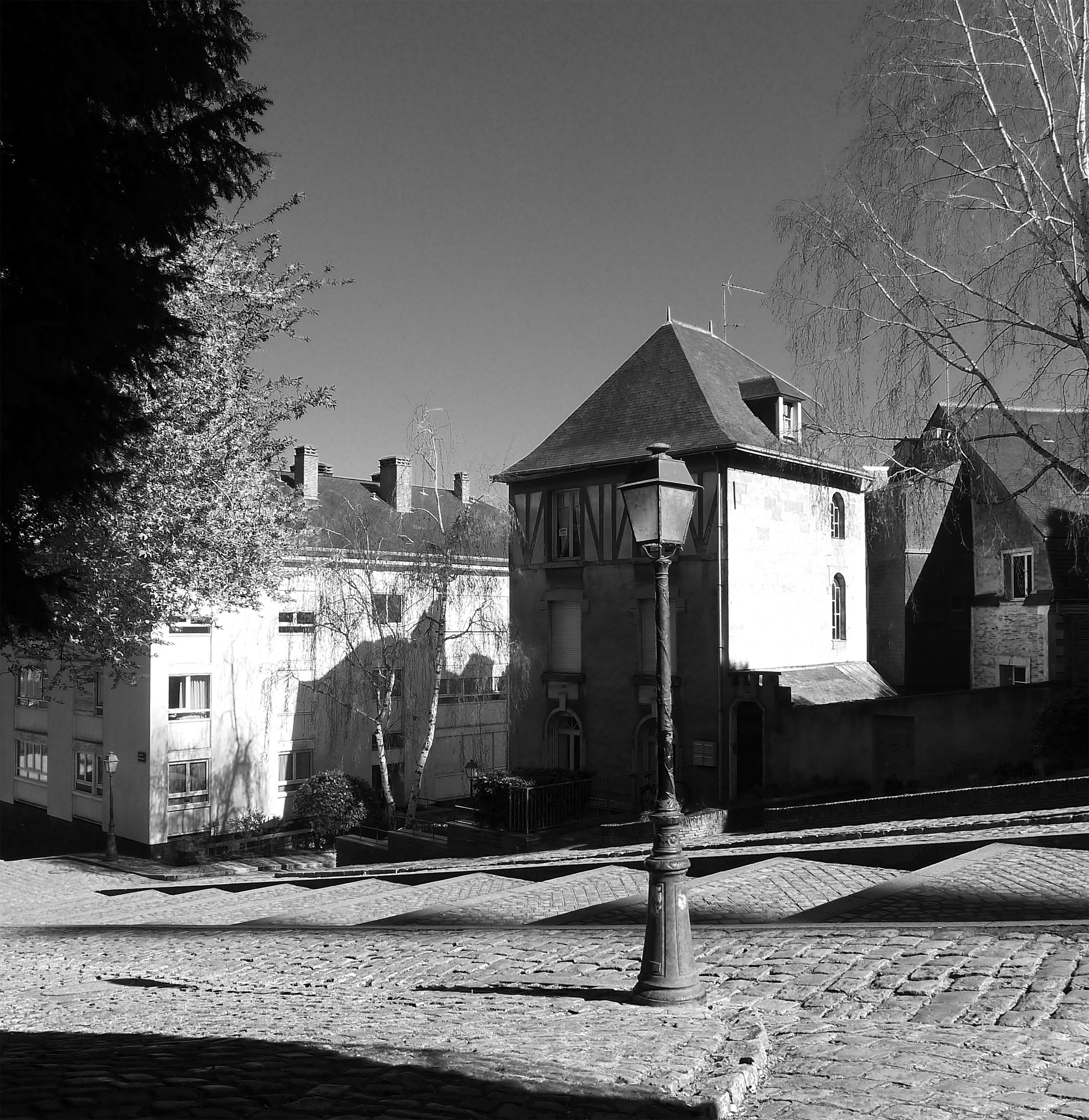
Exemple de bâtiments du centre ville au long de la montée Saint-Maurice.

L'architecture de la ville peut se résumer à ses matériaux, le schiste et le tuffeau, qui font d'Angers alternativement une ville noire ou blanche : monuments médiévaux en schiste, toitures d’ardoises, demeures Renaissance ou XIXe siècle ayant célébré la pierre de tuffeau, etc. Elle est parfaitement résumée par Armand Lanoux : « Du chemin de ronde du château, on voit s'étaler la ville, si caractéristique avec ses cheminées de briques sur le fond bleu des toits, la ville qui mêle maintenant au matériau le plus tendre, le tuffeau, l'un des plus résistants, le schiste. »
L'ancienne ville intra-muros voit se concentrer la majorité des édifices historiques : la Cité est le quartier le plus ancien de la ville, structuré en petites ruelles comprenant nombre de maisons du Moyen Âge ; le quartier de La Doutre en rive droite est le plus riche en constructions médiévales et Renaissance ; le centre-ville compte quant à lui de nombreuses demeures érigées de la fin du Moyen Âge au XIXe siècle. Il comprend d'ailleurs une majorité d’édifices du XIXe siècle, notamment des immeubles de rapport, parfois de style haussmannien. En dehors des boulevards ceinturant l’hyper-centre se rencontrent également des immeubles de rapport, notamment près des places. L’architecture des faubourgs consiste néanmoins principalement en maisons de ville à un étage sous combles. Elles présentent parfois un aspect d'architecture en série. L’architecture récente est le plus souvent celle de zones pavillonnaires ou d’ensembles collectifs, parfois en contradiction avec l’ensemble ancien (voir par exemple l’immeuble sis 16-26 boulevard du Maréchal-Foch).

### Voies de communication et transports

#### Réseau routier

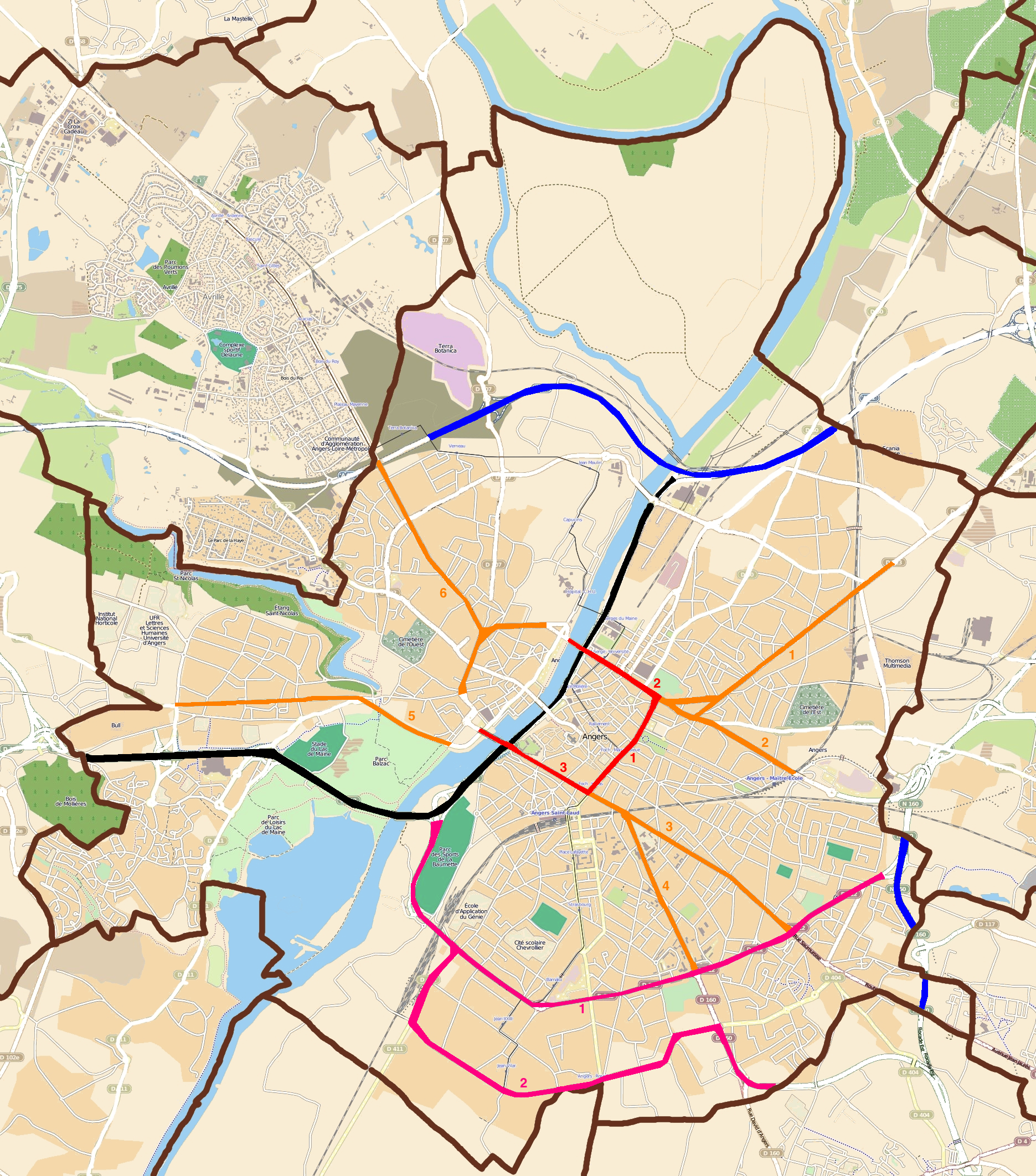
Réseau routier d'Angers :
Boulevards historiques
Voies radiales
« Rocade » sud de substitution
Voies sur berges
Autoroutes

Angers est située au croisement de trois axes autoroutiers : l'A11 entre Paris et Nantes (axe majeur au niveau national), l'A87 vers La Roche-sur-Yon via Cholet et l'A85 vers Tours. La ville de Rennes, préfecture de la région Bretagne, et, dans une moindre mesure, le département de la Mayenne sont accessibles par la voie expresse RD 775, pratiquement intégralement à 4 voies. La RD 761 relie, quant à elle, Angers à Poitiers, préfecture de la région Poitou-Charentes, et Niort, dans les Deux-Sèvres.
Jusqu'en 2008, Angers était traversée par les voies sur berges de l'autoroute A11, celles-ci formant le lien routier entre les tronçons autoroutiers Angers-Nantes et Angers-Paris. La construction de l'autoroute est achevée lors de la mise en service du contournement nord de la ville, via une tranchée couverte de 1 700 mètres, permettant de compléter la rocade d'Angers. Mais les berges de Maine sont toujours occupées par la RD 323, séparant de fait la ville en deux.
La ville compte 1 515 voies. Le réseau routier principal se compose de trois grands types de voies. Premièrement, les boulevards historiques qui ceinturent l'hypercentre ; deuxièmement, les voies radiales en direction de la périphérie, comme les avenues Pasteur (vers le nord-est), Patton (vers l’ouest) ou De Lattre-de-Tassigny (vers le sud) ; dernièrement, les axes au sud de la ville faisant office de « rocade » de substitution, à savoir le boulevard Sud d'une part et les boulevards d’Arbrissel et Blanchoin d'autre part.
En 2012, on dénombre environ 500 000 déplacements par jour dans la commune.
Selon une étude de la Fédération nationale des associations d'usagers des transports, la présence de grosses infrastructures routières à proximité immédiate du centre-ville favorise l'usage de la voiture. Ainsi, Angers est ceinturée par deux rocades, avec de nombreux échangeurs. La part modale de la voiture y est conséquemment de 54 %. À Nancy, en revanche, où les grosses infrastructures routières sont repoussées loin du centre-ville, la part modale de la voiture tombe à 40 %.

##### Ponts
La physionomie du réseau routier a été conditionnée par la topographie. Ainsi, la largeur de la Maine a limité les franchissements malgré son rétrécissement au XVIIIe siècle. Angers compte neufs ponts au-dessus de la rivière dont deux ponts ferroviaires. On trouve du nord au sud :

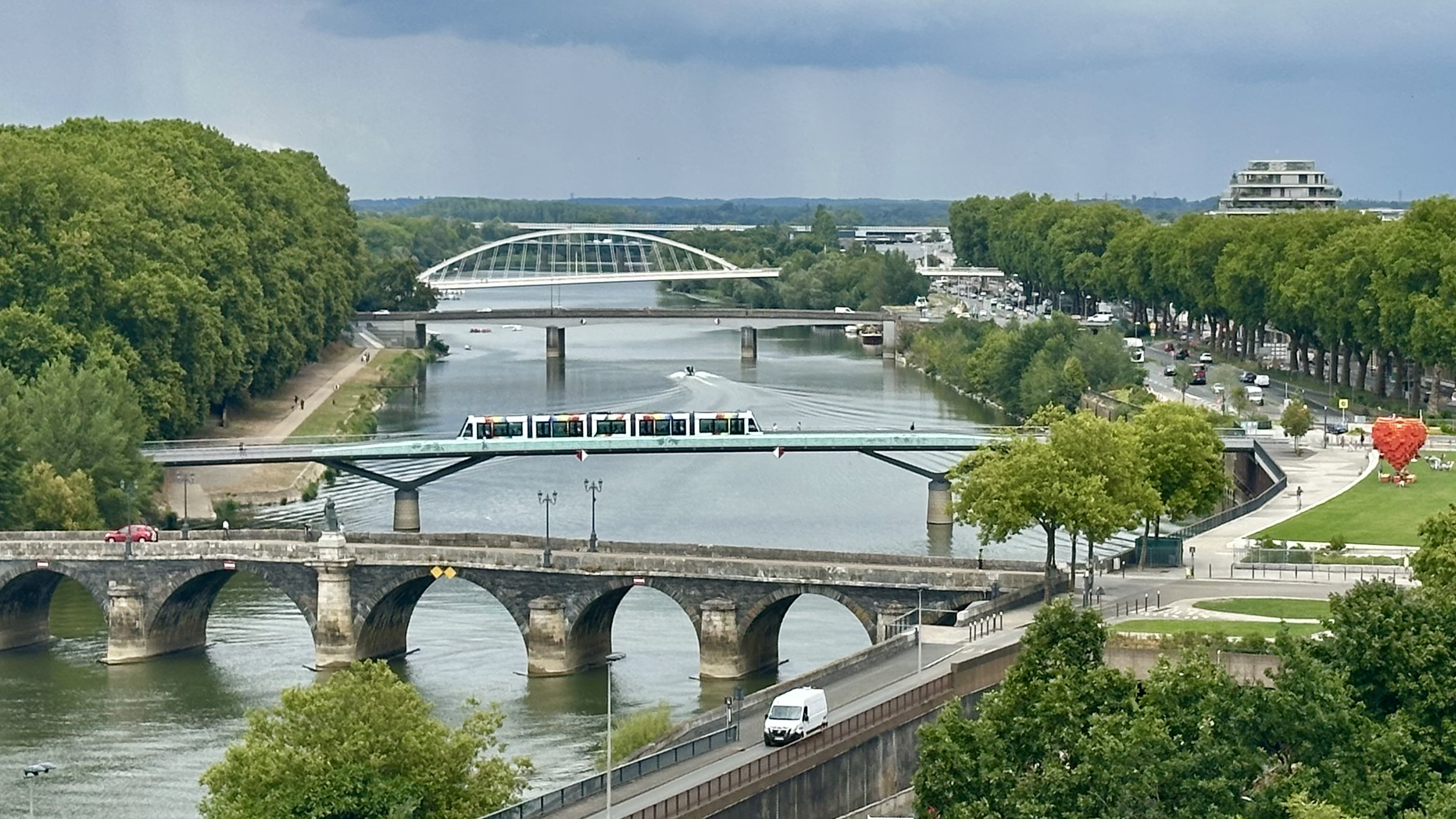
Quatre ponts au-dessus de la Maine : les ponts de Verdun, des Arts et Métiers, Confluences et de la Haute-Chaîne.

- le pont de Segré, ancien pont ferroviaire de l’ancienne ligne de chemin de fer d’Angers à Segré réaménagé pour accueillir un itinéraire cyclable[30] ;
- le viaduc de la Maine permet le contournement nord de la ville par l’A11, depuis 2008[A 8] ;
- le pont Jean-Moulin relie le plateau des Capucins au quartier Saint-Serge, depuis septembre 1989[A 10] ;
- le pont Confluences relie le CHU et le cinéma Pathé depuis 2010[AM 1] ; il est réservé aux tramways, piétons, vélos et aux véhicules d'urgence ;
- le pont de la Haute-Chaîne relie les boulevards historiques à la rive droite, depuis 1838 ; il est reconstruit en 1951 après sa destruction au cours de la Seconde Guerre mondiale[CP 2] ;
- le pont des Arts et Métiers relie depuis juin 2019 les places Molière et La Rochefoucauld ; il est réservé aux piétons et cyclistes et accueille la ligne B du tramway[CC 4] ;
- le pont de Verdun, plus vieux passage d’une rive à l’autre, relie le centre-ville à La Doutre, depuis le XIe siècle[CP 3] ;
- le pont de la Basse-Chaîne, terminé en 1962, près du château[CP 3] ;
- le pont de l'Atlantique, prolongement des voies sur berges, permet de relier le centre de la ville aux quartiers du Lac de Maine, de Belle-Beille et de l'ouest de l'agglomération, depuis 1973[A 11].

À l’échelle de l’agglomération, la Loire limite également les possibilités de franchissement et la circulation des flux (cinq ponts sur une quarantaine de kilomètres, de Chalonnes-sur-Loire à Saint-Mathurin-sur-Loire).

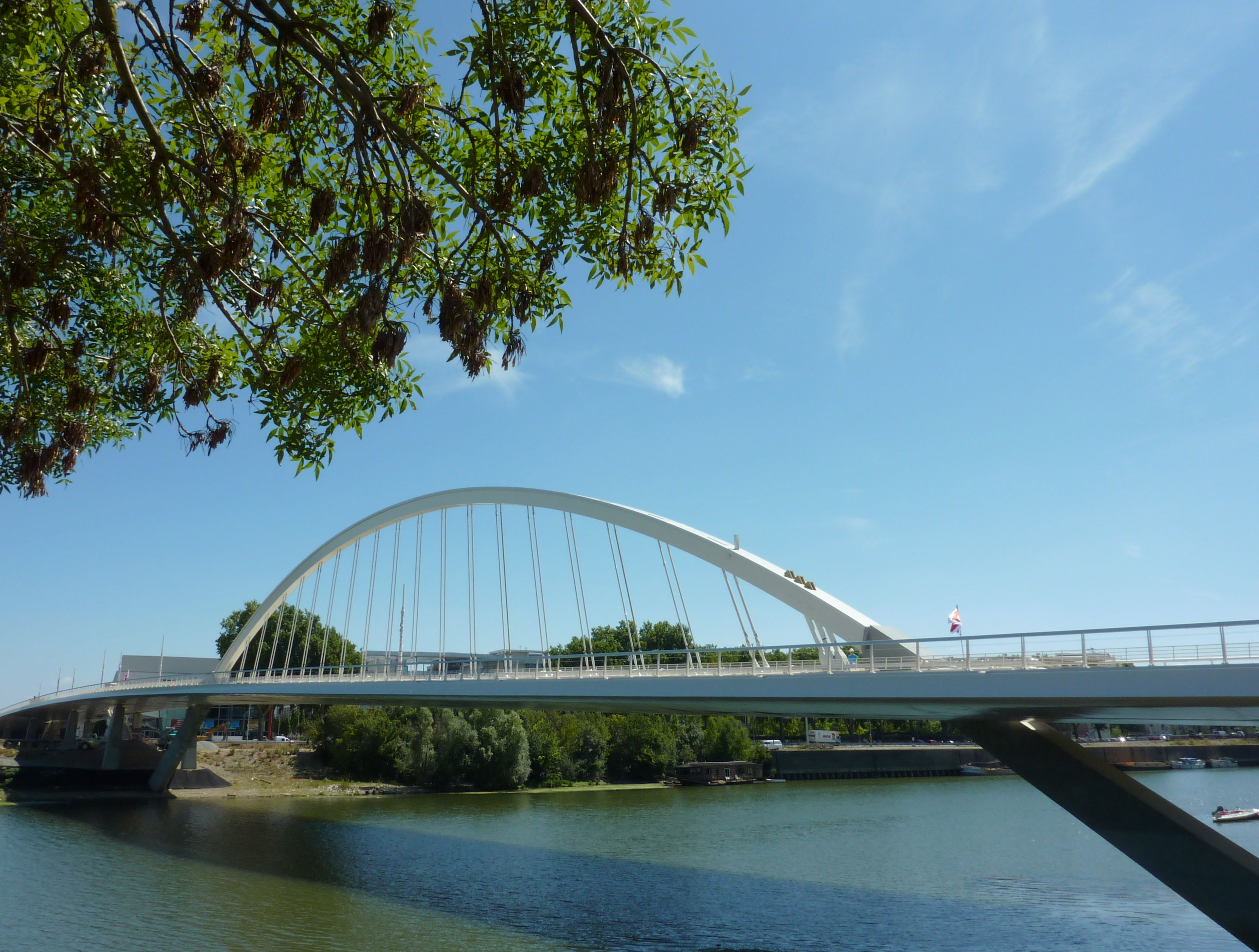
Le pont Confluences.
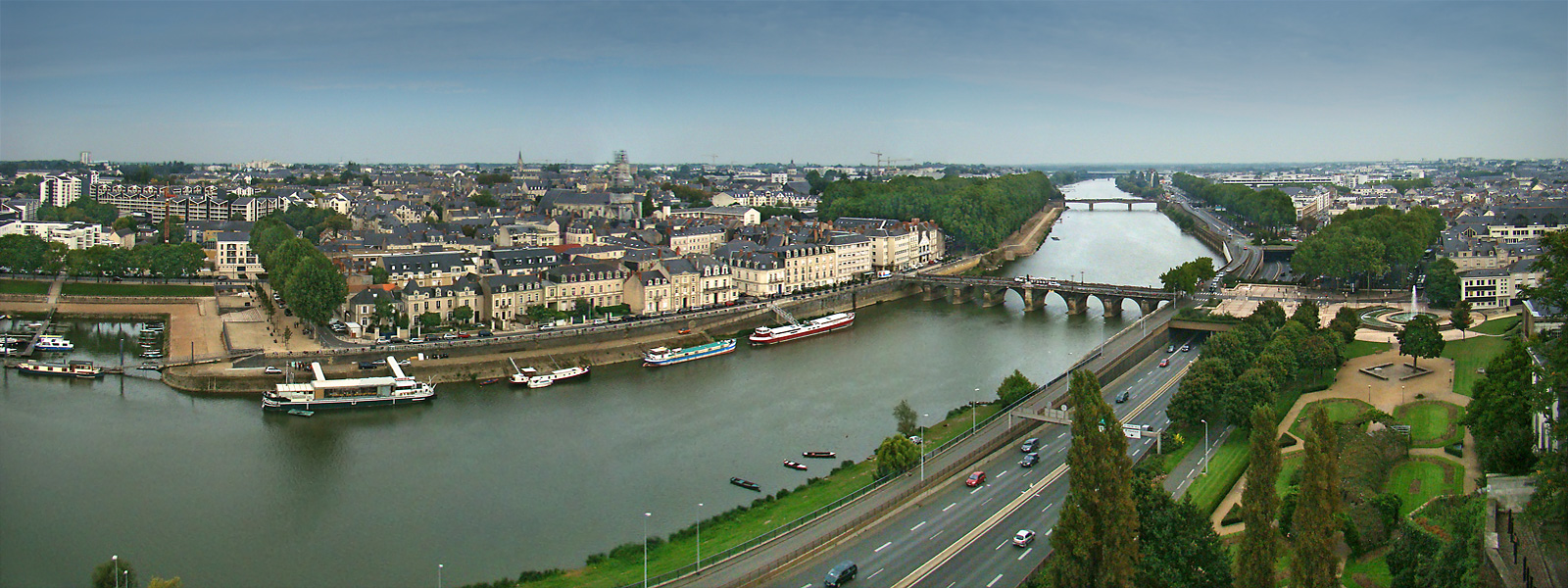
Les voies sur berges et le pont de Verdun au début du XXIe siècle.
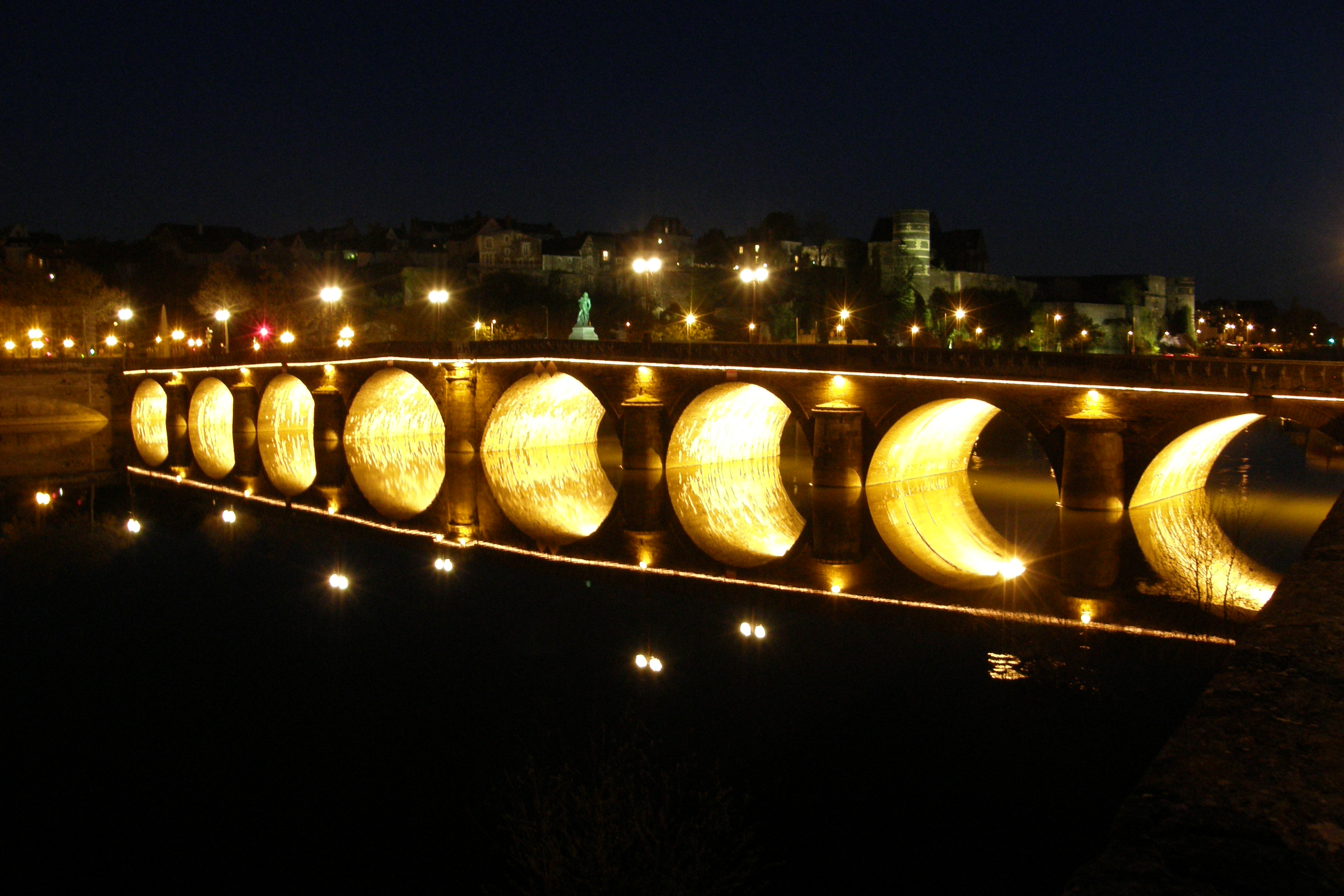
Le pont de Verdun.

#### Réseau ferroviaire

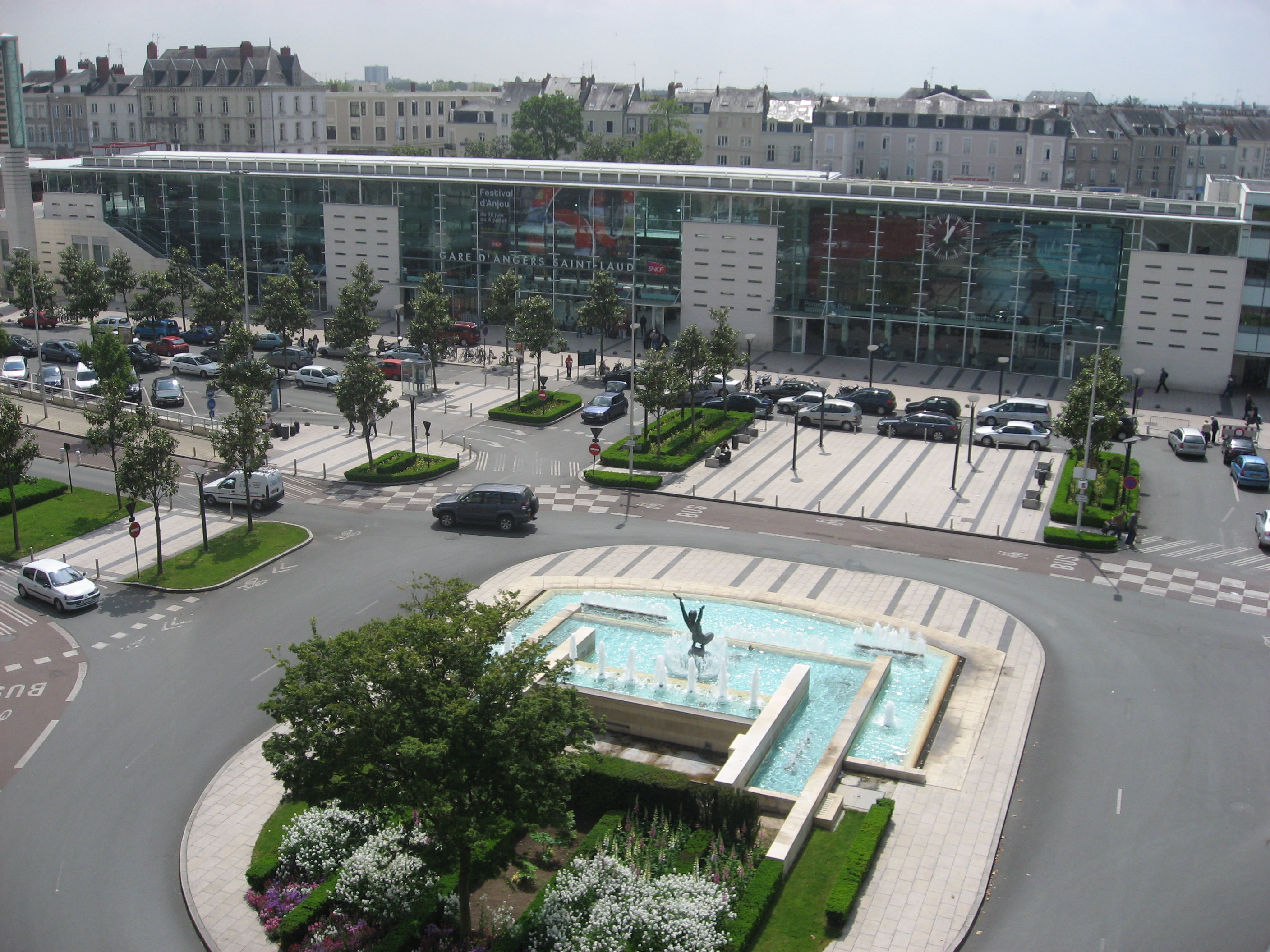
La gare Saint-Laud.

Angers est à la jonction des lignes ferroviaires de Tours à Saint-Nazaire et du Mans à Angers-Maître-École. La gare d'Angers-Saint-Laud est la principale gare : mise en service en 1853 par la Compagnie du chemin de fer de Tours à Nantes, elle fut rénovée en 2001.
Le TGV permet de rejoindre Paris-Montparnasse en 1 h 30 min et l'aéroport Roissy-Charles de Gaulle en 2 h 25 min. Le temps de parcours vers les villes voisines de Nantes et du Mans est de 40 min. Angers est également bien reliée aux principales villes françaises : Lille Europe (3 h 25 min), Lyon Part-Dieu (3 h 45 min), Strasbourg (4 h 35 min) ou encore Marseille et Montpellier (5 h 45 min). Le réseau des TER Pays de la Loire permet de relier Angers à Cholet en 40 min, Saumur en 25 min, ou encore Nantes, Le Mans ou Tours. L'Interloire, ligne TER commune aux régions Pays de la Loire et Centre-Val de Loire, permet de rejoindre Blois en 1 h 30 ou Orléans en 2 h. La virgule ferroviaire de Sablé, mise en service en 2017, permet de relier Angers à Laval en 50 min au lieu de 1 h 30 min et Rennes en 1 h 35 min au lieu de 2 h 10 min. La ligne Intercités Nantes – Lyon relie Angers aux villes de Bourges, Nevers, Moulins et Roanne avec un aller-retour les jours de fin de semaine.
La gare de la Maître-École, située à l'est de la ville, est une halte ferroviaire desservie quotidiennement par quelques TER Pays de la Loire circulant entre Le Mans et Angers Saint-Laud. Elle fut mise en service par la compagnie des chemins de fer de l'Ouest lors de l'ouverture du trafic sur la voie ferrée de Sablé à Angers.
La gare Saint-Serge est une ancienne gare fermée au transport de voyageurs à la fin de la Seconde Guerre mondiale. Il ne subsiste plus désormais qu'une gare réservée au fret du marché d'intérêt national du Val de Loire ouvert en 1961.

#### Réseau aérien
Un aéroport est situé sur le territoire de la commune de Marcé, à vingt-cinq kilomètres au nord-est d'Angers près de la bifurcation des autoroutes A11 et A85. Ouvert en 1998 et propriété de la communauté urbaine d'Angers, il est ouvert au trafic commercial, aux avions privés et il est utilisé pour les besoins sanitaires du CHU d'Angers. S’il peut théoriquement recevoir 50 000 passagers par an, la fréquentation maximale fut atteinte dès 1999 avec 17 780 passagers et descendit à seulement 986 passagers en 2009. Les clubs de voltige aérienne, de vol moteur et de vol à voile représentent la majorité du trafic. En 2003, la Cour des comptes considère d'ailleurs que l'aéroport « tient, dans l'ensemble du trafic commercial des aéroports du Grand Ouest, une place sans corrélation avec sa population ».
L'aéroport héberge également l'Espace Air Passion qui regroupe de très nombreux avions légers anciens.
Début janvier 2017, la décision est prise par le conseil de communauté de supprimer les vols réguliers qui desservent l'aéroport.

#### Réseau fluvial

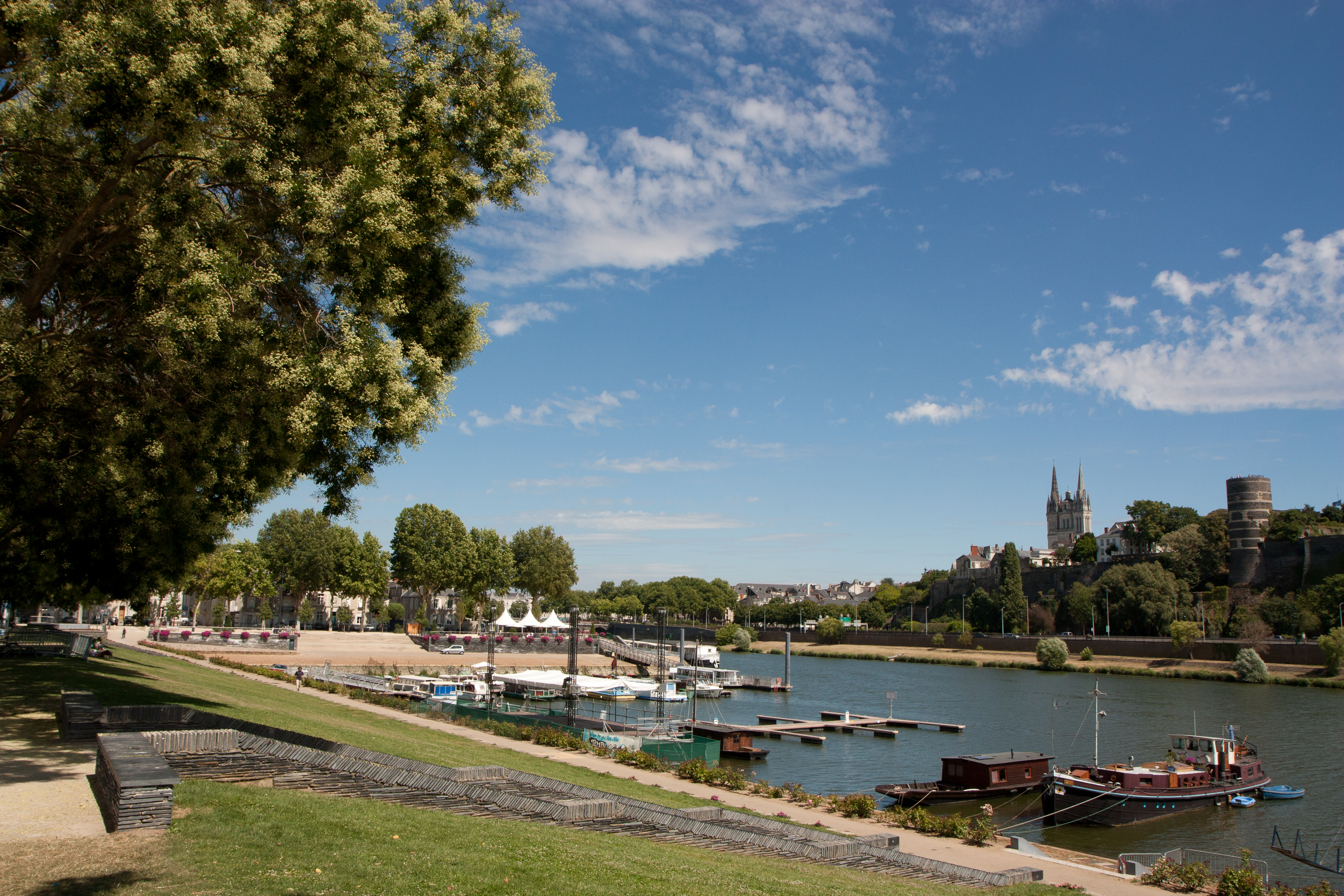
Le port fluvial, cale de la Savatte.

La ville est située à la confluence de quatre cours d'eau. Cette situation a été avantageuse : la circulation fluviale de Nantes à Angers fut longtemps très importante, tant pour le transport de marchandises que de voyageurs. Ainsi les « paquebots de Loire » au XIXe siècle transportaient les voyageurs de Nantes à Orléans via Angers. Cependant, l’arrivée du chemin de fer et plus encore du transport routier provoqua son déclin dans le courant de l’entre-deux-guerres. Néanmoins, la redynamisation du trafic fluvial en Loire est à l’étude. Le quai pétrolier de Bouchemaine, les installations du Génie et le port lourd d’Angers, tous deux situés à la Baumette, sont les principales infrastructures existantes.
Le port fluvial d’Angers, situé Cale de la Savatte, accueille les navires de plaisance à l’année, en hivernage ou pour quelques jours en saison[réf. nécessaire].
La Maine est navigable sur la totalité de son parcours. Il est possible de gagner vers l’ouest l’estuaire de la Loire (la Loire n'est d'ailleurs navigable qu'à partir du bec de Maine). Vers le nord, si le Loir n’est pas navigable, la Sarthe l’est jusqu’au-delà du Mans et la Mayenne au-delà de la ville homonyme. À noter que l’Oudon, principal affluent de la Mayenne, est navigable jusqu’à Segré.
Un bac permet la traversée de la Mayenne vers l’Île Saint-Aubin. Il est accessible aux piétons et aux cyclistes du printemps à l'automne, lorsque l'île n'est pas inondée.

#### Réseau cyclable
En 2012, le vélo représente 3,9 % des déplacements quotidiens à l'échelle de la commune. En juin 2013, le réseau cyclable comprend 142 km d’aménagements cyclables d'après les données de la communauté urbaine Angers Loire Métropole, dont des pistes ou bandes cyclables, des couloirs de bus — parfois étroits — et des plateaux piétonniers. En juin 2012, selon un conservateur des Archives d'Angers, les usagers du vélo disposent de 83 km d’espaces cyclables, dont 12,3 km de pistes spécifiques.
Depuis 2004, la municipalité a mis en place un service de prêt gratuit nommé VéloCité. La ville prête gratuitement l'une de ses 3 000 bicyclettes aux personnes qui habitent ou travaillent à Angers pour une durée maximale d'un an. La commune a également institué une « vélo-école » afin de sensibiliser à l’usage de la route.
L'EuroVelo 6, également connue comme « Eurovéloroute des Fleuves », est une véloroute qui traverse Angers en reliant Saint-Brevin-les-Pins à Constanța. Elle traverse l'Europe d'ouest en est, de l'océan Atlantique à la mer Noire en passant par dix pays et suit l'itinéraire de trois des plus grands fleuves européens : la Loire, le Rhin et le Danube. En Maine-et-Loire, cette véloroute emprunte en réalité l'itinéraire de La Loire à Vélo. À l'est de la ville, une variante de celle-ci emmène les cyclistes depuis La Daguenière vers Angers via les ardoisières de Trélazé. Vers l’ouest, la ville a aménagé la Boucle verte permettant de relier les basses vallées angevines au nord et la Loire au sud. Cette dernière traverse le parc de Balzac et les bords du lac de Maine jusqu'à Bouchemaine où elle rejoint le parcours principal de La Loire à Vélo et de l'EuroVelo 6.

#### Réseau de transports en commun
Le tramway électrique fait son apparition à Angers en 1896. Cependant, cet ancien réseau est incohérent, mal équipé et mal desservi. Julien Gracq en parle en ces termes : « Petits, malingres, hauts sur roues, desservant un réseau peu fourni, je n'ai jamais pu faire grand cas des tramways angevins […]. ». Dès 1934, des autobus font leur apparition et la dernière ligne de tramway est abandonnée en 1949.
Le service public de transports en commun angevins, Irigo, est organisé par la communauté d'agglomération d'Angers Loire Métropole et géré par la société RD Angers, filiale du groupe RATP. Son réseau couvre le territoire de l’intercommunalité.

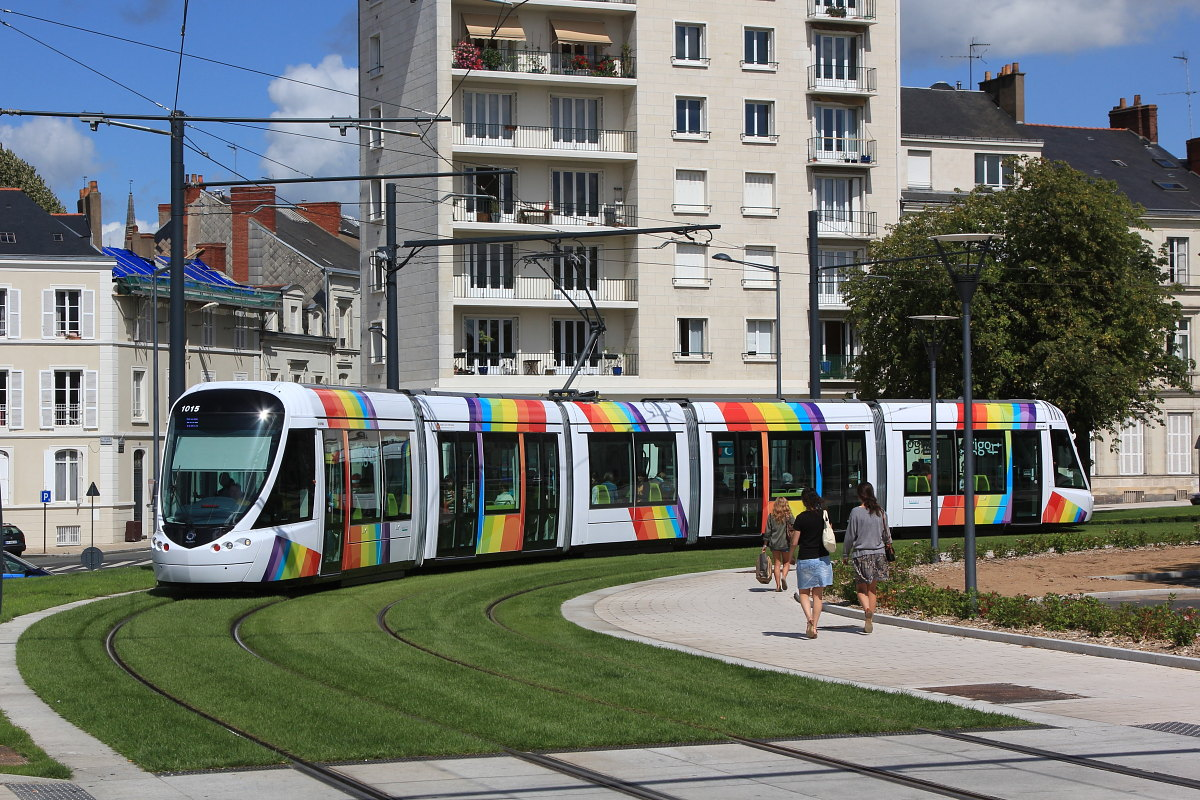
Le tramway d'Angers à la gare Saint-Laud.

Le réseau se compose de trois tramway, treize lignes urbaines de bus et autant de lignes suburbaines. Quatre lignes assurent le modeste service de soirée de 20 h 30 à 1 h du matin — auxquelles s'ajoute une unique ligne nocturne circulaire du jeudi au samedi — et cinq lignes assurant la desserte des dimanches et jours fériés. En 2012, 9,3 % des déplacements quotidiens à l’échelle de la ville provenaient du réseau de transports en commun. En 2014, celui-ci a enregistré plus de 34,7 millions de voyages, dont 8,55 millions pour la seule ligne de tramway. Inauguré en 2011, le tramway d'Angers est constitué de trois lignes depuis le 8 juillet 2023 (A, B et C) parcourant un réseau de quatre branches et d'une semi-boucle centrale. Des sections utilisant la technologie APS permettent d’éviter l'utilisation de caténaires et préservent ainsi le centre historique de la ville. La ligne A relie La Roseraie à Avrillé selon un axe Nord-Ouest/Sud traversant le centre-ville. La ligne B relie Belle-Beille à Monplaisir selon un axe Sud-Ouest/Nord-Est, toujours via le centre-ville. La ligne C relie Belle-Beille à La Roseraie, par le centre en reprenant une grande partie des tracés des deux premières lignes.
Les lignes départementales sont prises en charge par la régie des transports des Pays de la loire, Aléop. Une vingtaine de lignes partent de la gare routière, située à proximité immédiate de la gare d'Angers-Saint-Laud.
La gare routière offre également des correspondances régionales (autocars TER Pays de la Loire en direction de Châteaubriant et Laval) et nationales. Les compagnies BlaBlaCar Bus, et Isilines permettent de rejoindre Paris, Brest (via les villes du sud de la Bretagne), Lyon et Grenoble (via Tours et Bourges). Les destinations européennes sont effectuées par la compagnie Eurolines.

### Risques naturels et technologiques
Angers est concernée par six risques majeurs : l'inondation, la sismicité (risque faible), le retrait-gonflement des argiles (risque faible), le transport de matières dangereuses, l’effondrement minier et la tempête.

#### Risque d'inondation

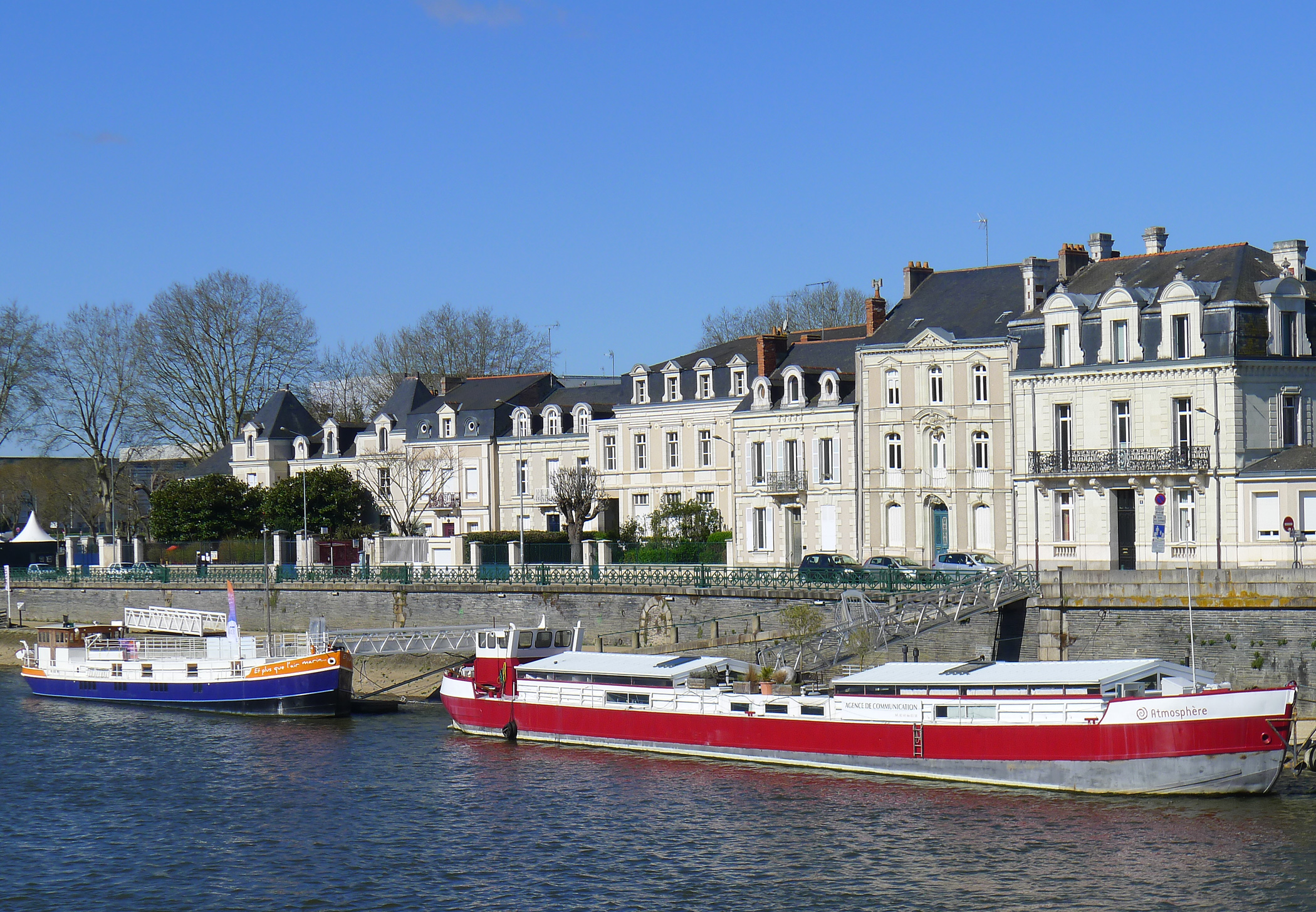
Quai des Carmes, dans la Doutre.

Le risque d'inondation est lié aux crues de la Maine et de ses affluents, mais aussi de la Loire, plus en aval. La faible longueur du cours de la Maine, court exutoire d’un vaste bassin hydrographique composé des trois rivières principales que sont le Loir, la Sarthe et la Mayenne, provoque une très forte dépendance hydrologique entre Loire, Maine et section aval de ses affluents. Les berges de la rivière ayant été urbanisées, notamment depuis le XIXe siècle, de nombreux quartiers sont sensibles aux crues : principalement la Doutre, Thiers-Boisnet et Saint-Serge. Le nombre d’habitants concernés a été évalué. À l’échelle de la commune, ce chiffre est faible. Si elles ne touchent que peu d’habitants, les crues fréquentes ont en revanche des conséquences importantes en termes d’infrastructures de transport (fermeture des voies sur berges et paralysie du tramway).
Sur le plan urbanistique, Angers est concerné par deux plans de prévention du risque inondation (PPRI) qui s'imposent au plan local d'urbanisme : le PPRI « Confluence de la Maine », en amont du pont de la Basse-Chaîne, approuvé en 2009, avec prescription de travaux à réaliser sur les constructions et habitations existantes dans les zones les plus vulnérables, et le PPRI « Val du Louet-Confluence de la Maine et de la Loire » approuvé en 2002, sans mesures obligatoires sur les constructions et habitations déjà existantes.

## Toponymie

### Juliomagus, le nom antique
Le nom de la cité est mentionné pour la première fois vers l'an 150 par Ptolémée dans son ouvrage Géographie sous la forme Ιουλιομάγος (Juliomagus),. On retrouve la mention sur la table de Peutinger, sous la dénomination de Iuliomago.
Il s'agit d'un composé de l'anthroponyme latin Julius, vraisemblablement une dédicace à un ou plusieurs membres illustres de la famille des Julio-Claudiens, et du mot celtique magos « champ, plaine, campagne ». Les dédicaces des civitas à des empereurs romains étaient fréquentes en Gaule romaine, cependant ces toponymes conservent généralement un élément gaulois. On note également l'attestation plus tardive de Juliomagus Andecavorum. Le déterminant Andecavorum fait référence au peuple gaulois des Andecavii (Andécaves ou Andégaves), dont elle était la cité.

### Le nom d'Angers
L'appellation actuelle de la ville est issue de l'élément Andecavorum. Vers l'an 400, la forme primitive Juliomagus s'efface ; elle est remplacée par le terme civitas, comme en témoigne le nom civitas Andecavorum. Ce changement est attesté dès le IVe siècle ailleurs en Gaule au Bas-Empire — par exemple, les villes de Paris ou Tours ont adopté le nom du peuple dont elles étaient la capitale.
Par la suite, Angers est mentionnée au Moyen Âge sous les formes Andecava civitas au VIe siècle et Andecavis en 769, Andegavis entre 861 et 882, Angieus en 1127, Angeus en 1205 et Angiers dès le XIIe siècle.
L'évolution phonétique Andecavis en Angeus est régulière et s'explique par la lénition des consonnes intervocaliques, le -s final étant celui de l'ablatif-locatif latin. L'évolution est comparable à Pictavis en Peiteus aux XIe et XIIe siècles donnant Poitiers. La variante Andecavum explique le nom d'Anjou (in Andecavo en 797). Celui d'angevin est un dérivé semi-savant. Le doublet Angers, Anjou est également comparable à celui de Poitiers, Poitou.

### Surnoms
Plusieurs surnoms ont servi à désigner Angers :
- « Ville des fleurs »

La renommée de ses pépinières horticoles mais aussi de son vignoble ou de son arboriculture lui vaut ce surnom dès le Second Empire, tel que le rapportait Élisée Reclus. Sa spécialisation dans le domaine du végétal et le soin accordé à ses espaces verts remettent ce surnom au goût du jour.
- « Angers la Blanche » ou « Angers la Noire »

Angers fut pendant longtemps une ville noire, en référence à ses maisons en schiste (ou à pans de bois pour les plus anciennes) et ses toits en ardoise, avant de devenir une ville blanche au XIXe siècle lorsque furent édifiés un certain nombre de bâtiments en tuffeau.
- « Athènes de l’Ouest »

La paternité de ce surnom flatteur revient à Charles-Émile Freppel, évêque d'Angers, lors de l'inauguration de l'Université catholique de l'Ouest en 1875. Il se trouve en effet que de nombreuses écoles ouvrent à la fin du XIXe siècle (écoles des Beaux-Arts, de notariat ou d'agriculture) ; plusieurs sociétés savantes sont créées ; le Grand-Cercle accueille de grands compositeurs comme Camille Saint-Saëns , etc..

## Histoire
La plus ancienne trace d’occupation humaine remonte à 400 000 ans av. J.-C. et a été découverte rue de Frémur. Le site est occupé dès le néolithique (vers 4500-3000 av. J.-C.) puisqu’un cairn a été retrouvé sur le site actuel du château. Des rejets de silex ont également été découverts sous le logis royal.

### Antiquité

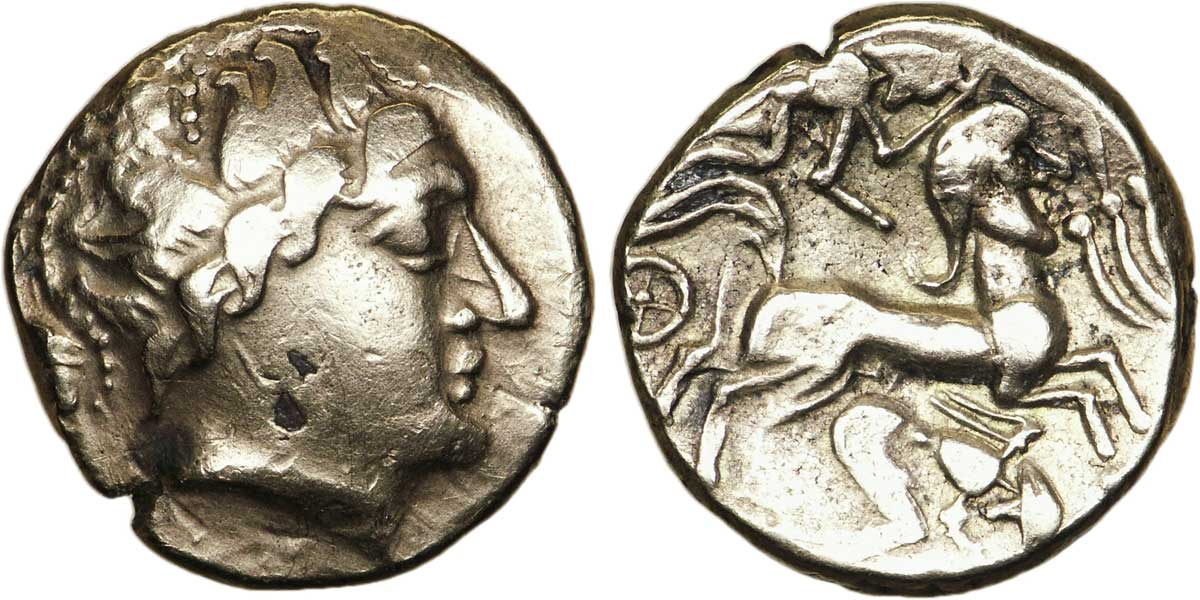
Statère d’électrum « aux aigrettes » frappé par les Andécaves.

Au Ve siècle av. J.-C., le peuple celte des Andes ou Andécaves s’établit dans la région d’Angers, surtout au nord de la Loire, et lui donne son nom. Après la conquête de la Gaule par les armées de César, la ville se romanise. Cependant, le nom gallo-romain de Juliomagus (« le marché / le champ de Julius ») n’est attesté qu’au IIe siècle.
Juliomagus est délimitée à l'ouest par la Maine et à l'est par un amphithéâtre. C'était une petite ville qui ne dépassait pas les 80 ha dans son extension maximale, à comparer aux 200 ha de Nemausus (Nîmes) et aux 220 ha d'Augustudunum (Autun) et devait compter environ 3 000 habitants. À proximité immédiate de l’actuelle rue des Arènes s’élevait autrefois l'amphithéâtre de Growan ou Grohan pouvant accueillir environ 6 000 spectateurs. La présence d’un amphithéâtre était à l’époque un privilège impérial dont seules jouissaient Angers et Tours dans la région.
Les invasions barbares des années 275-276 ont provoqué un repli des habitants vers le promontoire de la cité. Ainsi, au tournant des IIIe et IVe siècles est édifiée une muraille ne délimitant plus qu’une petite superficie d’environ 9 ha (l’actuelle cité). L’enceinte, de forme ovale, mesure environ 1 250 m, elle est percée aux quatre points cardinaux de portes, dont la principale durant l’Antiquité est l’Orientale (devenue par la suite Porte Saint-Aubin). L’épaisseur du mur atteint par endroits 4  à   5 mètres. Ce sont aujourd'hui les principaux vestiges de l’époque gallo-romaine : l'appareillage, de moellons et de briques, d'une partie de ce mur est encore visible, rue Toussaint. Les tours Villebon et de l'Évêché en sont deux autres témoignages, quoique largement remaniées.
Le christianisme se développe à Angers et le premier évêque est mentionné en 372 (nommé Defensor — ce n'est qu'un titre, l'évêque étant alors le premier défenseur de la ville), lors de l’élection de Martin à l’évêché de Tours.

### Moyen Âge
La ville prend au tournant du Ve siècle le nom du peuple gaulois qui l’habitait : civitas Andecavorum, ou Andecavis, à l’origine du nom Angers.

#### Des incursions scandinaves et bretonnes à l'Empire Plantagenêt

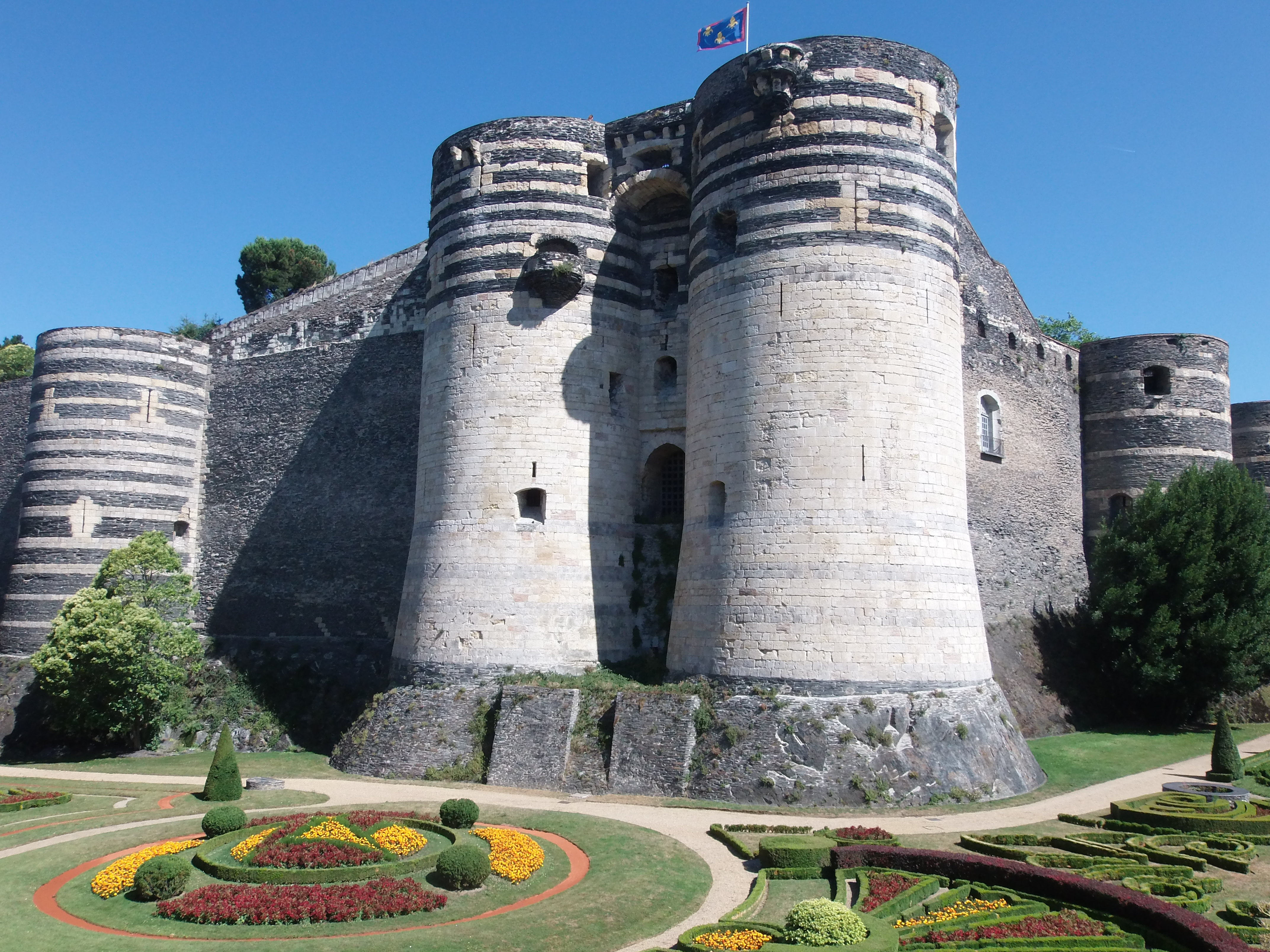
Le château, édifié à partir du XIIIe siècle.

Le milieu du IXe siècle voit apparaître des temps troublés. Tant les Bretons que les Vikings font d’incessantes incursions en Anjou et la ville est pillée par le chef nordique Hasting en 845, puis à nouveau en 852. Après la bataille de Jengland, Charles le Chauve, roi des Francs, et Erispoë, chef breton, s'y rencontrent en septembre 851 pour signer le traité d'Angers qui donne à la Bretagne les pays rennais, nantais et de Retz, fixant ainsi les limites frontalières de la Bretagne. En 853, Charles le Chauve décide d’établir une marche autour des territoires de l'Anjou, de la Touraine, du Maine et du pays de Sées. Cependant, en 872, les Scandinaves prennent la ville et s’y installent pendant près d’un an. En 873, Charles le Chauve vient lui-même aux côtés de Salomon de Bretagne assiéger la ville. Les Annales de Saint-Bertin font mention de l'utilisation de « machines nouvelles et raffinées » pour en déloger les Normands. Le roi de Bretagne détourne alors la Maine, ce qui met les bateaux viking à sec et ôte une protection au château. Ce détournement est à l'origine du canal de la tannerie, comblé seulement au XIXe siècle.
Les derniers Carolingiens, rois des Francs et comtes d’Anjou, délèguent la gestion du comté à des vicomtes à partir de la fin du IXe siècle. L’un d’entre eux, Foulques le Roux, deviendra Foulques Ier d'Anjou en 929 et fondera ainsi la première dynastie des comtes d’Anjou. La région s’apaise et le rôle militaire d’Angers aux marches du Royaume disparait pour plusieurs siècles. Le calme retrouvé, la ville se développe par le biais de nombreux bourgs et faubourgs. Au XIe siècle, Foulques Nerra, comte d’Anjou, laisse à Angers une empreinte considérable. Il fait restaurer l’église Saint-Martin, le plus vieux monument actuel de la ville ; favorise la fondation d’abbayes bénédictines ; fait édifier le premier pont de pierre à l’emplacement du pont de Verdun ; et fait creuser l’étang Saint-Nicolas sur le Brionneau. Ces installations en rive droite de la Maine sont à l’origine du quartier de la Doutre.
À partir de 1060, la dynastie Plantagenêt prend le titre comtal avec Geoffroy III le barbu, petit-fils de Foulques Nerra. Ceux-ci vont progressivement être à la tête d’un empire éphémère s’étendant des Pyrénées à l’Irlande. Au XIIe siècle, un historien anglais, Raoul de Diceto, vante la magnificence des édifices romans angevins. Ceux-ci, notamment les abbayes Saint-Aubin, Saint-Nicolas, ou encore le palais comtal, ont disparu, à l’exception du palais épiscopal et d’une partie du cloître de l’abbaye Saint-Aubin. L'empire s'écroule en 1205 et Jean sans Terre ne conserve plus en France que le duché d'Aquitaine. Le coup est toutefois sévère car le roi d'Angleterre a perdu le fleuron de son empire, la Normandie, et son berceau, l'Anjou.
Angers est dès lors rattachée au royaume de France et son rôle militaire au sein des marches du domaine royal réapparaît. Blanche de Castille fait construire une forteresse et une nouvelle enceinte de 3 800 m de long, sur les deux rives de la rivière. L’enceinte du Bas-Empire devient quant à elle à partir du XIIIe siècle une clôture canoniale, faisant de la Cité un bastion dans la ville interdit aux laïcs. Les ordres templier et hospitalier s'installent à cette époque à Angers, avec notamment une commanderie templière à Saint-Laud et un prieuré hospitalier.

#### L'âge d'or de la cité et du duché d'Anjou

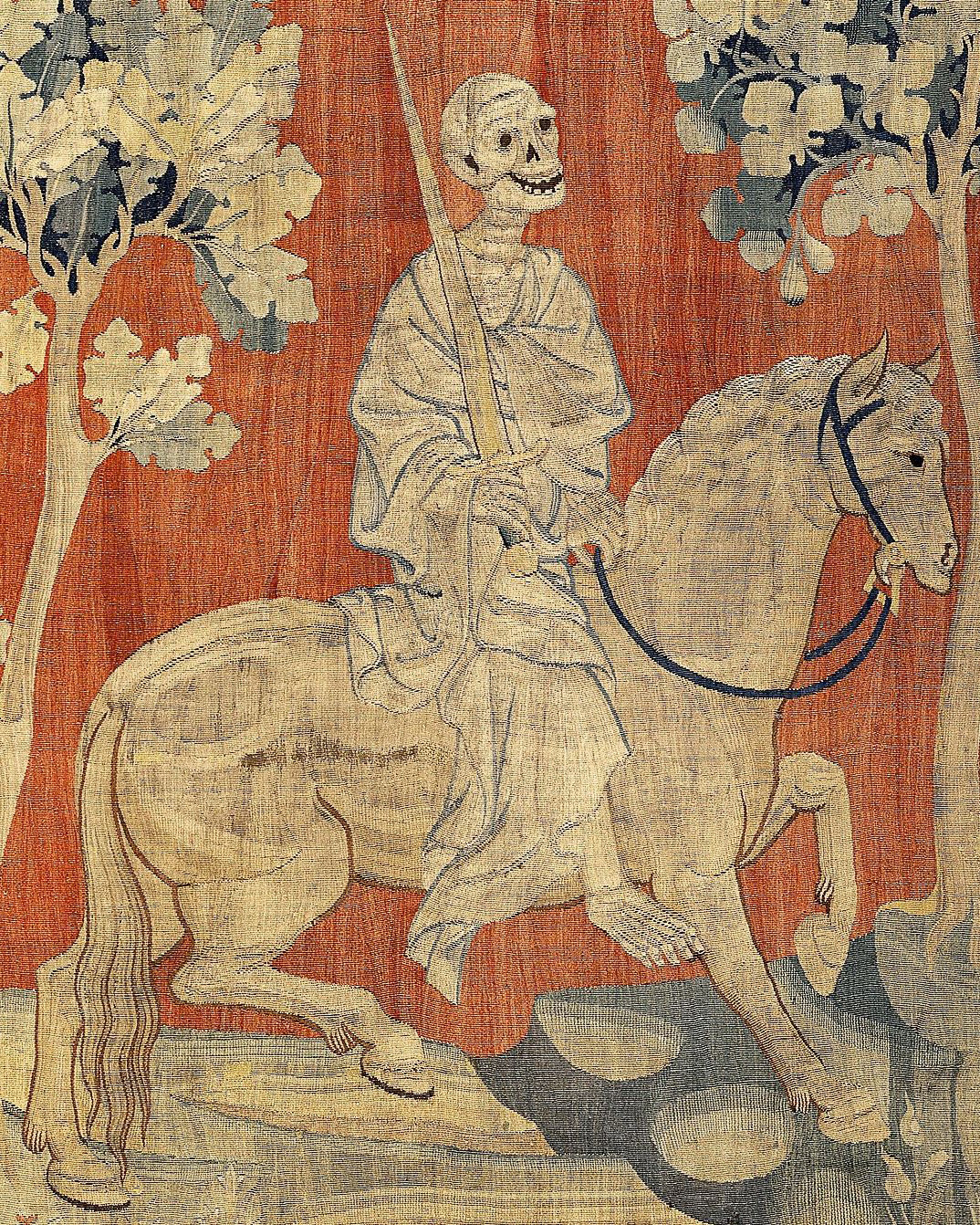
Le cheval livide et la mort, Tenture de l'Apocalypse.

En 1360, le comté est érigé en duché. Louis Ier, le premier duc d’Anjou, établit un droit de péage sur les marchandises traversant le duché afin d’entretenir les fortifications de la ville. Cette taxe, la « cloison », en sera la principale ressource. Il établit également formellement l'université d'Angers en 1364 qui sera définitivement constituée en 1432 avec ses quatre facultés : droit, médecine, théologie et arts. Il commande également à un lissier parisien, Nicolas Bataille, la tenture de l'Apocalypse, d'après les cartons du peintre Hennequin de Bruges. En 1429, lors de la guerre de Cent Ans, Yolande d’Aragon fait renforcer les défenses de la ville ; le duc de Bedford — nommé par les Anglais régent du royaume de France et duc d’Anjou —, désireux de marcher sur Angers, détourne alors ses troupes vers Orléans.

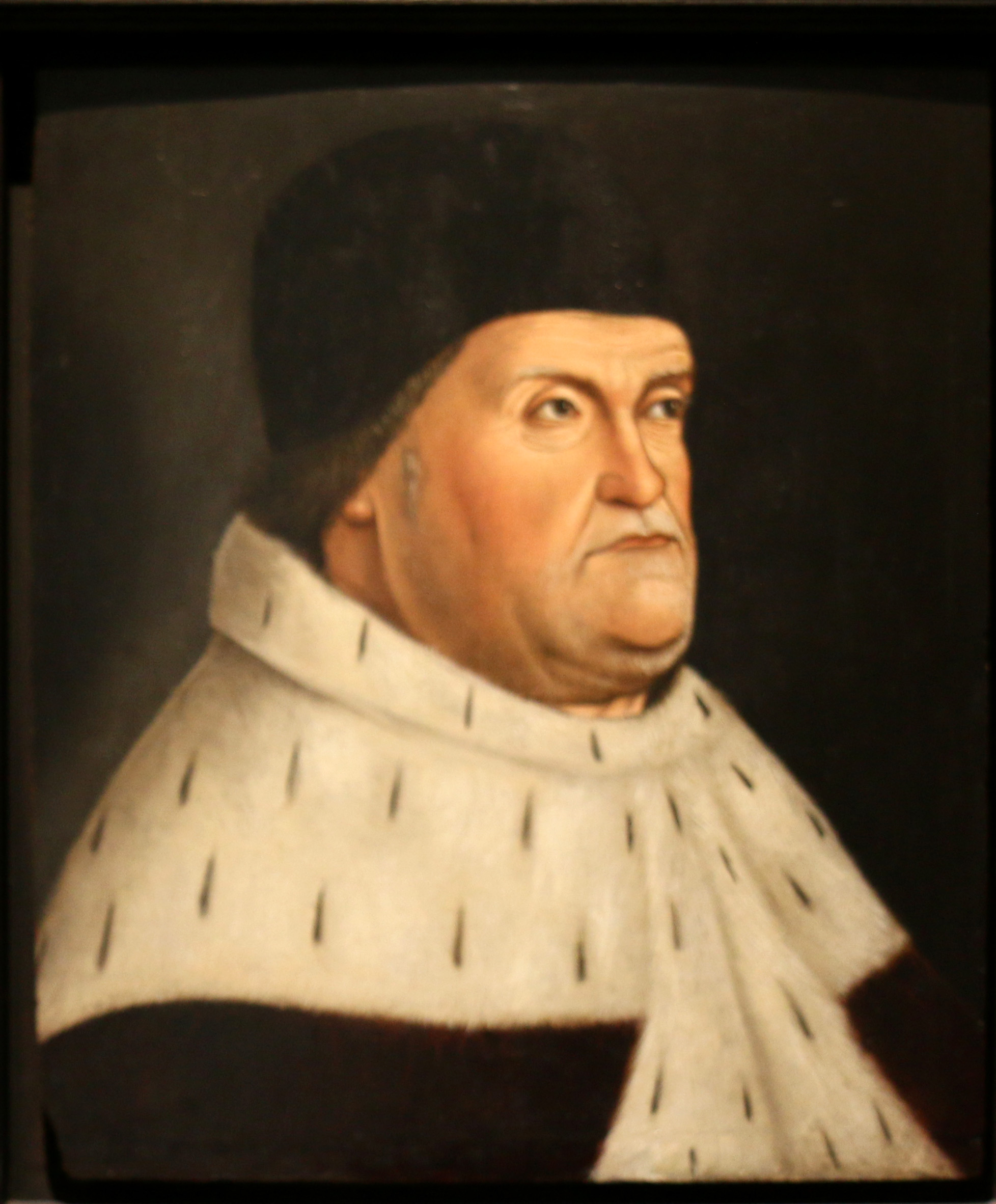
René d'Anjou.

L’année 1434 voit le commencement du règne du « bon roi René ». Né en 1409, fils cadet du duc Louis II et de Yolande d'Aragon, il devient d'abord duc de Bar en 1430 comme successeur de son grand-oncle le cardinal-duc Louis Ier de Bar auquel titre s'ajoute en 1431 celui de duc de Lorraine par son mariage avec la duchesse Isabelle Ire, enfin en 1434 à la mort de son frère aîné Louis III d'Anjou, duc d'Anjou, comte de Provence, roi de Naples et de Jérusalem. Beau-frère du roi Louis XI, il contribue à la relance de l'économie locale, très affectée au début du XVe siècle par les séquelles de la peste (1347-1350) et par les conflits incessants, dont la guerre de Cent Ans. Homme d'une grande culture et d'une grande générosité, il fait d'Angers un centre culturel et politique important où il entretient une cour littéraire et savante. Il aménage les douves du château en ménagerie, créé des lieux de promenades et des jardins fleuris. Il fait également construire près d’Angers trois manoirs de campagne : Haute-Folie, Reculée et Chanzé, près de la Baumette où il fonde en 1451 le couvent des Cordeliers. Il lègue à sa mort la tenture de l’Apocalypse à la cathédrale. François Villon, dans son œuvre de jeunesse Le Lais de 1457, cite Angers comme refuge après sa fuite de Paris en raison de ses larcins : « Pour obvier à ces dangers, Mon mieulx est, ce croy, departir. Adieu ! Je m'en vois à Angers. »

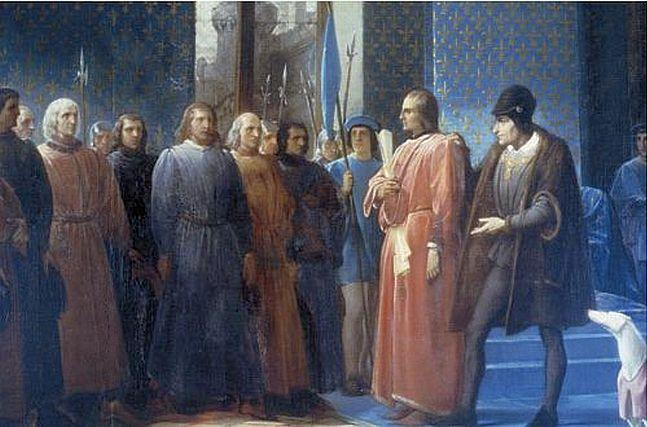
Remise de la charte aux bourgeois par Louis XI (Jules Dauban, 1901).

En 1474, Louis XI manœuvre contre le bon roi René, dont il désire annexer le domaine angevin. Le roi de France se rend à Angers avec son armée, sous couvert d'une visite de courtoisie. Il installe aussitôt une garnison dans le château d'Angers et en confie le commandement à Guillaume de Cerisay. À soixante-cinq ans, le roi René ne veut pas commencer une guerre avec son neveu le roi de France. René lui cède son duché sans combattre. L'Anjou cesse dès lors d'être un apanage et entre définitivement dans le domaine royal. Louis XI cherche alors à se concilier la bourgeoisie locale. Il accorde ainsi en 1475 une grande charte communale qui crée la mairie. Le premier maire, Guillaume de Cerisay, est imposé par le roi. La ville est exemptée de taille, de gabelle et de service armé et bénéficie de droits de police et justice. Elle utilise en guise de sceau les armoiries actuelles : écu chargé d'une clef en pal, accostée en chef de deux fleurs de lys.
La ville s’illustre par sa vie intellectuelle et universitaire : Angers voit s'installer dès 1476 une imprimerie ; l'université forme plusieurs personnalités de premier plan, comme Guillaume Poyet, futur chancelier de François Ier et auteur de l'ordonnance de Villers-Cotterêts ; Ambroise Paré fait une partie de ses études à la faculté de médecine. Située entre les villégiatures royales de Touraine et une Bretagne qui ne désarme pas, Angers accueille fréquemment les rois de France.

### Temps modernes
La prospérité s’installe et en 1538, Angers apparaît comme l’une des seize plus importantes villes du royaume. Dès 1509, le diocèse procure à la ville un établissement préparatoire à l'université, le collège d'Anjou (dit aussi « Collège Neuf »). Les marchands angevins expédient vers Paris et les grands ports de l'Atlantique les produits du duché : toiles, vins, ardoises, tuffeau. Cette prospérité s’accompagne de l’édification de riches bâtisses (en pierre, dans une ville où les constructions sont majoritairement en bois) : logis Barrault, hôtel des Pénitentes ou encore logis Pincé. Afin de faciliter le commerce fluvial, le port Ayrault est creusé en 1556. Un premier plan de la ville est par ailleurs établi par Adam Vandelant en 1576.

Vues d'Angers
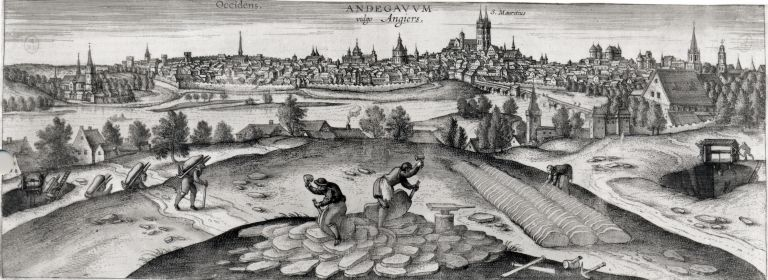
Vue d'Angers depuis le plateau des Capucins, Hougfnaglius, 1561.
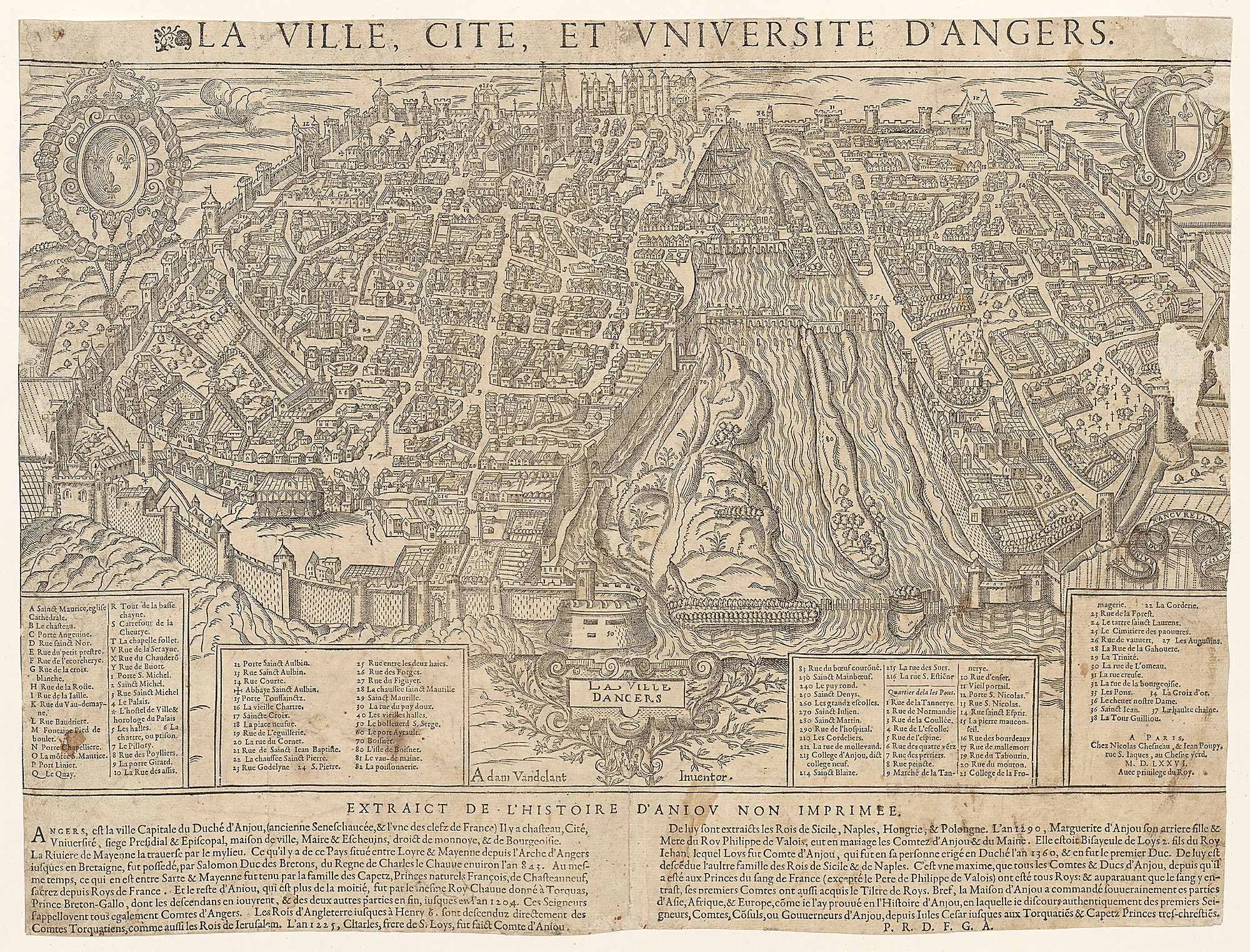
Plan de la ville d'Adam Vandelant, 1576.

La réforme protestante est bien accueillie dans la région — une église apparaît dès 1555. En 1560, a lieu la journée des mouchoirs : l’élection des délégués aux États généraux dégénère après la razzia protestante au sein des représentants de la noblesse. Les protestants parviennent cependant à se rendre maîtres de la ville entre avril et mai 1562. La répression sera sanglante : 50 exécutions et 244 condamnations à mort par contumace. Le 29 août 1572 (soit cinq jours après la Saint-Barthélemy), les échevins arrêtent un massacre organisé par le gouverneur de Saumur, le comte de Montsoreau, alors que des huguenots sont précipités dans la Mayenne. En 1598, Henri IV séjourne à Angers pendant l’élaboration de l’édit de Nantes et arrive ainsi à convertir les plus réticents catholiques.
En 1619, Louis XIII autorise Marie de Médicis à résider avec sa cour à Angers. Elle s'installe dans le Logis Barrault avec son aumônier Richelieu. En août 1620 a lieu la bataille des Ponts-de-Cé — connue également sous le nom de « drôlerie des Ponts-de-Cé » — entre les partisans du roi et ceux de sa mère. Le 10 août le traité d'Angers est signé : le roi accepte le retour de sa mère à la cour de France.
Le XVIIe siècle est marqué par une grave épidémie de peste en 1626 et de grandes famines, autour des années 1630 et 1661. En 1649, face aux famines, épidémies et à une pression fiscale de plus en plus agressive, les Angevins se révoltent : c'est le commencement de la Fronde angevine. La répression par les troupes royales est évitée de justesse grâce à l'intervention de l'évêque Henri Arnauld. La ville est néanmoins sanctionnée par le pouvoir royal et perd son privilège de libre élection du conseil de ville. L’époque est difficile et la population diminue drastiquement : il faudra attendre le début du XIXe siècle pour qu’Angers retrouve sa population de 1650 (32 000 habitants). Un recensement est effectué en 1769 et la ville compte alors 25 044 habitants au sein de 4 116 maisons. En 1651 et 1711, la commune est victime de crues très importantes : la Maine semble avoir dépassé les 7 m, soit des hauteurs d’eau supérieures à la crue historique de 1995.
Au XVIIIe siècle, l’économie de la ville est morose malgré le développement d’industries textile, sucrière et ardoisière. La ville évolue peu et ne se modernise pas : les échevins n’ont pas de projet urbanistique comme leurs voisins nantais. Le maintien des vieilles fortifications, archaïques, s’explique par exemple par le besoin de prélever l’octroi. À l’inverse, la vie culturelle ne faiblit pas : une académie royale des Sciences et Belles-Lettres est créée en 1685 sur le modèle de l'Académie française ; un théâtre est ouvert en 1763 ; un premier hebdomadaire, les Affiches d'Angers, apparaît en 1773 ; une société de concerts est constituée ; un jardin botanique est créé rue Bressigny.

### Révolution française et Empire
Lors de la Révolution, un parti patriote émerge à Angers autour notamment de Volney et La Révellière-Lépeaux. En 1790, est créé le département de Maine-et-Loire (le nom de Mayenne-et-Loire apparaît cependant quelquefois) dont le siège est fixé à Angers : il reprend en grande partie les anciens territoires de l’Anjou. La nouvelle commune d'Angers absorbe celles voisines de Saint-Augustin, Saint-Léonard et Saint-Samson — trois communes dont les appellations révolutionnaires étaient respectivement Peu-de-Fonds, Fruits-Sucrés et Gaie-Vallée. La ville atteint dès lors sa superficie actuelle et compte 33 900 habitants.
La Constitution civile du clergé fait apparaître les premières tensions. En effet, seuls 22 % des ecclésiastiques prêtent serment. La guerre de Vendée va ensuite marquer profondément la cité. Le 18 juin 1793, la ville est prise sans combat par les Vendéens qui l'occupent pendant plusieurs jours. Lors de la Virée de Galerne, les Vendéens tentent de reprendre la ville les 3 et 4 décembre 1793, mais ils sont cette fois repoussés par la garnison républicaine. Pendant la Terreur, une guillotine est installée sur l'actuelle place du Ralliement. À Angers même, 290 prisonniers sont fusillés ou guillotinés et 1 020 meurent en prison par les épidémies. Dans les environs de la ville, environ 5 000 à 6 000 Vendéens, hommes et femmes, sont fusillés à Avrillé, aux Ponts-de-Cé et Sainte-Gemmes-sur-Loire, entre décembre 1793 et avril 1794,. Certaines victimes sont condamnées après une comparution sommaire devant une Commission militaire révolutionnaire, d'autres sont exécutées sans jugement.
La physionomie de la ville commence à changer à la même époque. En 1791, la place du Ralliement est aménagée à la suite de la destruction de trois églises (dont la collégiale Saint-Pierre). Mais surtout, en 1807, Napoléon autorise par un décret impérial la destruction des fortifications médiévales de la ville qu'il visite l'année suivante.

### Époque contemporaine

#### Le réveil de la ville auXIXesiècle

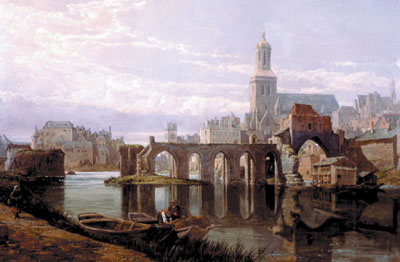
Le pont des Treilles, détruit au XIXe siècle (Angers on the Loire, George C. Stanfield, vers 1859).

Le XIXe siècle voit se poursuivre ces profondes modifications du paysage urbain. Dans la foulée du décret napoléonien, la ceinture de boulevard est achevée vers 1850-1860 et des ponts sont construits dans son prolongement. En 1850, le pont de la Basse-Chaîne s’effondre lors d’une revue et provoque la mort de 223 personnes, principalement des soldats du 11e régiment d'infanterie légère. Le pont des Treilles, en ruine depuis 1711, est quant à lui définitivement démoli en 1855 puis 1890 alors que le « Grand pont » — actuel pont de Verdun —, le plus ancien de la ville, est reconstruit entre 1846 et 1848. Le quartier des Luisettes (actuel quartier Thiers-Boisnet) s’urbanise à compter de 1840. Jusqu’en 1623, il s’agissait d’une île faite de prairies inondables près de laquelle fut construit l’ancien port Ayrault, comblé à la fin des années 1860. De la même manière, l’ancien canal des Tanneries est comblé en 1866 et laisse place à l’actuel boulevard Henri-Arnauld ; par conséquent, l’ancienne île des Carmes est rattachée à la Doutre.

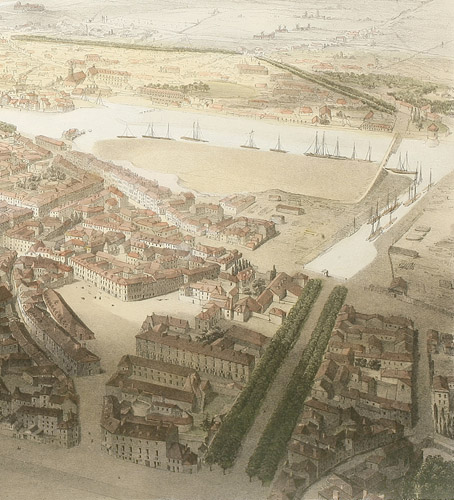
Le port Ayrault et les Luisettes en 1848 (Alfred Guesdon).

Le Second Empire voit un accroissement de ces travaux d’urbanisation : de nouvelles artères sont percées, notamment dans le centre-ville qui est totalement réaménagé autour d’immeubles de style haussmannien. Le chemin de fer fait son apparition en 1849 en présence de Louis-Napoléon Bonaparte et la gare Saint-Laud est inaugurée en 1853.
En parallèle, la ville reste un centre culturel et intellectuel. Plusieurs sociétés savantes sont créées et le Grand-Cercle accueille de grands compositeurs comme Charles Gounod, Léo Delibes ou Camille Saint-Saëns. et de nombreuses écoles s’y installent. Surtout, une nouvelle université apparaît en 1875, l’université catholique de l'Ouest. Première « faculté libre » de France, elle succède à l’université médiévale disparue sous la Révolution. Lors de ses échanges épistolaires avec son homologue d’Angers, l’évêque de Quimper donne une image de la ville des plus étonnantes : « Angers est une des villes les plus dangereuses pour la jeunesse. C’est une ville de plaisirs plutôt que d’études. La vie y est fort légère ».
L'horticulture est l'un des principaux secteurs d'activité de l'économie angevine comme l'atteste cet extrait d'un document de 1865 : « Si la Touraine a été appelée à juste titre le jardin de la France, on a pu dire avec non moins de raison que l'Anjou en est la pépinière. […] un concours heureux de circonstances naturelles ou économiques [a] beaucoup contribué à étendre et à propager dans ce beau pays un genre de culture dont l'importance s'accroît tous les jours. » André Leroy possède à cette époque la plus grande pépinière d’Europe. La vie économique s’organise autour de ces activités agricoles mais également dans le domaine de la distillerie, de l’extraction ardoisière, du parapluie et du textile. En 1901, la Société anonyme des filatures, corderies et tissages Bessonneau emploie ainsi plus de cinq mille personnes.

Les nouveaux boulevards
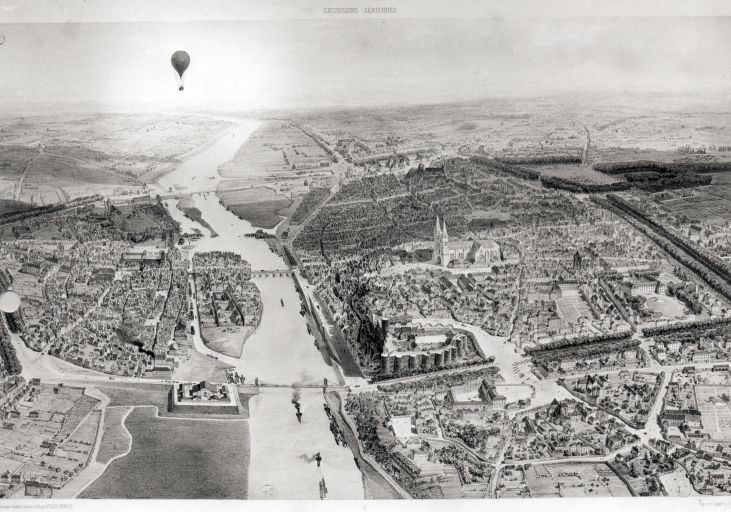
Angers vers 1850. Les nouveaux boulevards sont bien visibles.
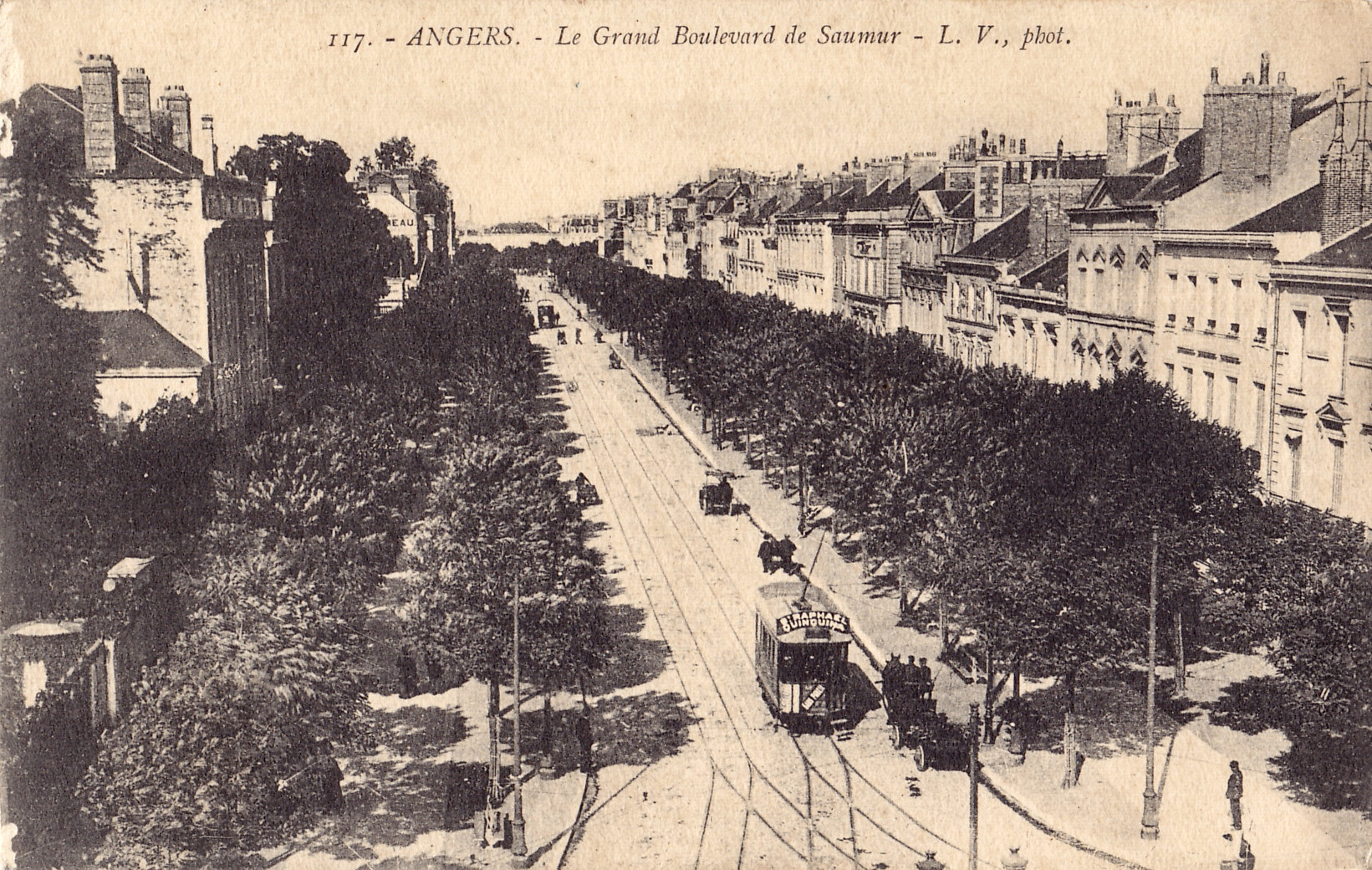
Le boulevard de Saumur, actuel boulevard Foch.
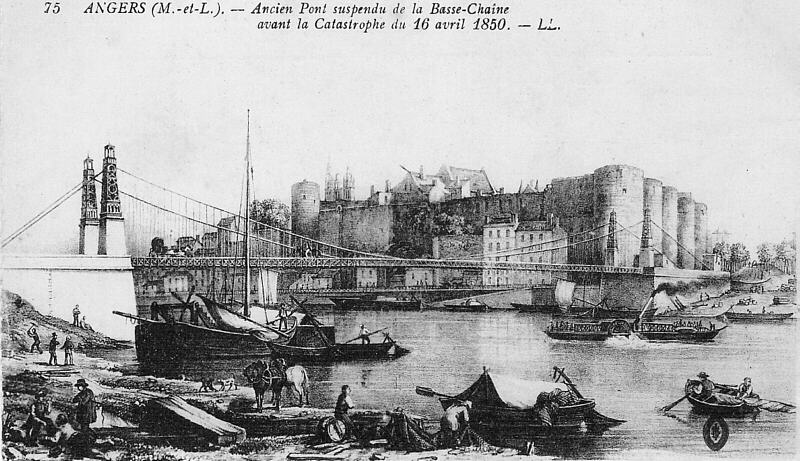
Le pont de la Basse-Chaîne avant son effondrement.

#### LeXXesiècle

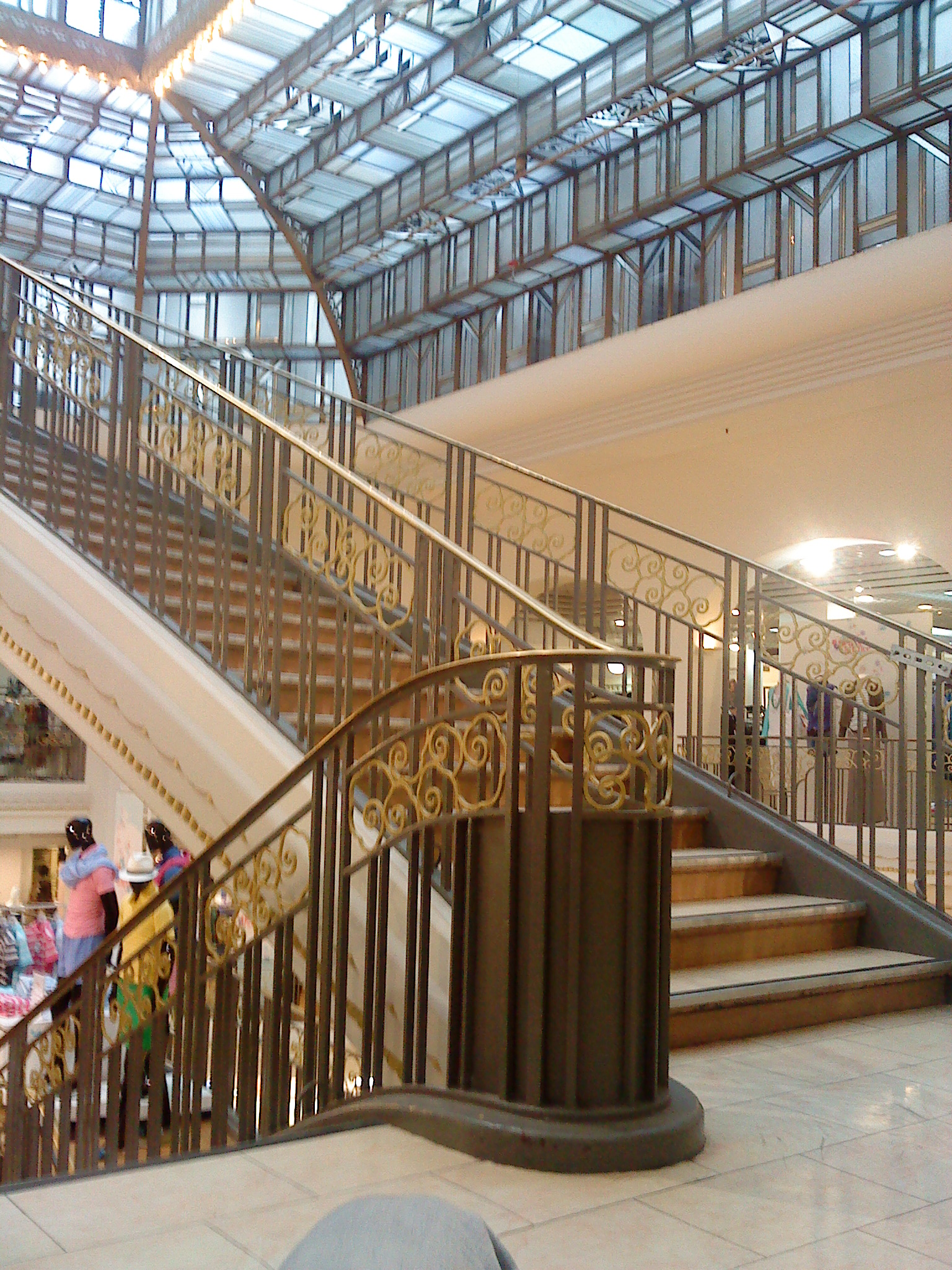
L'escalier et la grande verrière Art Déco des Nouvelles Galeries.

Cette euphorie s’arrête au lendemain de la Première Guerre mondiale. Si la ville n’a pas souffert directement de cette dernière, les conséquences démographiques sont importantes et la population stagne alors que l’économie est à bout de souffle.
Au début du XXe siècle, la ville s’enrichit cependant au niveau universitaire et culturel : en 1898 est fondée l’École supérieure d’agriculture et de viticulture et en 1909, l'École supérieure des sciences commerciales. Toujours au début du siècle, plusieurs bâtiments à l’architecture remarquable sont construits. Le music-hall Alcazar ouvre ses portes en 1902 dans un immeuble dans le plus pur style Art nouveau. Les Nouvelles Galeries proposent des produits de luxe et exotiques sur le modèle des grands magasins parisiens dans leur nouvel immeuble Art déco construit à partir de 1926. Entre 1927 et 1929, cette architecture s'épanouit avec l'édification de la « Maison bleue » dont le nom vient de son décor de mosaïques. L’hôtel des postes construit en 1929 ainsi que le bâtiment de la Compagnie française d'aviation de 1938 sont deux autres exemples majeurs de l'architecture de cette époque.
Lorsque la Seconde Guerre mondiale éclate, la ville reçoit le gouvernement polonais en exil, au château de Pignerolle, devenant de facto capitale de la Pologne. À partir de 1941, les Allemands font d’Angers le siège de la Kommandantur de l’Ouest de la France, puis l’amiral Dönitz installe à Pignerolle son centre de communication sous-marin. Dès 1940, Victor Chatenay, futur maire de la commune, crée le premier mouvement de résistance angevin : « Honneur et Patrie ». En 1942, Angers devient le centre régional de la Gestapo. Les rafles débutent : 60 personnes sont fusillées sur le champ de tir de Belle Beille, 879 juifs sont déportés vers Auschwitz. En 1944, il ne reste plus que 22 juifs dans le département. En mai 1944, les premiers bombardements alliés marquent le début des destructions liées à la guerre. Le bilan est lourd : 418 morts, plus de 360 blessés, 7 000 sinistrés, 1 300 maisons détruites ou inhabitables. Le 10 août 1944, lors de l’entrée des troupes du Général Patton, Michel Debré se présente à la préfecture et devient le commissaire de la République pour la région d’Angers jusqu’en avril 1945.

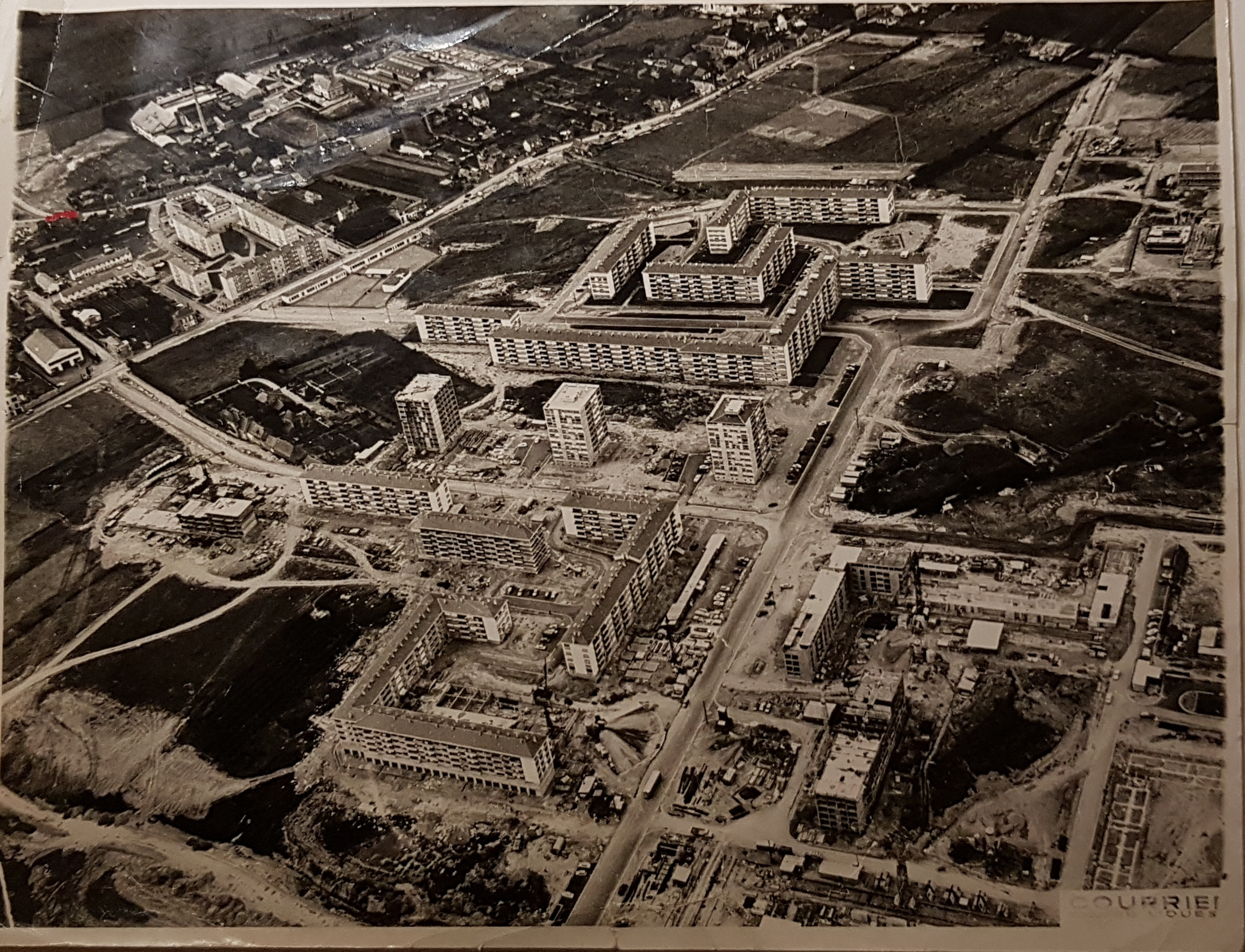
Chantier de construction de la ZUP de Monplaisir, en 1965.

L’après-guerre voit l’élection du premier maire socialiste de l’histoire d’Angers puis, de 1947 à 1959, Victor Chatenay, ami du général de Gaulle, est premier magistrat. Le dynamisme revient : la ville dépasse les 100 000 habitants en 1954 ce qui conduit à édifier de nouveaux ensembles de logements : le quartier de Belle-Beille et la Cité Verneau sont mis en chantier dès 1953. La ville inaugure ainsi successivement quatre nouveaux quartiers périphériques : suivent en effet les quartiers de Monplaisir et de La Roseraie, à compter respectivement de 1963 et 1966. C’est également à la même époque que les habitations du quai Ligny sont détruites et que la voie rapide est construite sur les berges de la Maine.
Alors que les établissements Bessonneau, si prospères au début du siècle, ferment définitivement leurs portes en 1966, l’économie repart néanmoins grâce à l’arrivée de nouvelles entreprises telles que Thyssen en 1948, Thomson en 1957 ou Bull en 1961. Plus tard, c’est notamment le constructeur automobile suédois Scania qui installera son siège social français à Angers, en 1991. Puis la ville se spécialise progressivement dans le domaine du végétal jusqu'à faire d'Angers le premier pôle horticole d’Europe. En effet, la ville accueille un pôle de compétitivité à vocation mondiale spécialisé dans le végétal, Végépolys, plusieurs écoles spécialisées, des laboratoires de recherche et plusieurs institutions, dont l'office communautaire des variétés végétales.

## Politique et administration

### Rattachements administratifs et électoraux

#### Instances administratives
Angers est le chef-lieu de l'arrondissement d'Angers et la ville-préfecture du Maine-et-Loire. À ce titre, elle concentre la plupart des activités liées à la représentation de l’État au niveau départemental.
Angers accueille ainsi de nombreuses autres administrations, parmi lesquelles l'inspection académique, la chambre de commerce et d'industrie de Maine-et-Loire ou encore la chambre d'agriculture.
La ville accueille également le siège national de l'Agence de l'environnement et de la maîtrise de l'énergie (ADEME), l'un des établissements de la direction des retraites et des solidarités de la Caisse des dépôts et consignations ou encore une institution européenne, l'Office communautaire des variétés végétales (OCVV).
La commune est le siège d'une circonscription de sécurité publique. À ce titre, elle dispose d'un hôtel de police (commissariat central de la police nationale), de trois commissariats subdivisionnaires à Monplaisir, la Roseraie et dans le quartier Saint-Jacques ainsi que d'une brigade de proximité de gendarmerie à Belle-Beille. Angers accueille également la direction départementale de la sécurité publique et la Direction territoriale de la police judiciare. [Passage à actualiser]
En 2015, la municipalité a généralisé le déploiement de caméras de vidéosurveillance en dotant les quartiers encore non équipés de ces dispositifs, s'ajoutant aux 28 couvrant le secteur de la gare et le centre-ville. En juillet 2024, le nombre de caméras installées dans l'ensemble des quartiers de la ville est de 251. [Passage à actualiser]

#### Circonscriptions électorales
Pour l'élection des députés, la commune fait partie de quatre des sept circonscriptions législatives de Maine-et-Loire (la première, la deuxième, la sixième et la septième).
Depuis la réforme territoriale de 2014, elle est le bureau centralisateur de sept cantons : Angers-1, Angers-2, Angers-3, Angers-4, Angers-5, Angers-6 et Angers-7.

#### Instances judiciaires
La commune accueille l’ensemble des juridictions de l’ordre judiciaire : tribunal judiciaire, cour d’assises, cour d'appel (dont le ressort s’étend aux départements de la Mayenne et de la Sarthe), tribunal pour enfants, conseil de prud'hommes, tribunal de commerce, tribunal paritaire des baux ruraux et tribunal des pensions. Dans l’ordre administratif, le tribunal administratif et la cour administrative d'appel compétents sont ceux de Nantes.
Elle abrite une maison d'arrêt.

### Intercommunalité
La ville était le siège de la communauté d’agglomération du Grand Angers, un établissement public de coopération intercommunale (EPCI) à fiscalité propre, créée fin 2000 et qui prenait la suite du district urbain d'Angers créé en 1968 et qui, à l'origine, regroupait 10 communes rejointes progressivement par 20 autres. En 2005, l'intercommunalité intègre Soulaines-sur-Aubance et les Ponts-de-Cé et, tout en demeurant une communauté d'agglomération, prend le nom d'Angers Loire Métropole.
En 2015, afin de bénéficier d'une plus importante dotation globale de fonctionnement, la communauté d'agglomération devient une communauté urbaine tout en gardant la même dénomination. Ce n'est pas une métropole au sens légal, comme son nom le laisse penser.
Cette intercommunalité exerce de très nombreuses compétences qui lui ont été transférées par les 29 communes membres, dans les conditions déterminées par le code général des collectivités territoriales et s'étend sur 55 000 hectares, principalement au nord de la Loire.

### Tendances politiques et résultats

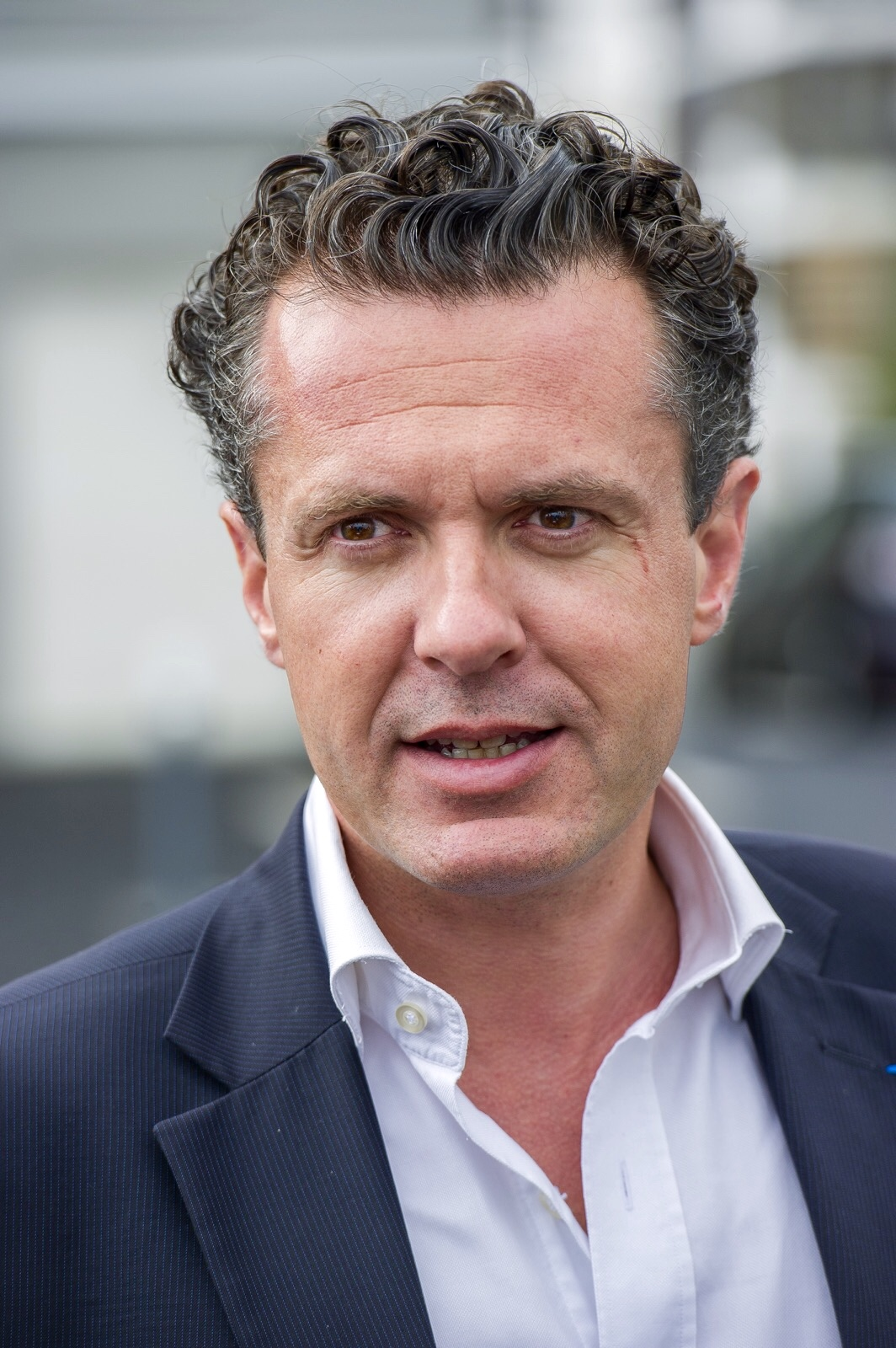
Christophe Béchu, maire d'Angers de 2014 à 2022, et depuis 2024.

Angers a une longue tradition de centre droit. En effet, il faut attendre 1945 pour qu'un maire de gauche Auguste Allonneau soit élu pour la première fois. De 1947 à 1977, ses successeurs sont soit gaullistes (Victor Chatenay, RPF, Jacques Millot UNR), soit de centre-droit (Jean Turc, CNIP), mais les choses changent à partir de 1977. Quelques mois avant les élections municipales, François Mitterrand a cette phrase devenue célèbre : « Quand Angers deviendra socialiste, c'est toute la France qui passera à gauche », et, la même année, Jean Monnier, syndicaliste CFDT, est élu à la mairie à la suite des dissensions de la droite locale. Cependant, le retour au centre s'opère dès les élections de 1983 lorsque Jean Monnier écarte les communistes, ouverture au centre amplifiée lors des élections de 1989. Aux élections de 1995, la liste d'union de la gauche modérée et du centre remporte à nouveau nettement les élections. Si le résultat des élections de 2008 est des plus serrés entre le maire sortant Jean-Claude Antonini et son opposant Christophe Béchu, une liste de droite redevient majoritaire pour la première fois depuis 1977 lors des élections de 2014. Lors du premier tour des élections municipales de 2020, la liste LR-LREM-MoDem-Agir-MR menée par le maire sortant Christophe Béchu remporte la majorité absolue des suffrages exprimés, avec 17 267 voix (57,82 %, 49 conseillers municipaux élus dont 35 conseillers communautaires), devançant très largement les autres listes. Lors de ce scrutin marqué par la pandémie de Covid-19 en France, 65,75 % des électeurs se sont abstenus.
Au niveau législatif, cette tendance se vérifie également : jusqu'en 2007, les députés de la Cinquième République appartiennent tous à la mouvance gaulliste — de Victor Chatenay (1951-1959) et Jean Foyer (1959-1988) à Roselyne Bachelot (1988-2012) — ou au centre-droit à partir des années 1980,. La sociologie électorale montre, lors des élections nationales, un rééquilibrage vers le centre gauche : au second tour des élections présidentielles, Nicolas Sarkozy accuse un retard de six points par rapport à la moyenne nationale, tant aux élections de 2007 (47,2 % des voix) qu’aux élections de 2012 (42,8 %). Marc Goua (PS) devient quant à lui en 2007 le premier député socialiste élu au scrutin majoritaire de Maine-et-Loire, rejoint aux élections de 2012 par deux autres députés socialistes angevins. De manière générale, le FN obtient à Angers des scores nettement plus faibles que dans le reste de la France, à l’inverse du centre et du centre-droit. Ainsi lors de l’élection présidentielle de 2002, Jean-Marie Le Pen obtient un score inférieur de 7,2 points au premier tour et de 8 points au second par rapport à la moyenne nationale, permettant ainsi à Jacques Chirac d’obtenir 90,2 % des voix. De même lors de l’élection présidentielle de 2007 où le score du candidat FN est inférieur de 5,2 points à la moyenne nationale. À l’inverse, le candidat MoDem François Bayrou obtient 23,5 % des voix, soit un score de 5 points supérieur à la moyenne nationale. En 2012, Marine Le Pen n’obtient que 10 % des voix, 8 points de moins qu’au niveau national.

### Administration municipale
Le nombre d'habitants au dernier recensement étant compris entre 150 000 et 199 999, le nombre de membres du conseil municipal est de 59.

#### Liste des maires
De 1475 à nos jours, de Guillaume de Cerisay à Christophe Béchu l’institution municipale a vu cent-soixante-treize maires se succéder à l’hôtel de ville,.
| Période        | Période                         | Identité             | Étiquette             | Qualité |
| -------------- | ------------------------------- | -------------------- | --------------------- | --- |
| 1945           | 1947                            | Auguste Allonneau    | SFIO                  | Enseignant Député de Maine-et-Loire (1945 → 1951) Conseiller général d'Angers-Nord-Est (1945 → 1951) |
| 1947           | 1959                            | Victor Chatenay      | RPF puis RS           | Militaire, résistant et chef d'entreprise Sénateur de Maine-et-Loire (1948 → 1951) Député de Maine-et-Loire (1951 → 1959) Démissionnaire à la suite de sa nomination au Conseil constitutionnel |
| 1959           | 1963                            | Jacques Millot       | UNR                   | Avocat Député de Maine-et-Loire (1960 → 1963) Décédé en fonction |
| 1963           | 1977                            | Jean Turc            | CNIP                  | Horticulteur Député de Maine-et-Loire (1956 → 1962) Conseiller général d'Angers-Ouest (1955 → 1998) Chevalier de la Légion d'honneur Officier des Palmes académiques |
| mars 1977      | septembre 1998                  | Jean Monnier         | PS puis DVG           | Ébéniste Conseiller général d'Angers-2 (1973 → 1985) Conseiller général d'Angers-Est (1985 → 1988) |
| septembre 1998 | janvier 2012                    | Jean-Claude Antonini | PS                    | Médecin Conseiller régional des Pays de la Loire (1998 → 2010) Conseiller général d'Angers-Est (1988 → 1998) Président d'Angers Loire Métropole (2001→ 2014) Démissionnaire |
| janvier 2012   | avril 2014                      | Frédéric Béatse      | PS                    | Chef d'entreprise, assistant parlementaire Conseiller régional des Pays de la Loire (2010 → ) Vice-président du conseil régional des Pays de la Loire (2010 → 2015) |
| avril 2014     | juillet 2022                    | Christophe Béchu     | UMP, LR puis Horizons | Chef d’entreprise Sénateur de Maine-et-Loire (2011 → 2017) Conseiller général d'Angers-Nord-Ouest (2001 → 2014) Président du conseil général de Maine-et-Loire (2004 → 2014) Président d'Angers Loire Métropole (2014 → 2022) Président de l'AFITF (2018 → 2022) Maire-adjoint d'Angers (2022 → ) Démissionnaire après sa nomination au gouvernement  |
| juillet 2022   | septembre 2024                  | Jean-Marc Verchère   | Modem                 | ingénieur INSA-Lyon Maire de Saint-Mathurin-sur-Loire (1989 → 2008) Directeur général adjoint des services de la Ville et d'Angers Loire Métropole (2007 → 2011) Vice-président de la CU Angers Loire Métropole (2020 → 2022) Président de la CU Angers Loire Métropole (2022 →)                                                                      |
| septembre 2024 | En cours (au 23 septembre 2024) | Christophe Béchu     | Horizons              | Chef d’entreprise Sénateur de Maine-et-Loire (2011 → 2017) Conseiller général d'Angers-Nord-Ouest (2001 → 2014) Président du conseil général de Maine-et-Loire (2004 → 2014) Président d'Angers Loire Métropole (2014 → 2022) Président de l'AFITF (2018 → 2022) Ministre de la Transition écologique et de la Cohésion des territoires (2022 → 2024) |

### Finances locales
En 2024, la commune annonce dans son budget prévisionnel, des dépenses totales de 289 100 000 € (+ 2,5 % par rapport à 2023) dont :
- 224 100 000 € de charges de fonctionnement (+ 4,2 % par rapport à 2023)
- 46 700 000 € d'investissement (- 7,5 % par rapport à 2023)
- 18 400 000 € d'épargne de gestion (- 23 % par rapport à 2023)

Au niveau des recettes, la commune annonce 242 400 000 € de recettes totales (+ 1,5 % par rapport à 2023).
En 2023, les recettes de fonctionnement sont financées à hauteur de 50,07 % par les impôts locaux, de 6,17 % par d'autres impôts et taxes, et de 21,51 % par la dotation globale de fonctionnement. Cette même année, ces indicateurs étaient pour les communes de la même strate, de plus de 100 000 habitants, respectivement de 52,59 %, 7,28 % et 14,29 %.
En 2023, la commune fixe un taux d’imposition de la taxe foncière de 56,42 %, à comparer avec la moyenne des communes de la même strate de 40,93 %, la moyenne départementale de 58,3 % et la moyenne nationale de 44,72 % (parmi les 50 plus grandes villes). La ville, qui détenait depuis plusieurs années le taux le plus élevé du pays (parmi les 50 plus grandes villes de France), se fait ainsi détroner par Grenoble, qui affiche un taux record de 67,93 %.
La dette cumulée de la commune s’élève au 31 décembre 2024 à 179 546 000 €, soit 1 128 € par habitant, en hausse de 9,44 % par rapport à 2022 et de 84,04% par rapport à 2015. La dette moyenne par habitant de la strate des communes de plus de 100 000 habitants s'élève en 2023 à 1 079 €.

### Politique de développement durable
Dès 1992, la ville est présente avec la délégation française au sommet sur la Terre de Rio de Janeiro, et adopte, la même année, une charte pour l’écologie urbaine. En 1996, elle adhère également à la charte d'Aalborg des villes européennes durables. La ville lance sa démarche d'Agenda 21 en 1998 et le premier agenda 21 local est élaboré en 2000. En 2010, la ville organise les Rencontres nationales du développement durable « RIO+10, l’après Johannesburg ».
La commune a mis en place plusieurs initiatives en vue de sauvegarder la biodiversité locale : avec le concours de la Ligue pour la protection des oiseaux (LPO), plusieurs dizaines de nichoirs ont été installés dans les parcs et jardins de la commune ; de même, cinq ruches ont été implantées dans le parc de l’arboretum afin de favoriser la pollinisation ; un objectif de suppression totale de l'usage des pesticides a été décidé à moyen terme, la ville utilisant alors des techniques alternatives (désherbage thermique, pièges à phéromones, recours aux insectes comme prédateurs naturels, etc.). La municipalité encourage également la « végétalisation » de l'espace public : les « mini-jardins » sont de petits espaces prélevés sur les trottoirs où les habitants volontaires entretiennent un espace fleuri ou potager, avec les plantes et les conseils des jardiniers municipaux. En 2014, Angers est la ville de France la plus verte selon un palmarès établi par l'Union nationale des entrepreneurs du paysage (UNEP), avec notamment 5 % de son budget consacré aux espaces naturels, parcs et jardins et grâce à la plus grande concentration d’espaces verts de France.
Depuis 2013, la problématique de la pollution lumineuse fait l'objet d'une réglementation stricte : l’éclairage des magasins est majoritairement éteint avant 23 h, les façades des bâtiments le sont au plus tard à 1 h du matin et les bureaux une heure après la fin de l’activité,.
En matière de traitement des déchets, l’agglomération angevine a décidé la fermeture de son usine d’incinération de la Roseraie afin de la remplacer par une toute nouvelle usine de traitement mécano-biologique, « Biopole », inaugurée en 2011. Cependant, les problèmes liés à la qualité du recyclage et aux conditions de travail ont conduit dès 2015 à sa fermeture. Dès lors, les ordures de la région angevine sont incinérées à Lasse ou enfouies à Changé, dans l’attente d’un nouveau projet communautaire. L’ancienne usine d’incinération a été transformée en 2011 en chaufferie à bois, « Biowatts », desservant 14 000 équivalents logements,.

### Jumelages
La ville d'Angers a instauré dès 1967 aux côtés de Haarlem et Osnabrück un système d'échange de jeunes. Ces « ambassadeurs » travaillent pendant une année pour le service relations internationales des villes partenaires. Ce système unique a valu en 2012 à la ville le label « Ville euro-citoyenne » décerné par le ministère des Affaires étrangères.
En 2015, d'après la base de données officielle du ministère des Affaires étrangères, Angers est jumelée avec :
- Haarlem (Pays-Bas) depuis 1964 ;
- Osnabrück (Allemagne) depuis 1964 ;
- Wigan (Angleterre) depuis 1988 ;
- Yantai (Chine) depuis 2006.

Angers a également signé des contrats de partenariat avec les communes de :
- Bamako (Mali) depuis 1974 ;
- Pise (Italie) depuis 1982 ;
- Södertälje (Suède) depuis 1999.

Le site de la mairie cite également un partenariat avec :
- Toruń (Pologne) depuis 2011 ;
- Austin (Texas) (États-Unis) depuis 2012.

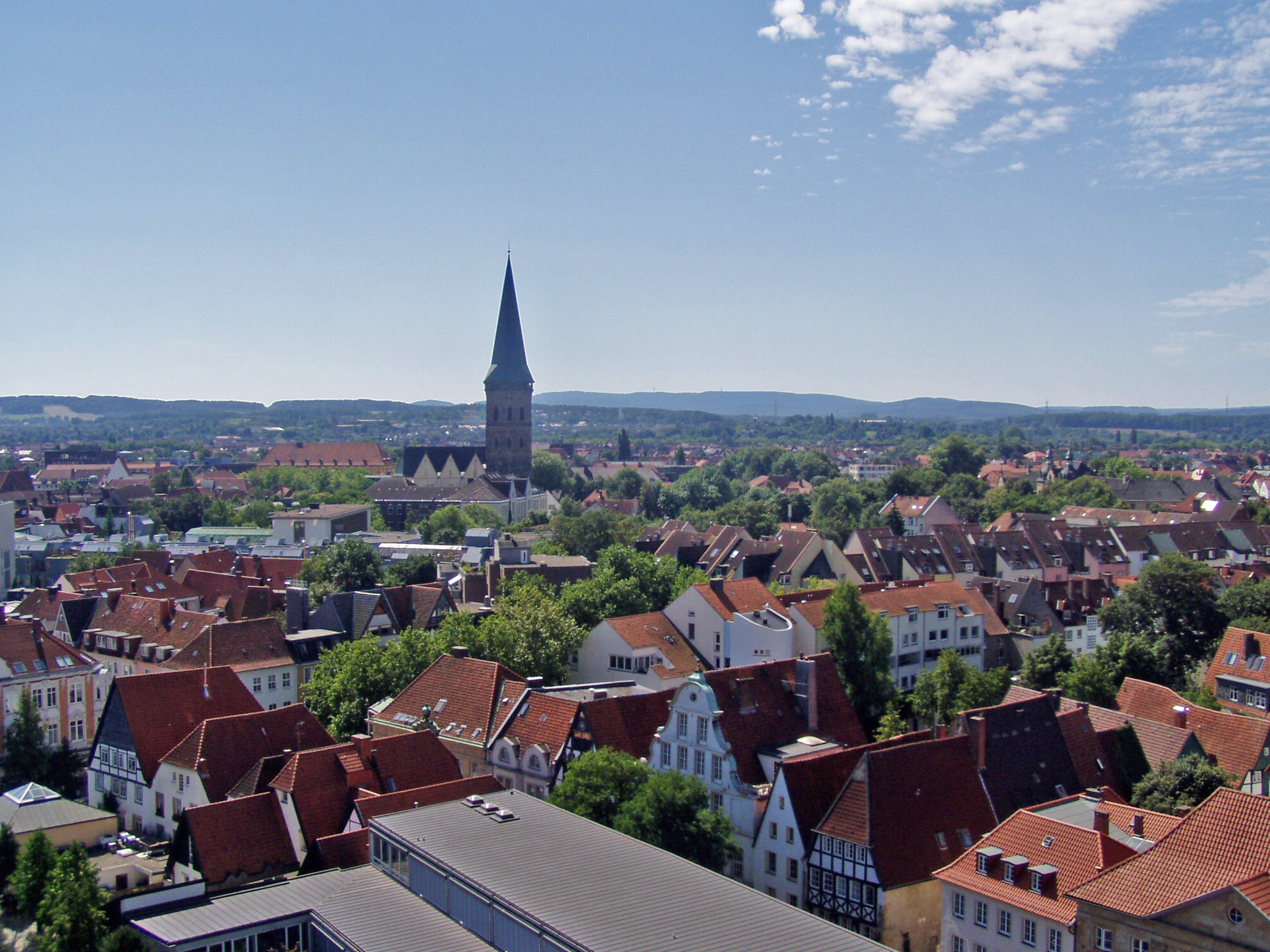
Osnabrück.
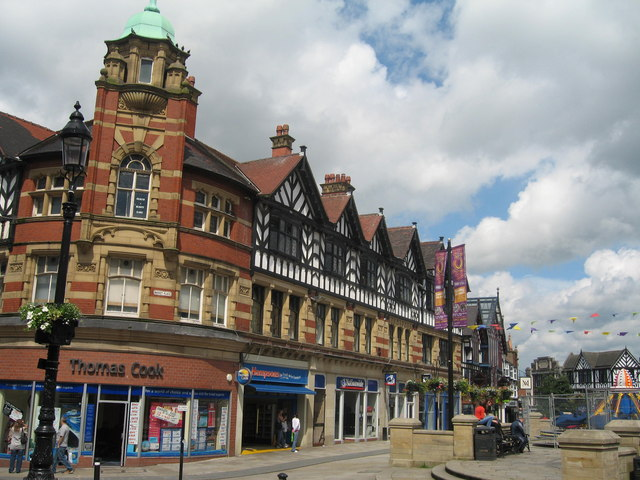
Wigan.
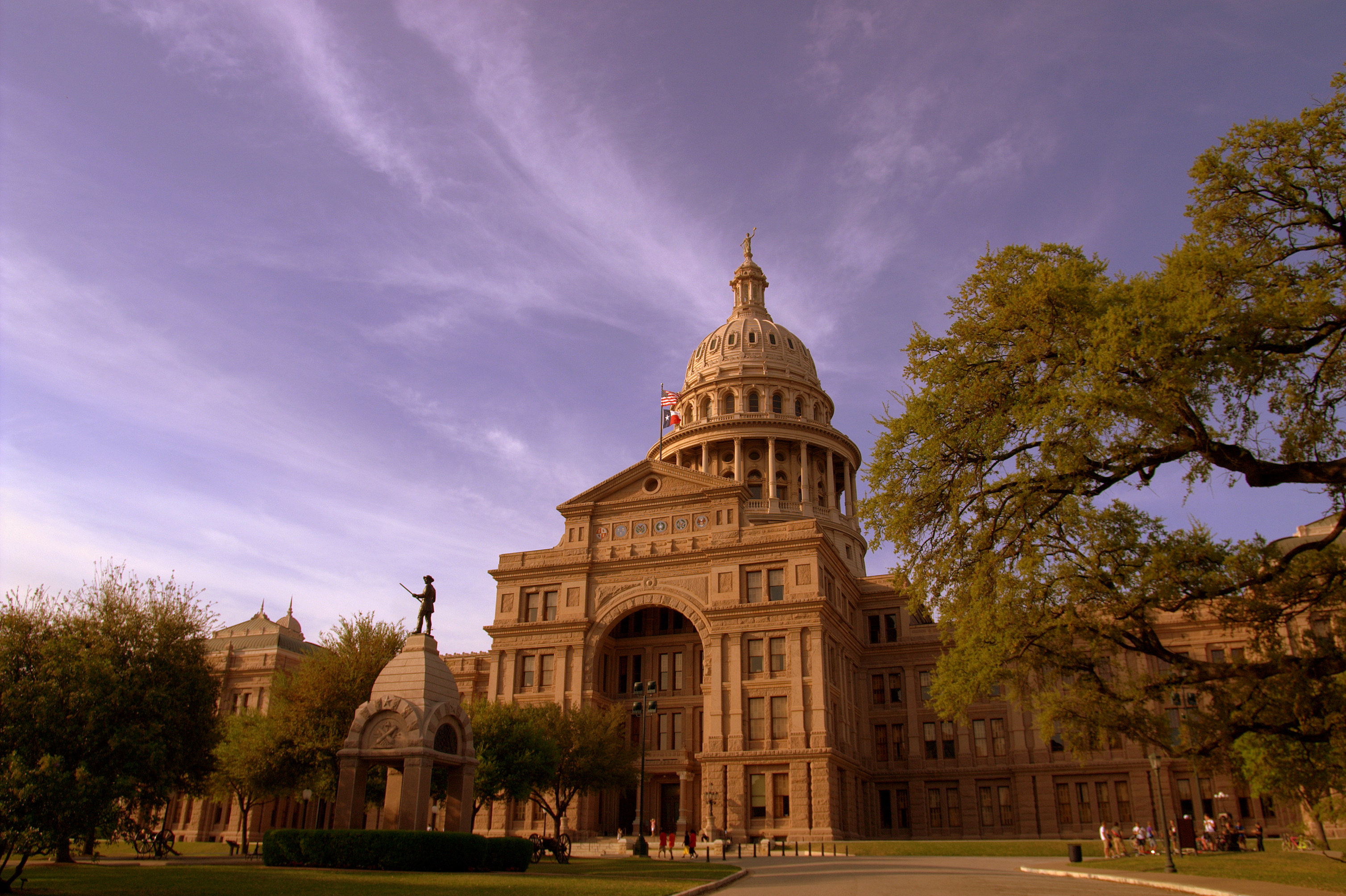
Austin.
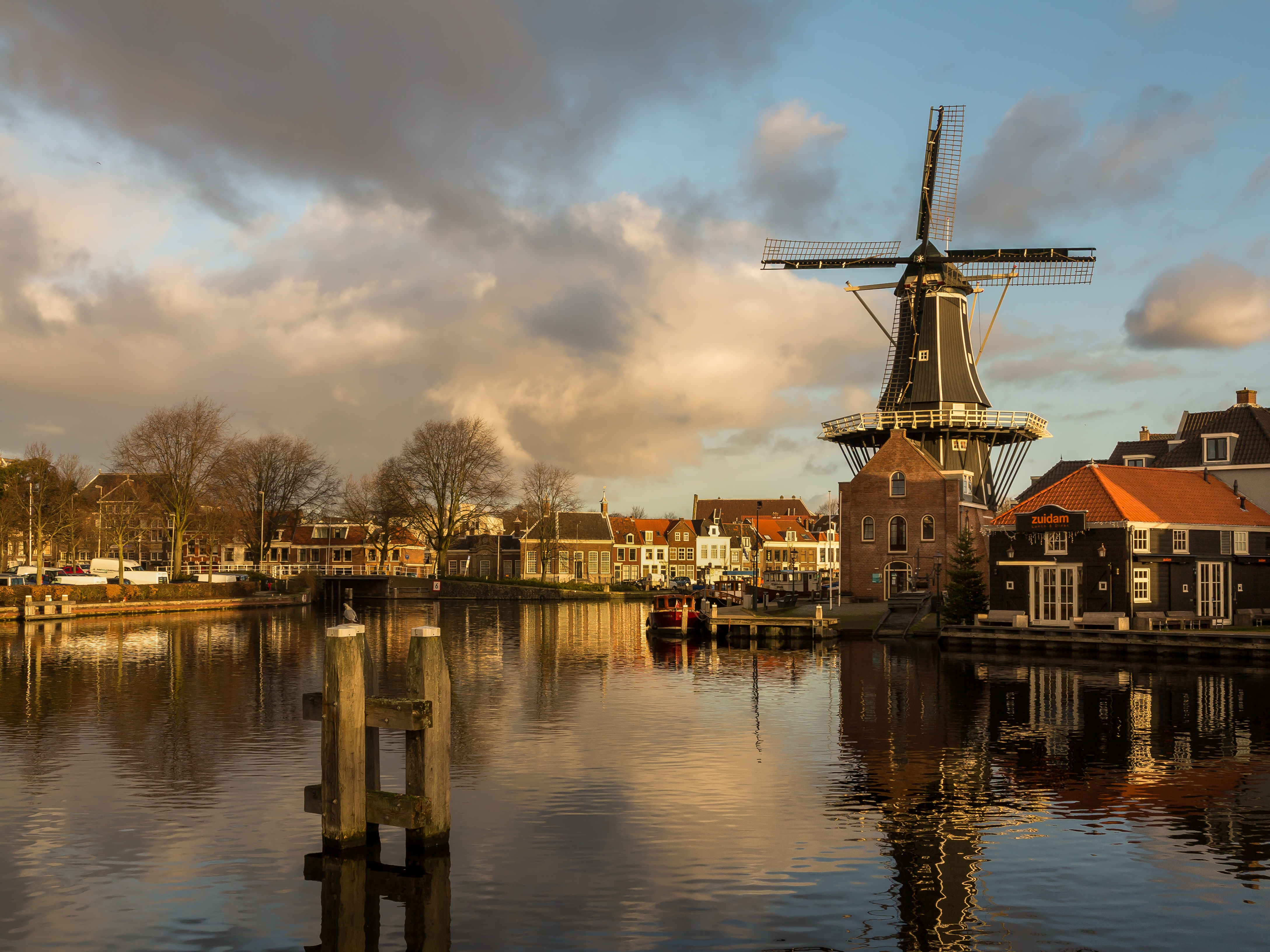
Haarlem.
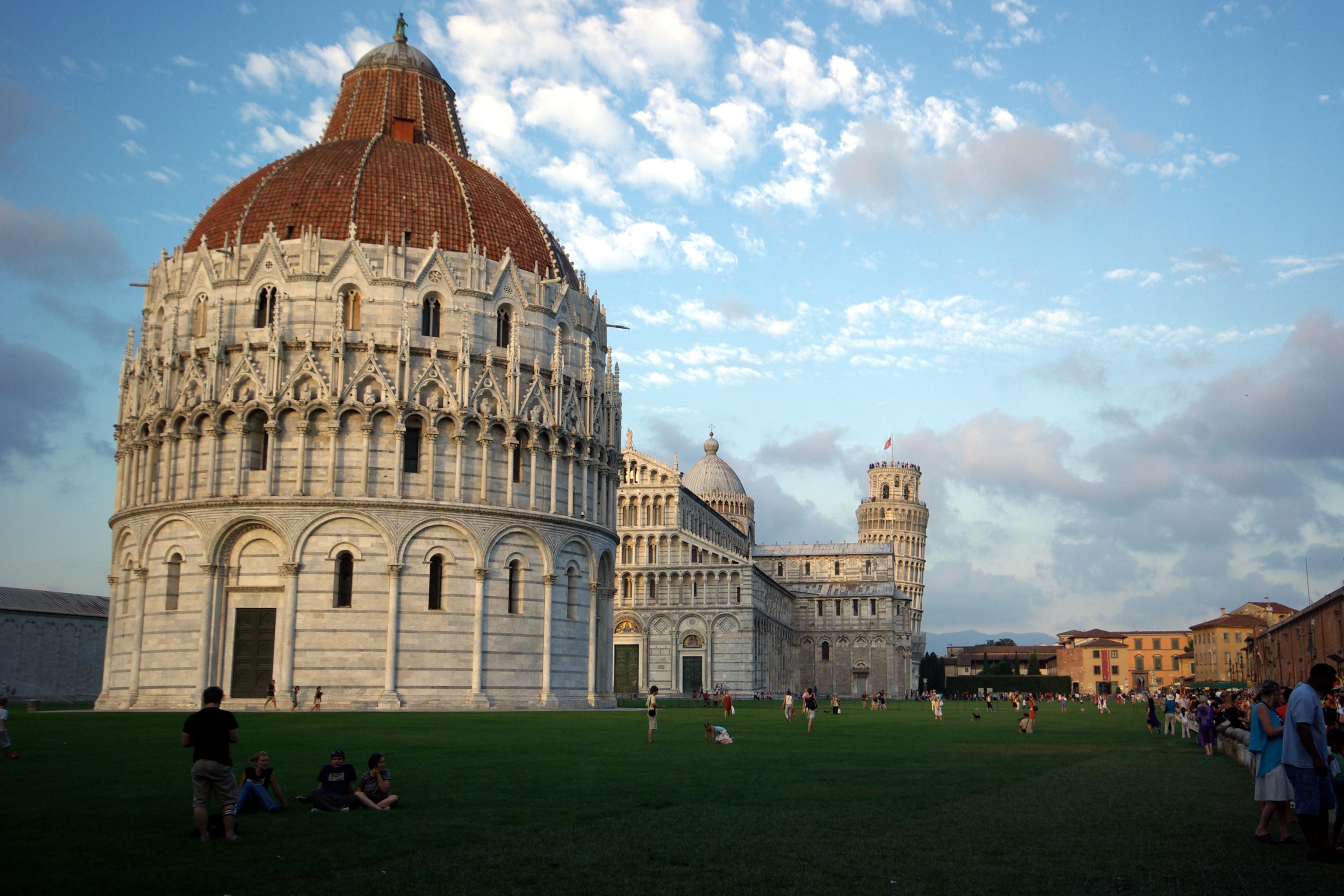
Pise.

## Équipements et services publics

### Espaces publics

#### Parcs et jardins
Angers compte dix-huit parcs et jardins publics. La ville est, en 2014, la ville de France où la concentration en espaces verts est la plus importante. Les principaux jardins publics de la ville sont le jardin des plantes, un jardin à l'anglaise autour d'un petit ruisseau, bordé d’allées sinueuses et de statues ; le jardin du Mail, vaste promenade agrémentée d’un modèle de fontaine présenté à l’Exposition universelle de 1855 et d'un jardin à la française permanent de fleurs créé par André Leroy ; et le parc de l’arboretum comprenant cinq jardins différents — du fait des variétés utilisées, l’aménagement ou les finalités botaniques — et 1 500 espèces et 4 300 spécimens.
Esquissé à partir de 1989, le parc de Balzac prend place sur le site de prairies inondables — les prairies d’Aloyau — traversées par le Brionneau. Du fait de sa position, le parc permet de relier d’une part celui de l’étang Saint-Nicolas et d’autre part celui du Lac de Maine. D’une superficie de 46 hectares, il comprend plusieurs espaces, notamment un « marais », tantôt paysage sec, tantôt traversé de canaux, tantôt inondé ; une pâture pour vaches highlands, ânes du Cotentin ou baudets du Poitou ; et une zone de « dunes » végétales. Le parc est une importante réserve de biodiversité.
Le parc de l’étang Saint-Nicolas se compose de plusieurs espaces semi-naturels : parcs de Belle-Beille, de la Garenne, des Carrières et de la Haye. D’une superficie de 112 hectares, son origine est beaucoup plus ancienne puisque remontant au Xe siècle lorsque Foulques Nerra, comte d’Anjou, décide le creusement du Brionneau afin d’installer carrières et moulins. Le relief varié du parc permet à différents biotopes de s’épanouir : aquatiques et rivulaires, combes, lande, coteaux (nord et sud). La végétation y est donc diversifiée.

Parcs et jardins à Angers
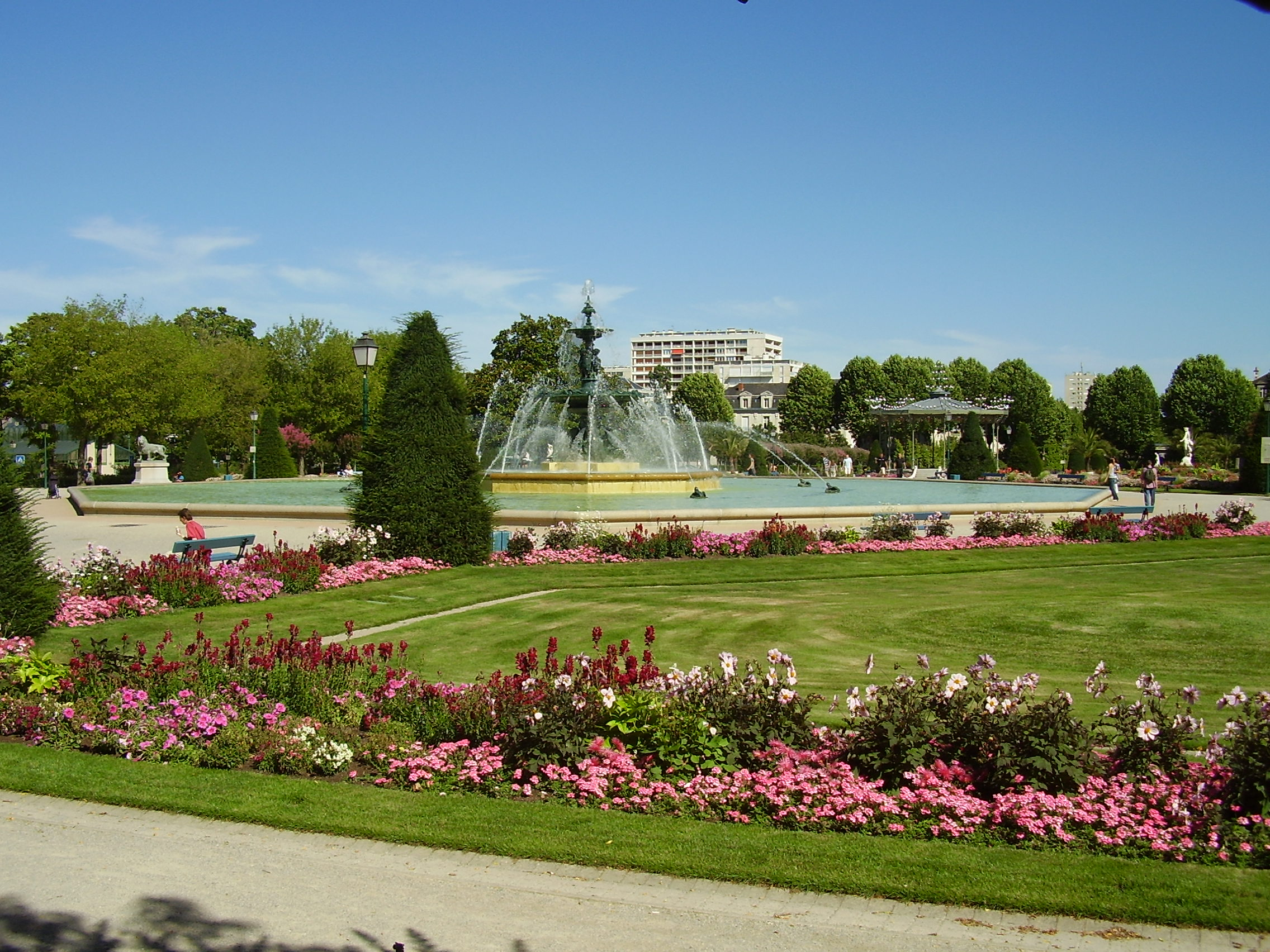
La fontaine du jardin du Mail.
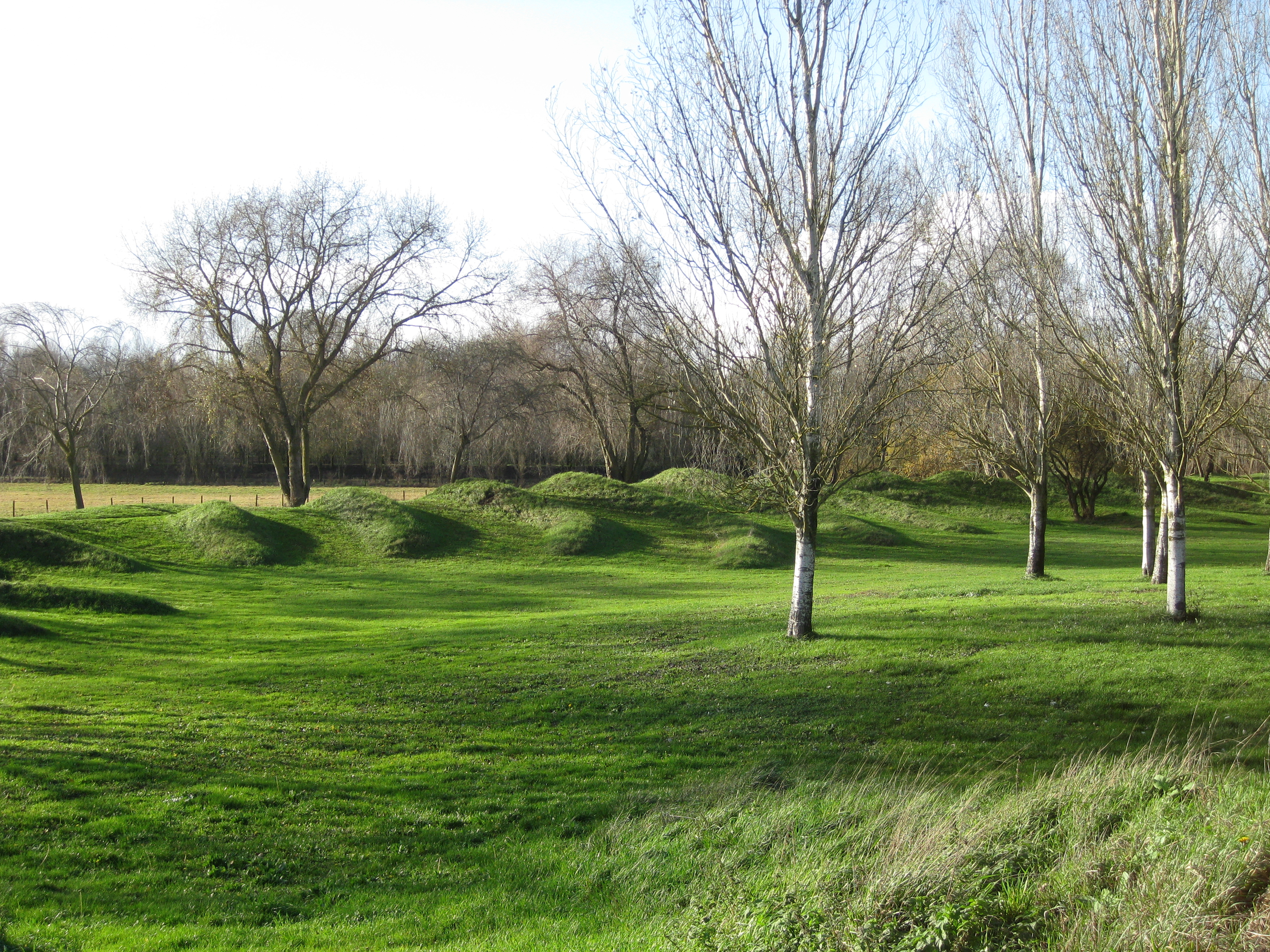
Les « dunes » du parc de Balzac.
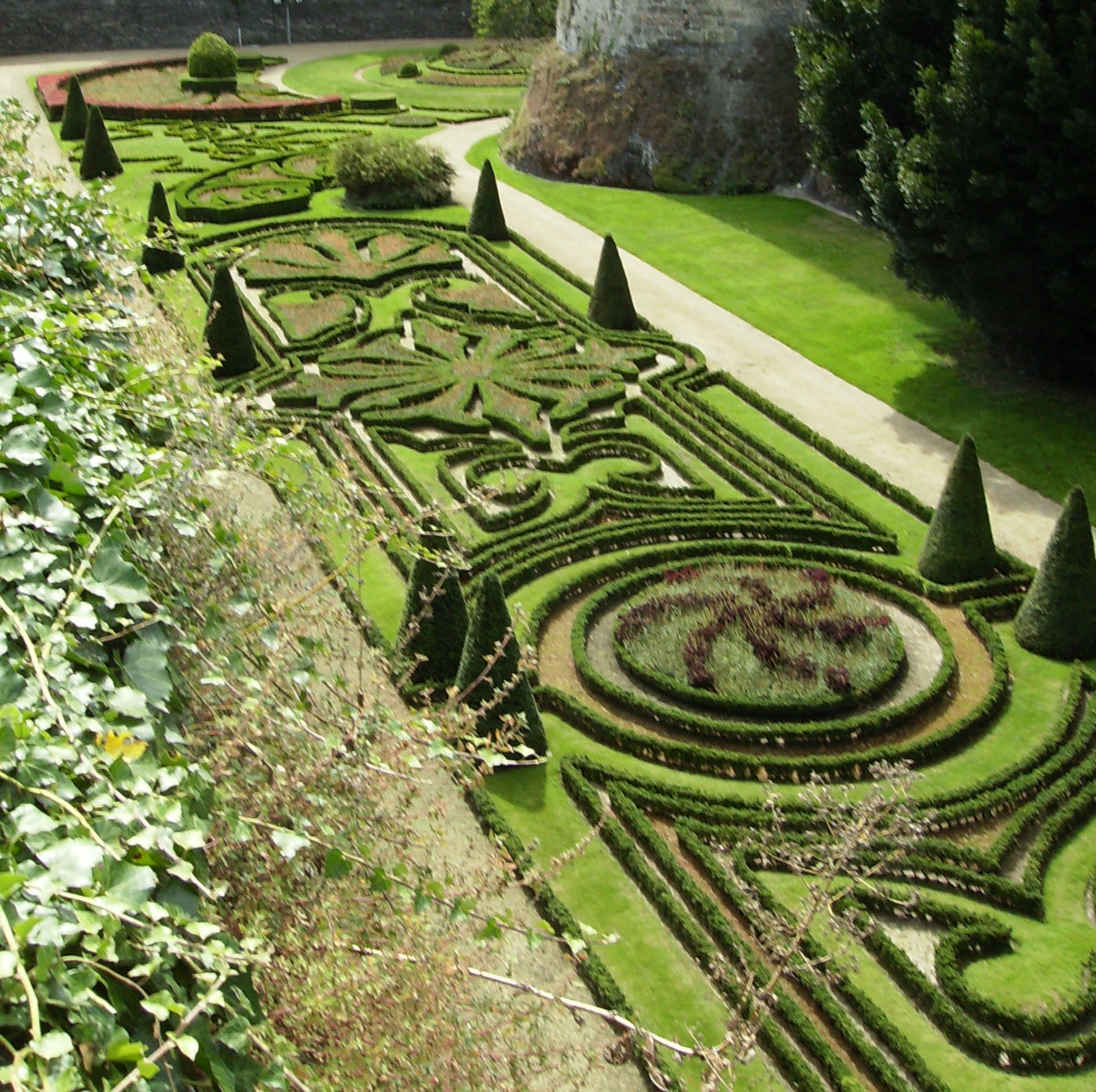
Les douves du château.

### Enseignement
En 2012, la ville compte 47 001 personnes scolarisées. L'enseignement privé tient une part importante dans le système éducatif angevin, de l'école maternelle à l'enseignement supérieur.

#### Enseignement primaire et secondaire
Les établissements éducatifs de la commune relèvent de l'académie de Nantes. En 2015, la ville compte 144 établissements relevant du primaire et du secondaire. Parmi les établissements de l’enseignement primaire, on compte 76 écoles publiques, 27 écoles privées. Dans l'enseignement secondaire, on compte 22 collèges (dont 13 publics) et 18 lycées (dont 12 publics). Parmi ces derniers, la ville compte cinq lycées publics et quatre lycées privés d’enseignement général et technologique, deux lycées publics polyvalents, sept lycées professionnels (dont trois lycées agricoles).
Le lycée David-d'Angers est par ailleurs le lycée le plus ancien, fondé en 1806.

#### Enseignement supérieur
La ville d'Angers compte environ 47 000 étudiants (soit plus de 18 % de sa population municipale). On y trouve notamment une université publique : l'université d'Angers et une université privée : l'université catholique de l'Ouest. Depuis 2008, l'université d'Angers, le centre hospitalier universitaire, Agrocampus Ouest et l'École supérieure d'agriculture forment, avec d'autres universités et écoles des Pays de la Loire, un pôle de recherche et d'enseignement supérieur (PRES) : l'université Nantes Angers Le Mans.

##### Universités
Les origines de l’université d'Angers remontent à 1337 lorsqu’est établie la faculté de droit. En 1432, sont mises en place les facultés de médecine, d’arts et de théologie ; elles comptaient 1 000 étudiants à la fin du XVe siècle. Le Collège d'Anjou, fondé en 1509 et animé depuis 1629 par les Oratoriens, servait d'établissement préparatoire pour l'université. Mais celle-ci est supprimée sous la Révolution française, et il faudra attendre l’Après-guerre pour voir renaître un centre d’étude universitaire public dans la ville. C’est en 1971 que l’actuelle université d’Angers est officiellement créée.
Elle s’organise à Angers autour de trois campus. Le campus de Belle-Beille regroupe l'unité de formation et de recherche (UFR) de lettres, langues et sciences humaines et de sciences ainsi qu’une école d’ingénieurs, Polytech Angers (ex-ISTIA). Le campus de Saint-Serge regroupe quant à lui l'UFR de droit, d'économie et de gestion, l'école universitaire de management et l’ESTHUA, le centre de recherche sur le tourisme. Le campus de médecine et pharmacie se trouve près du centre hospitalier universitaire, dans le quartier des Capucins (Hauts-de-Saint-Aubin). Un Institut universitaire de technologie (IUT) est aussi présent à Belle-Beille. Il forme les étudiants en génie biologique, génie électrique, gestion des entreprises et des administrations et en techniques de commercialisation. En 2022, l’université compte 26 295 étudiants (dont 12 % d'étudiants étrangers de 125 nationalités) et assure 314 formations différentes.
Le campus historique d’Angers correspond à celui de l’université catholique de l'Ouest (UCO), fondée en 1875 par Charles-Émile Freppel, évêque d'Angers. Il comprend les cinq facultés de l’université, à savoir facultés d’éducation, des humanités, de théologie et sciences religieuses, de sciences et de sciences humaines et sociales. Elle accueille environ 9 000 étudiants en 2015. Depuis la rentrée 2009, l'UCO a créé avec l'université américaine de St. Edward's un campus américain. Les étudiants peuvent y préparer en un an un cursus universitaire américain avant de continuer leurs études à Austin.

##### Autres établissements d'enseignement supérieur
Fondée par les Jésuites en 1898, l’École supérieure des agricultures (ESA) accueille environ 3 000 étudiants ce qui en fait le premier centre de formation supérieure agricole privé. Elle propose des formations notamment dans les domaines de l’industrie agroalimentaire, de l’environnement, du commerce ou de l’aménagement paysager. L’École supérieure des sciences commerciales d'Angers (ESSCA) est créée en 1909 par le doyen de l’université catholique de l’Ouest. Elle accueille 3 000 étudiants en finance, marketing et management. Troisième établissement créé par un ecclésiastique, l’École supérieure d'électronique de l'Ouest (ESEO) est une école d'ingénieurs en sciences et technologies de l'information et de la communication fondée en 1956. L’école Arts et métiers ParisTech est transférée de Beaupréau à Angers en 1815 par le duc de La Rochefoucauld-Liancourt. Elle forme des ingénieurs en génie mécanique, génie énergétique et génie industriel et productique. Depuis 2008, le campus angevin de l’Institut supérieur des sciences agronomiques, agroalimentaires, horticoles et du paysage, l'Institut agro Rennes-Angers, propose des formations dans le domaine de l’horticulture et du paysage.
Plusieurs autres établissements d’enseignement supérieur se trouvent à Angers. Parmi ceux-ci, une école supérieure du professorat et de l'éducation (ESPE), le Conservatoire national des arts et métiers (CNAM), l'école du génie (EG), l'Institut des métiers du notariat (IMN), l’École supérieure d’optique de l’Ouest (ESOO), l’École technique supérieure de chimie de l’Ouest (ETSCO), l'école de sages-femmes René-Rouchy, l'École supérieure angevine en informatique et productique (ESAIP), l'École supérieure des Pays de la Loire (ESPL), l'Institut de comptabilité et de gestion des Pays de la Loire (ICOGES) et un institut de formation en soins infirmiers (IFSI).
La ville comprend également plusieurs écoles à vocation artistique, comme l’École régionale des beaux-arts d'Angers et le conservatoire à rayonnement régional d'Angers. La commune accueille, de 1972 à 1978, le premier Centre chorégraphique et lyrique national, autour du Ballet Théâtre Contemporain (BTC) et du Théâtre musical d’Angers (TMA). Le BTC ouvre la voie à l'actuel Centre national de danse contemporaine (CNDC) créé en juin 1978 avec le New-Yorkais Alwin Nikolais, figure importante de la danse moderne.

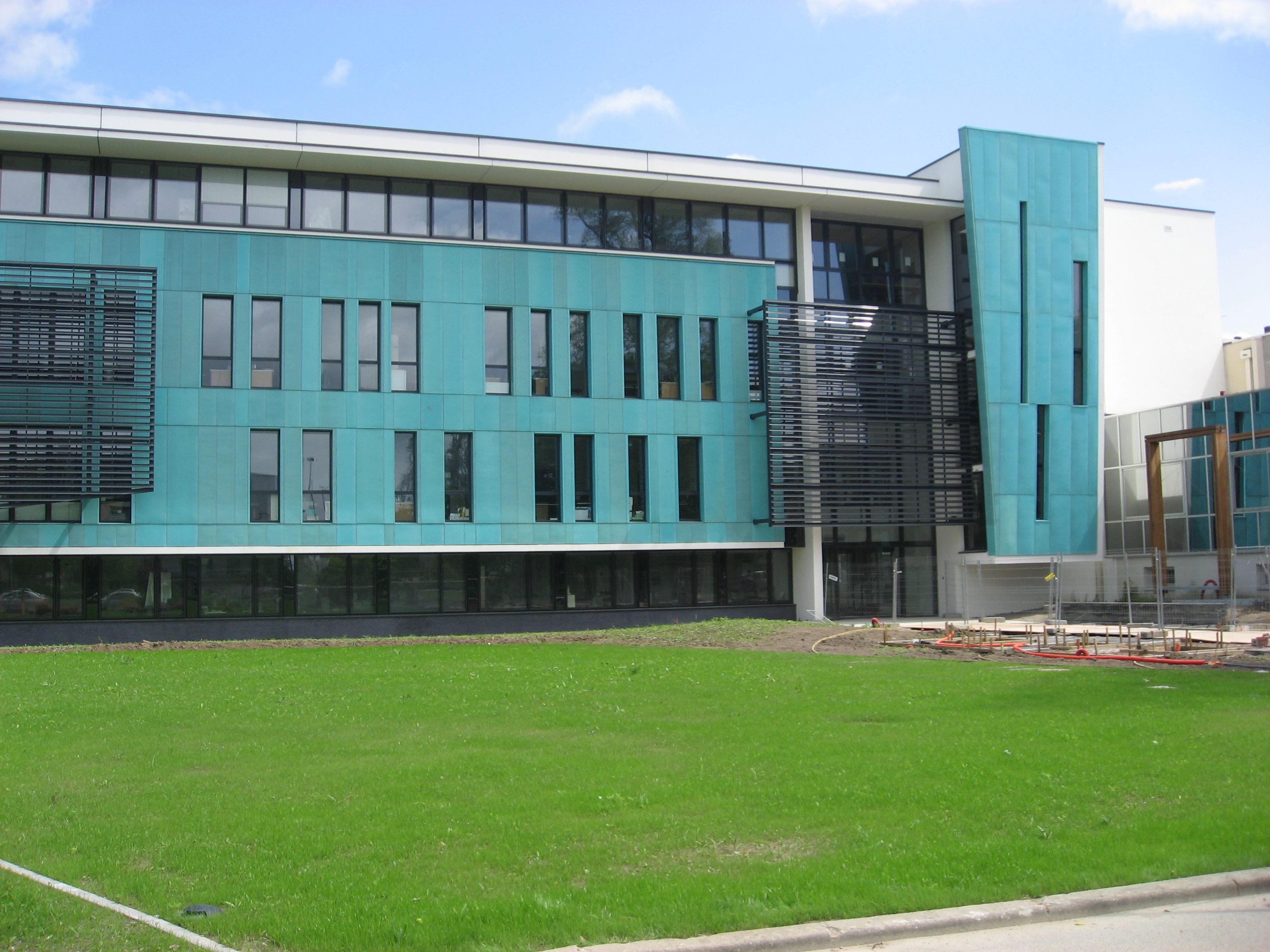
ÉSA.
ESSCA.

### Santé
L’activité hospitalière remonte à Angers au XIIe siècle lorsqu’Étienne de Marsai, sénéchal d’Henri II Plantagenêt fonde l’hôpital Saint-Jean. Un autre hôpital ouvre en 1615 pour les mendiants, les vagabonds et les personnes âgées alors qu’en 1745, dans l’actuel parc du Haras, est ouvert un troisième lieu d’accueil des malades. Ces trois structures seront transférées vers l’actuel site du centre hospitalier universitaire à partir de 1849.
Le rôle de formation médicale du centre hospitalier universitaire d'Angers est très important. Il comprend en effet, outre la faculté de médecine : un institut de formation en soins infirmiers, un institut de formation d’aides-soignants, une école de puériculture, une école de sages-femmes, un institut de formation des cadres de santé, un institut de formation ambulancier et un centre d'enseignement de soins d’urgence.
La ville compte également quatre cliniques : la clinique de l’Anjou dans le quartier Orgemont, la clinique Saint-Sauveur dans le quartier de l’Esvière et à Trélazé, le centre de la main et le village santé Angers Loire (issu du regroupement de plusieurs cliniques angevines).
Il existe également un centre régional de lutte contre le cancer : le centre Paul Papin.

## Population et société

### Démographie

#### Évolution démographique
L'évolution du nombre d'habitants est connue à travers les recensements de la population effectués dans la commune depuis 1793. Pour les communes de plus de 10 000 habitants les recensements ont lieu chaque année à la suite d'une enquête par sondage auprès d'un échantillon d'adresses représentant 8 % de leurs logements, contrairement aux autres communes qui ont un recensement réel tous les cinq ans,.

En 2022, la commune comptait 157 555 habitants, en évolution de +4,18 % par rapport à 2016 (Maine-et-Loire : +2,12 %, France hors Mayotte : +2,11 %).
| 1793   | 1800   | 1806   | 1821   | 1831   | 1836   | 1841   | 1846   | 1851   |
| ------ | ------ | ------ | ------ | ------ | ------ | ------ | ------ | ------ |
| 33 900 | 33 000 | 29 187 | 29 873 | 32 743 | 35 901 | 39 884 | 44 781 | 46 599 |

| 1856   | 1861   | 1866   | 1872   | 1876   | 1881   | 1886   | 1891   | 1896   |
| ------ | ------ | ------ | ------ | ------ | ------ | ------ | ------ | ------ |
| 50 726 | 51 797 | 54 791 | 58 464 | 56 846 | 68 049 | 73 044 | 72 669 | 77 164 |

| 1901   | 1906   | 1911   | 1921   | 1926   | 1931   | 1936   | 1946   | 1954    |
| ------ | ------ | ------ | ------ | ------ | ------ | ------ | ------ | ------- |
| 82 398 | 82 935 | 83 786 | 86 158 | 86 260 | 85 602 | 87 988 | 94 408 | 102 142 |

| 1962    | 1968    | 1975    | 1982    | 1990    | 1999    | 2006    | 2011    | 2016    |
| ------- | ------- | ------- | ------- | ------- | ------- | ------- | ------- | ------- |
| 115 252 | 128 533 | 137 591 | 136 038 | 141 404 | 151 279 | 152 337 | 148 803 | 151 229 |

| 2021    | 2022    | - | - | - | - | - | - | - |
| ------- | ------- | - | - | - | - | - | - | - |
| 157 175 | 157 555 | - | - | - | - | - | - | - |

Angers intra-muros est en 2022 la troisième commune la plus peuplée du Grand Ouest après Nantes et Rennes, la deuxième de la région Pays de la Loire après Nantes et la dix-huitième commune la plus peuplée de France avec 157 555 habitants. En 2022, la ville est la commune-centre d'une aire d'attraction peuplée de 443 887 habitants, d'une unité urbaine de 250 031 habitants et d’une intercommunalité, la communauté urbaine Angers Loire Métropole (ALM), comprenant 29 communes et 308 806 habitants.

#### Pyramide des âges et répartition par sexe
La population de la commune est relativement jeune. En 2021, le taux de personnes d'un âge inférieur à 30 ans s'élève à 45,9 %, soit très largement au-dessus de la moyenne nationale (35,1 %) ou départementale (36,7 %). À l'inverse, le taux de personnes d'un âge supérieur à 60 ans (22,5 %) est inférieur au taux national (26,6 %) et au taux départemental (26,5 %).
En 2021, la commune comptait 72 308 hommes pour 84 867 femmes, soit un taux de 54 % de femmes, supérieur au taux départemental (51,4 %) et au taux national (51,61 %).
| Hommes | Classe d’âge | Femmes |
| ------ | ------------ | ------ |
| 1      | 90 ou +      | 2,5    |
| 5,8    | 75-89 ans    | 9,1    |
| 11,9   | 60-74 ans    | 14,1   |
| 15,1   | 45-59 ans    | 15     |
| 17,9   | 30-44 ans    | 15,6   |
| 31,4   | 15-29 ans    | 30     |
| 16,8   | 0-14 ans     | 13,8   |

| Hommes | Classe d’âge | Femmes |
| ------ | ------------ | ------ |
| 0,9    | 90 ou +      | 2,1    |
| 7      | 75-89 ans    | 9,5    |
| 16,2   | 60-74 ans    | 16,9   |
| 19,4   | 45-59 ans    | 18,7   |
| 18,2   | 30-44 ans    | 17,5   |
| 18,8   | 15-29 ans    | 17,6   |
| 19,5   | 0-14 ans     | 17,6   |

### Manifestations culturelles et festivités
Angers accueille chaque année plusieurs festivals et compagnies culturelles, dans des domaines aussi variés que le théâtre, le cinéma, la littérature, la bande dessinée ou les arts du cirque.

#### Scène théâtrale
Le festival d'Anjou est le deuxième festival de théâtre de France après celui d’Avignon. Après la Seconde Guerre mondiale, la décentralisation culturelle nécessita la création de plusieurs théâtres et centres nationaux en région. En 1953, Albert Camus devient directeur du festival et celui-ci acquiert une audience nationale. Le festival accueille en moyenne 23 000 spectateurs chaque été.
Organisé par la ville d'Angers, le festival des Accroche-Cœurs s’articule autour de spectacles de théâtre de rue et de festivités artistiques et culturelles en plein air. Créée en 1999, cette manifestation propose chaque année un thème autour duquel se déclinent une partie des représentations et la décoration urbaine tout en encourageant les spectateurs à se déguiser. Les thèmes retenus sont variés (Angers-sur-Mer en 2002, La vie en rose en 2006 ou Anges et démons en 2009). Le festival accueille en moyenne plus de 200 000 spectateurs, environ 220 000 en 2015.
En dehors de ces événements limités dans le temps, le théâtre angevin comprend le centre dramatique national des Pays de la Loire (Nouveau théâtre d'Angers, NTA) mais aussi de nombreuses plus petites troupes parmi lesquelles la compagnie des Arthurs ou la compagnie GAÏA d’improvisation théâtrale. Le Nouveau théâtre d'Angers (NTA) est fondé en 1986 par l’association du Centre Dramatique national dirigé par Claude Yersin et de la Maison de la Culture. Le premier est chargé de la création théâtrale, la seconde de la programmation pluridisciplinaire : théâtre, danse, musiques improvisées, arts plastiques.

#### Scène musicale
La scène musicale angevine s’appuie sur le dynamisme du Chabada, la principale salle de concert de la ville. Historiquement, la scène rock a profité de la popularité du groupe Les Thugs dans les années 1980 et 1990. Plus récemment, plusieurs groupes aux influences variées ont connu le succès en dehors des frontières locales. Il en va ainsi de La Ruda ou Pony Pony Run Run (rock), Zenzile (dub), La Phaze (drum’n bass), Nouvel’R (hip-hop) ou encore Lo'jo et Titi Robin (world music).
Par ailleurs, Angers héberge de nombreux orchestres symphoniques ou d'harmonie, notamment Angers-Nantes Opéra ou l’orchestre national des Pays de la Loire (ONPL), créé en 1971 et composé d’une centaine de musiciens encadrés par John Axelrod.

#### Autres festivals et scènes culturelles
Le festival Premiers Plans est un festival de cinéma créé en 1989 qui a la particularité de ne présenter que des jeunes réalisateurs européens (une centaine chaque année). De nombreux cinéastes y ont été découverts, parmi lesquels Fatih Akın, Arnaud Desplechin ou Nick Park. Le festival organise également des rétrospectives, des lectures publiques de scénarios et des leçons de cinéma. Jérôme Clément est président du festival et Jeanne Moreau en a longtemps été sa marraine. En 2014, le festival a présenté 255 films dont 92 premières œuvres, de 24 pays européens, et accueilli 800 professionnels et 73 000 spectateurs.
Angers et sa région compte plusieurs auteurs éminents du 9e art, parmi lesquels Étienne Davodeau (Rural ! ; Les Ignorants) ; Pascal Rabaté (Ibicus, Alph'art du meilleur album ; Les Petits Ruisseaux) ou encore Marc-Antoine Mathieu (créateur de la série Julius Corentin Acquefacques). Créé en 1999, le festival Angers-BD accueille le temps d’un week-end de nombreux auteurs du 9e art. Il s’agit du premier festival de bande dessinée des Pays de la Loire en nombre d’entrées payantes. Il propose notamment le Prix Première Bulle récompensant un auteur pour sa première œuvre.

#### Musées
Le musée des Beaux-Arts d'Angers, hébergé dans le logis Barrault, propose deux parcours muséographiques : le premier sur l’histoire de la ville, le second sur les beaux-arts. Située dans l’ancienne église abbatiale de l’abbaye Toussaint, la galerie David d'Angers présente une part importante de l’œuvre de Pierre-Jean David, dit David d’Angers. La collection se compose notamment de la quasi-totalité des modèles d’atelier en plâtre du sculpteur, de 23 statues monumentales exposées dans la nef (représentations de Jean Bart, Gutenberg, etc.), de la maquette du fronton du Panthéon, de statuettes et dessins préparatoires, etc.
Située au cœur du château, la galerie de l’Apocalypse expose la tenture de l'Apocalypse. Commandée par Louis Ier, duc d’Anjou, à la fin du XIVe siècle, elle retrace l’Apocalypse selon saint Jean mais illustre également le contexte sociopolitique de la France pendant la Guerre de Cent Ans. Son ancienneté et ses dimensions (106 m conservés sur plus de 140 m à l’origine) en font un témoignage rare de l’art médiéval. Le musée Jean-Lurçat et de la Tapisserie contemporaine est double. D’une part, l’ancienne salle des malades de l'hôpital Saint-Jean expose le « Chant du monde », chef-d’œuvre du peintre et lissier Jean Lurçat. Réalisé à partir de 1957, le « Chant du Monde » est une suite de dix tapisseries monumentales sur la destinée humaine, tout en étant un hommage à la Tapisserie de l’Apocalypse. D’autre part, le musée de la Tapisserie contemporaine expose de nombreuses réalisations textiles et picturales de lissiers du XXe siècle.
La ville compte également le muséum des sciences naturelles d’Angers et depuis 2009 le musée du Génie militaire, situé à l'école du génie, vise à présenter l’histoire et le patrimoine de cette arme.

Musées d'Angers
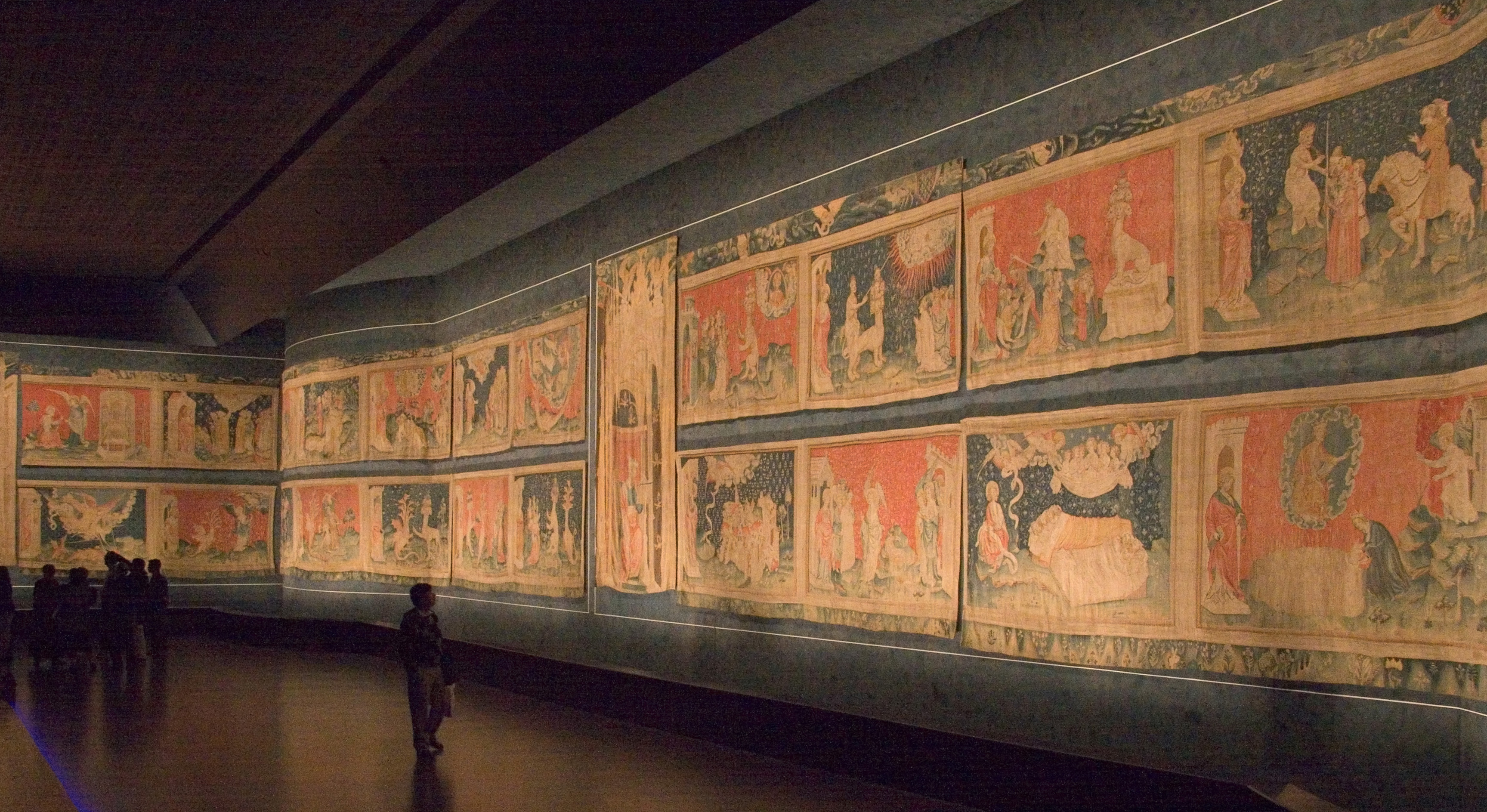
La Tapisserie de l'Apocalypse.
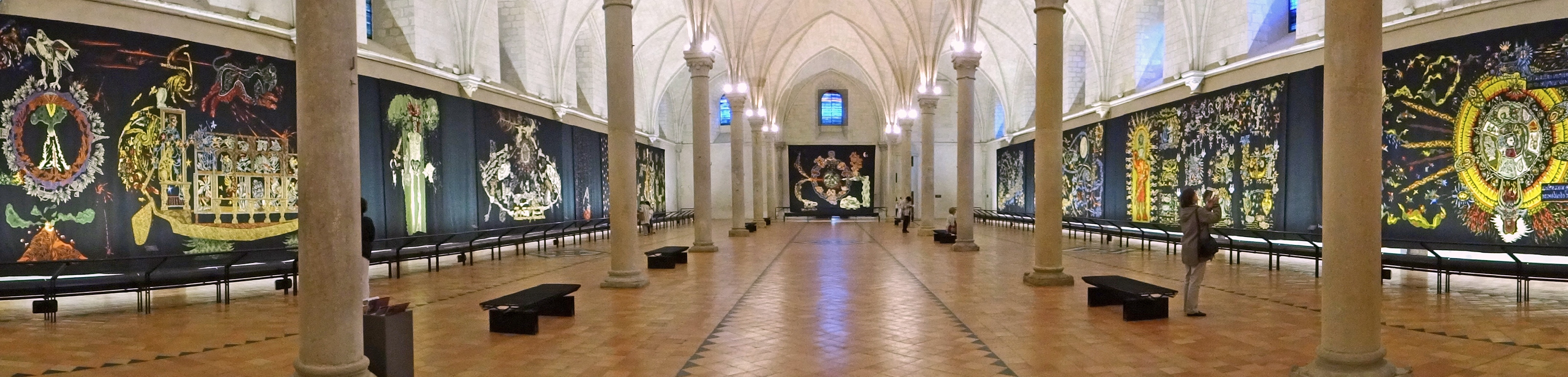
Le « Chant du Monde ».
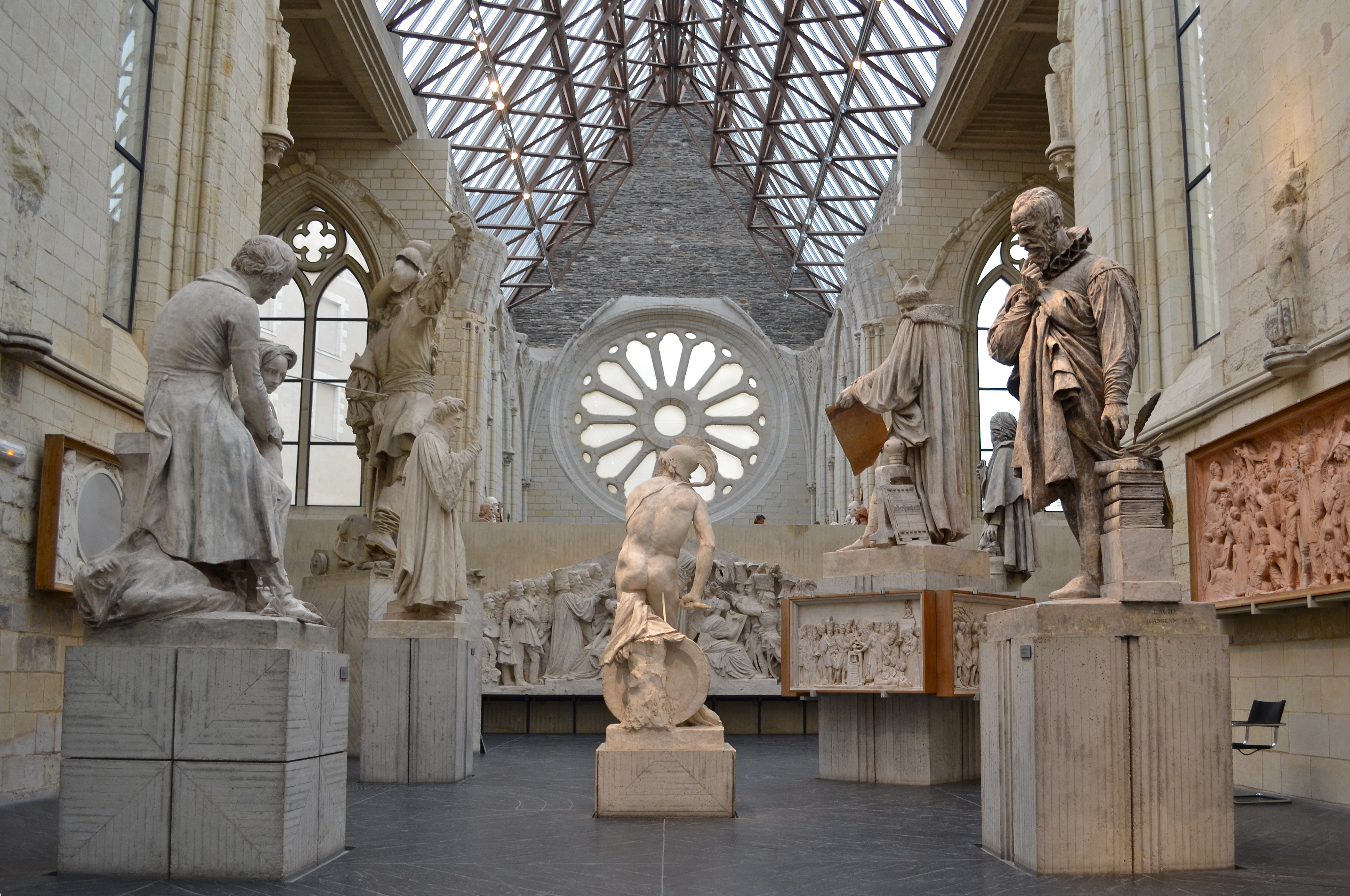
La Galerie David d'Angers.

#### Bibliothèques et organismes de prêt
La médiathèque Toussaint est la principale bibliothèque de la ville. Elle conserve près de 250 000 documents patrimoniaux dont un psautier carolingien du milieu du IXe siècle. Elle possède également 117 incunables, dont un exemplaire du Psautier de Mayence. Cet ouvrage, dont il ne reste que dix exemplaires dans le monde, est le premier livre imprimé après la Bible de Gutenberg, le 14 août 1457. Il se caractérise par son impression en trois couleurs — bleu, rouge et noir —, prouesse technique ignorée de Gutenberg et des imprimeurs qui se répandent en Europe à partir de 1460. La bibliothèque municipale d'Angers gère également depuis 1997 le dépôt légal des imprimeurs des Pays de la Loire. Celle-ci étant la plus importante région d’imprimerie de France, la collection augmente de 200 m à 250 m linéaires par an.
Huit autres bibliothèques de quartier sont réparties sur le territoire communal aux côtés des six bibliothèques universitaires ouvertes au grand public. Les archives départementales de Maine-et-Loire sont également installées sur la commune.
La ville possède également quatre ludothèques mettant gratuitement à disposition des habitants jeux et jouet : les ludothèques municipales Nelson Mandela, Annie Fratellini et Belle-Beille et la ludothèque associative Ludo Francas et une artothèque comprenant plus d’un millier d’œuvres de 400 artistes différents.

#### Centres culturels
La ville d’Angers accueille une bibliothèque anglophone regroupant près de 28 000 ouvrages. Elle propose en outre de nombreuses activités parmi lesquelles des ateliers de pratique linguistique ou des clubs de lecture et cinéma.
De même, l’institut Confucius des Pays de la Loire propose des cours de mandarin, de calligraphie ou de peinture, organise des conférences, des projections cinématographiques ou des expositions tout en possédant une bibliothèque de 1 500 ouvrages.

#### Théâtres et salles de spectacles
Le théâtre du Quai est le plus important équipement culturel de la ville. Il accueille depuis 2007 de nombreuses manifestations culturelles, notamment dans le domaine des arts vivants (théâtre, danse, cirque, musique, etc.). Il héberge le Centre national de danse contemporaine (CNDC) et le Centre dramatique national des Pays de la Loire (nouveau théâtre d'Angers, NTA). Ses deux salles peuvent accueillir 400 ou 975 spectateurs.
D'autres théâtres et salles de spectacles enrichissent l'offre culturelle : les trois théâtre municipaux avec le Grand théâtre à l'italienne qui accueille notamment des représentations de Angers-Nantes Opéra, du Théâtre régional des Pays de la Loire et des concerts de musique classique, le théâtre Chanzy et la Salle Claude Chabrol ; ainsi que le Champ de Bataille et la Comédie, théâtre de la compagnie des Arthurs.

#### Salles de concerts et équipements musicaux
Plusieurs salles de concerts coexistent à Angers, chacune ayant ses propres orientations musicales : le Chabada, salle de concert destinée aux musiques actuelles ; l'auditorium du centre des congrès qui accueille notamment les concerts de l’orchestre national des Pays de la Loire (ONPL) ; la salle Amphitea du parc des expositions d'Angers héberge les concerts les plus importants de l’agglomération ; la chapelle des Ursulines est utilisée dans le cadre de concerts de musique baroque.
Créée en 1973 à l’occasion du Festival d'automne de Paris, la Galerie Sonore est itinérante avant de s'installer en 1980 à Angers au château du Pin. Riche d’une collection de plus de deux mille instruments du monde entier, elle propose tant la découverte des patrimoines musicaux de chaque région que des activités de création musicale. À ses côtés, l'association Musique et Mouvement propose depuis 1988 un enseignement musical fondé sur le plaisir et non sur la performance, accessible aux jeunes enfants.

#### Cinémas
Depuis la fermeture du cinéma Gaumont Variétés en 2013, Angers ne compte plus que deux cinémas. Dans le quartier Saint-Serge se trouve tout d’abord un cinéma Pathé multiplexe de douze salles et 2 250 places. Un cinéma d'art et essai de sept salles (801 places), « Les 400 Coups », propose quant à lui une programmation éclectique de films en version originale, des rétrospectives, des films jeune public ainsi que des rencontres avec les réalisateurs, notamment lors du festival Premiers Plans.

### Sports
La ville compte près de 36 000 licenciés et plus de 150 clubs dans une grande variété de disciplines : sports de combat (aïkido, Ju-jitsu, Vovinam Viet Vo Dao, kung fu, boxe anglaise ou encore savate), cyclisme, équitation, football américain, escrime, haltérophilie, hockey sur gazon et sur glace, parapente, water-polo, etc. À proximité de la ville se trouve un golf et un aérodrome (pour la pratique du vol à voile par exemple).
Le sport traditionnel angevin demeure la boule de fort, jeu de boule traditionnel du Val de Loire. Malgré la désaffection qu'il subit depuis le début du XXe siècle, il reste néanmoins pratiqué dans la ville dans l'un des boulodromes ou cercles existants.
La ville organise plusieurs compétitions sportives. En premier lieu, chaque année se déroule l’événement « Tout Angers bouge » visant à favoriser la pratique sportive. Plusieurs épreuves pour amateurs sont au programme (course de fond de 38 km, trails de 8 à 20 km, marche nordique de 14 km, courses de jeunes, etc.), le tout en grande partie dans le centre historique d’Angers. De même, sont organisés chaque année la descente de la Maine en nage libre (distances de 1 à 5 km), le triathlon d’Angers et chaque 11 novembre le cross du Courrier de l’Ouest (à Pignerolle, commune de Saint-Barthélemy-d’Anjou).

#### Infrastructures sportives
Angers propose de nombreux équipements sportifs. La ville compte ainsi cinq piscines dont la piscine Jean Bouin qui dispose d'un bassin de 50 m et de 3 plongeoirs de 1 m, 3 m, 5 m, ainsi que la piscine AquaVita qui intègre un bassin nordique, deux patinoires (la patinoire du Haras de 770 places et Angers IceParc pouvant accueillir de 3 520 — en configuration match de hockey — à 5 000 spectateurs et dont l'ouverture est prévue en septembre 2019), 42 terrains de football (dont le stade Raymond-Kopa d’une capacité de plus de 18 000 places), un skatepark, 8 boulodromes, un centre de tir sportif (jusqu’à 50 m), un vélodrome, un centre régional de judo, un centre régional de canoë-kayak, une base d'aviron ou encore un plan d'eau de 90 ha avec équipement de kayak, terrains de sports de plage, terrain de bosses pour VTT et esplanade de char à voile.
La commune voisine de Trélazé possède quant à elle depuis 2013 un important complexe omnisports, l'Arena Loire.

#### Clubs professionnels
| Clubs sportifs professionnels à Angers |                  |          |                                  |                      |
| Équipe                                 | Sport            | Fondé en | Ligue (saison 2023-2024)         | Stade                |
| Angers SCO                             | Football         | 1919     | Ligue 2 (deuxième division)      | Stade Raymond-Kopa   |
| Angers SCO Handball                    | Handball         | 1988     | Proligue (deuxième division)     | Salle Jean Bouin     |
| UFAB 49                                | Basket-ball      | 2004     | LFB (première division)          | Salle Jean Bouin     |
| Étoile Angers Basket                   | Basket-ball      | 1982     | Pro B (deuxième division)        | Salle Jean Bouin     |
| Ducs d'Angers                          | Hockey sur glace | 1982     | Ligue Magnus (première division) | Angers IceParc       |
| Les Loups d'Angers                     | Tennis de table  | 1973     | Pro A (première division)        | Salle Jean-Moulin    |
| Hawks Angers Rollers                   | Roller hockey    | 1996     | Ligue Élite (première division)  | Salle Claude-Debussy |

### Médias

#### Télévisions
Angers possède une chaîne de télévision locale, Angers Télé. Elle commence à émettre le 21 février 2013 sous le nom d'Angers Télé. C'est en décembre 1988 qu'Angers se dote d'une chaîne câblée : TV10 Angers qui diffusera jusqu'en juin 2007, date à laquelle elle est remplacée par Angers 7. Celle-ci arrête sa diffusion en mai 2010 à la suite de difficultés financières. La chaîne France 3 émet un décrochage local qui propose les journaux télévisés de France 3 Pays de la Loire. France 3 possède également une agence à Angers.

#### Radios
Trois radios émettent localement à Angers, et des radios régionales ou nationales y font des décrochages locaux. Toutes émettent en modulation de fréquence.
- Radio G ! (101,5 MHz) est la plus ancienne des radios locales encore en activité. Créée dès 1981 sous le nom de Radio Gribouille, cette radio associative est entièrement animée par des bénévoles[211].
- Radio Campus Angers (103,0 MHz) a été créée par les étudiants de l'université d'Angers. Elle existe depuis 2003 et est diffusée en FM depuis 2007. Ses locaux se trouvent sur le campus de l'université catholique de l'Ouest[212].
- RCF Anjou (88,1 MHz) est la radio locale chrétienne du Diocèse d'Angers[213].

Les radios régionales diffusant des programmes locaux sont : Alouette (99,1 MHz), France Bleu Loire Océan (88,5 MHz) depuis 2013, Hit West (100,9 MHz), Ouest FM programme Forum (98,7 MHz), qui diffuse le programme de Forum depuis 2012, et Vibration (102,1 MHz).
Les radios nationales diffusant des programmes locaux sont : Chérie FM Angers (105,1 MHz), NRJ (98,0 MHz), Radio Nova (89,6 MHz) depuis 1998, et Virgin Radio (94,8 MHz).

#### Presse écrite
La presse écrite locale est principalement dominée par le groupe Ouest-France et ses éditions Ouest-France et Le Courrier de l'Ouest dont Angers est le siège.
Des journaux locaux dont la diffusion est plus modeste sont également publiés dont Angers Mag, le magazine mensuel papier édité par le site internet d'informations du même nom et distribué sur l'ensemble de l'agglomération.
La mairie d'Angers édite depuis avril 1977 le journal municipal Vivre à Angers. Mensuel, il publie des informations sur l'avancement des projets urbains, l'économie locale, les activités sportives, culturelles et festives ainsi que les échanges avec les villes étrangères jumelées à Angers. La revue donne une place importante aux reportages à travers les quartiers. Depuis octobre 2015, une partie du magazine est consacrée à l'actualité d'Angers Loire Métropole

### Cultes
Les Angevins disposent en 2015 de lieux de culte chrétien, bouddhique, israélite et musulman.

#### Christianisme

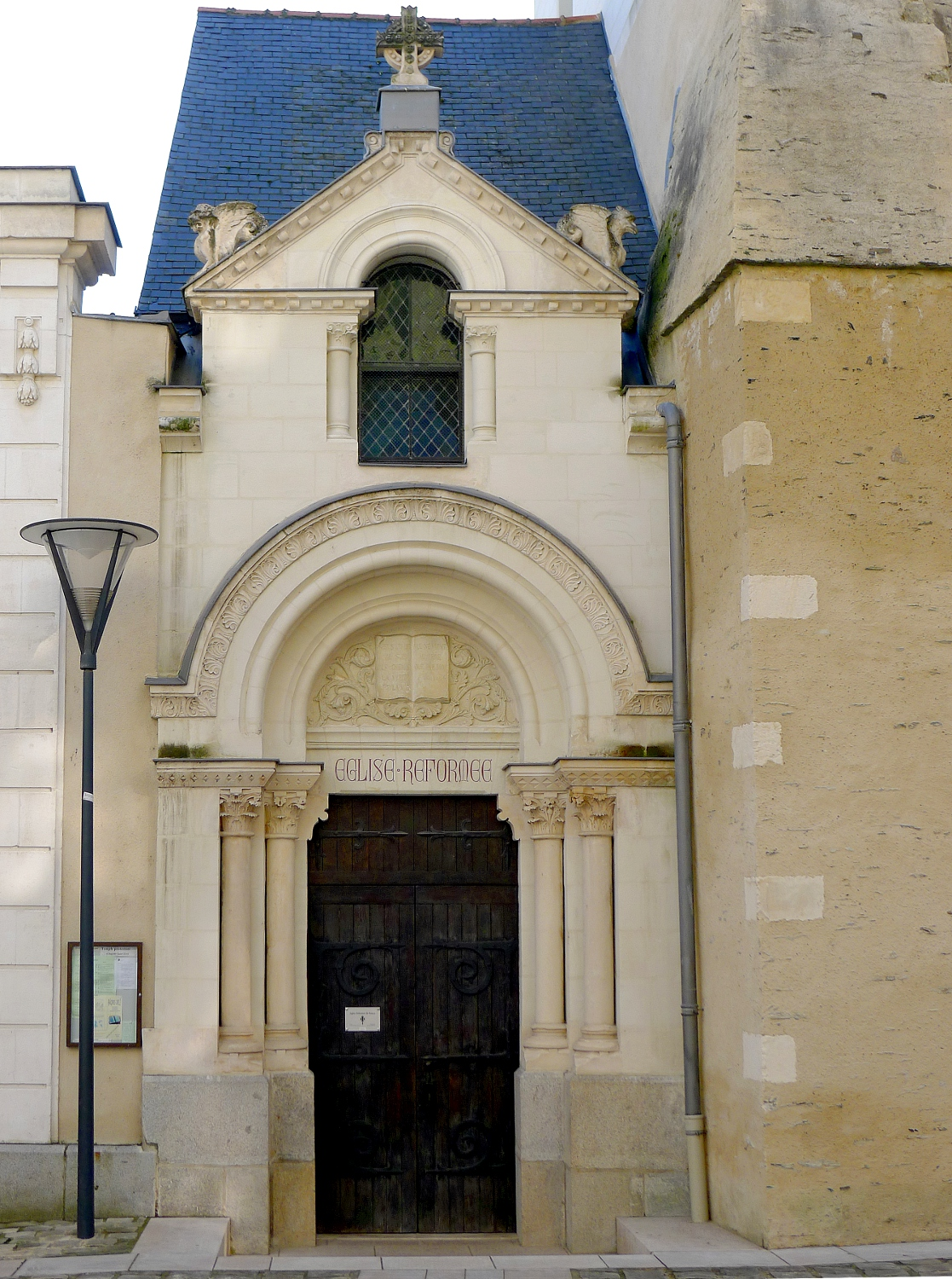
Le temple protestant.

La grande majorité des lieux de culte d'Angers sont liés au culte catholique comme l'atteste la présence de la cathédrale Saint-Maurice qui domine la ville depuis le XIIe siècle. L'évêché, siège du diocèse d'Angers, se trouve à proximité, rue du Parvis-Saint-Maurice ; la commune est structurée en trois doyennés et dix paroisses, chacune centrée sur une ou plusieurs églises. Angers accueille en outre 21 communautés religieuses (seize communautés de femmes et cinq d'hommes). Parmi celles-ci, la congrégation du Bon Pasteur créée à Angers en 1835 ou le couvent des Servantes des pauvres, ordre d'oblates créé en 1872 et dont le couvent d'Angers est la maison-mère. Elles ont également à leur charge le Saint-Sépulcre d'Angers, une des trois répliques — qui est un mémorial et non une église puisque ce monument n'est pas consacré — du Saint-Sépulcre de Jérusalem.
La paroisse orthodoxe de l’Annonciation dispose d'un lieu de culte, la chapelle de la Brisepotière. Elle dépend de l'archevêché des églises orthodoxes russes en Europe occidentale,. La communauté orthodoxe Saint-Dimitri-de-Paris, rattachée au vicariat de tradition russe auprès de la métropole orthodoxe grecque de France, dispose également d'un lieu de culte, le prieuré Saint-Augustin. D'autre part, la métropole orthodoxe roumaine d'Europe occidentale et méridionale dispose d'une mission à Angers.
Plusieurs communautés protestantes disposent de lieux de culte dans la commune :
- le temple protestant d'Angers de l'Église protestante unie de France, rue du Musée[230] ;
- les temples de l'Église évangélique, anciennement rue de Bretagne et avenue des Hauts de Saint-Aubin[231],[232] ;
- le temple de l'Église protestante baptiste, rue du Colombier, où le culte arménien est également célébré[233] ;
- le temple de l'Église adventiste du septième jour, avenue Turpin de Crissée[234].

Les Églises millénaristes américaines possèdent deux lieux de culte :
- l'Église de Jésus-Christ des saints des derniers jours, rue de Létanduère (les Mormons)[235] ;
- la salle du royaume des Témoins de Jéhovah, rue du Maine[236].

#### Autres cultes
Le culte bouddhiste est présent via un dojo Zen dans le quartier Monplaisir. Il est affilié à l'association Zen Internationale, fondée par Taisen Deshimaru. Un centre d'étude et de méditation (KTT), placé sous l'autorité spirituelle de la congrégation Dharma Chakra, est situé près de la Doutre. Il est affilié au Dhagpo Kagyu Ling basé en Dordogne. Enfin, un Sangha, rattaché au Village des pruniers fondé par Thích Nhất Hạnh, est également actif sur la commune.
La communauté musulmane pratiquante est estimée à 7 000 personnes (principalement d’origine marocaine). Elle dispose de trois lieux de cultes : la mosquée Abou Bakr Sidik ; la mosquée turque Aksemseddin ; et la salle de prière de la Roseraie. La mosquée turque dispose également d’un centre culturel. Une mosquée est en cours de construction. Financée par l’association des musulmans d’Angers, elle devrait ouvrir à l’horizon 2017 boulevard Lucie-et-Raymond-Aubrac, dans le quartier des Hauts-de-Saint-Aubin. Elle pourra accueillir environ 2 400 fidèles et devrait disposer, à plus long terme, d’un centre culturel.
Administrée par le consistoire central israélite de France, la communauté israélite dispose de la Synagogue d'Angers, rue Gay Lussac, située dans l'ancienne église Saint-Laurent.

#### Cimetières
La commune compte trois cimetières : le cimetière de l’Est (rue Larevellière), le cimetière Saint-Léonard (rue Saint-Léonard) et le cimetière de l’Ouest (rue de la Meignanne).
Le cimetière de l’Est, d’une superficie de treize hectares, est parfois désigné comme le « Père-Lachaise angevin » compte tenu des nombreuses personnalités locales qui y sont inhumées, ainsi que des tombes remarquables que l’on y trouve. Ouvert en 1847, le cimetière est agencé autour de huit rectangles entrelacés d’allées sinueuses. La tombe du premier inhumé, un meunier du nom de René Bougère, est toujours présente. Les grands noms de l’histoire locale que l’on rencontre sont notamment la famille Cointreau, Rémy Mondain (l’un des créateurs du premier grand magasin d’Angers), le peintre Jules Lenepveu (à qui l’on doit notamment les plafonds de l’Opéra Garnier et du Grand théâtre d'Angers), l’horticulteur André Leroy, l’industriel Julien Bessonneau ou encore plusieurs maires de la ville. D’un point de vue artistique, plusieurs tombes sont remarquables, qu’elles soient de style Art nouveau (tombe de Jean Clamens, maître verrier), néo-Renaissance (chapelle Laurent), d’inspiration médiévale (gisant de Grégoire-René Lecoindre, curé de Saint-Laud), en mosaïque (caveau des De Guisti, mosaïstes) ou réalisée par David d’Angers (figure de la religion sur la tombe d’Anselme-François Papiau de La Verrie, maire). D’autres tombes sont intéressantes : celle de Pierre-Théophile Berton ornée d’un moulin à vent (lui-même a inventé un système d’ailes de moulins) ou celle de la famille de Saint-Pern (en forme de calvaire breton, en granit).

### Vie militaire

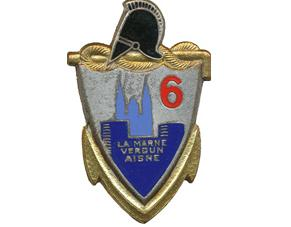
Insigne du 6e régiment du génie.

La ville accueille le 6e régiment du génie et l’école du génie, tous deux depuis leur création en 1894.
Angers est depuis longtemps une ville de garnison, en tant qu’ancienne place forte militaire. En 1873, est créé le 135e régiment d’infanterie (dissous en 1928) et en 1878 le 2e régiment d’artillerie-pontonniers. Celui-ci est remplacé dès 1894 par deux nouveaux régiments dont l’un, le 6e, s’installe à Angers. En 1946, il prend place au sein de la caserne Verneau. Par ailleurs, la cathédrale et le château d’Angers figurent sur l’insigne du 6e régiment du génie.
En 1894, est également créée l’école du génie. Son rôle est d’apprendre aux recrues terrassements, maniement d’explosifs ou encore construction de ponts de bateaux. Angers est choisie notamment pour sa proximité avec les écoles de Coëtquidan, de Saumur (arme blindée) et Tours (train) ainsi que par la présence de deux « écoles » de ponts au débit différent, la Maine et la Loire. Elle possède également depuis 1974 une annexe en bord de Maine (caserne Berthezène).
En 2010, l’École nationale supérieure des ingénieurs de l'infrastructure militaire (ENSIM) est créée. Elle est notamment chargée d’assurer la formation initiale des ingénieurs militaires de l’infrastructure de la Défense (IMI), ainsi que de l’ingénierie de formation continue des militaires et agents civils du service d'infrastructure de la Défense.
En 2011, est créé sur la commune voisine de Montreuil-Juigné le pôle interarmées MUNEX dont le rôle est de neutraliser, enlever et détruire les engins explosifs. Il se trouve sous le commandement hiérarchique de l’école du génie.
Le musée du génie à proximité de la caserne Éblé, qui accueille l’école, s’est ouvert le 14 juillet 2009.

## Économie

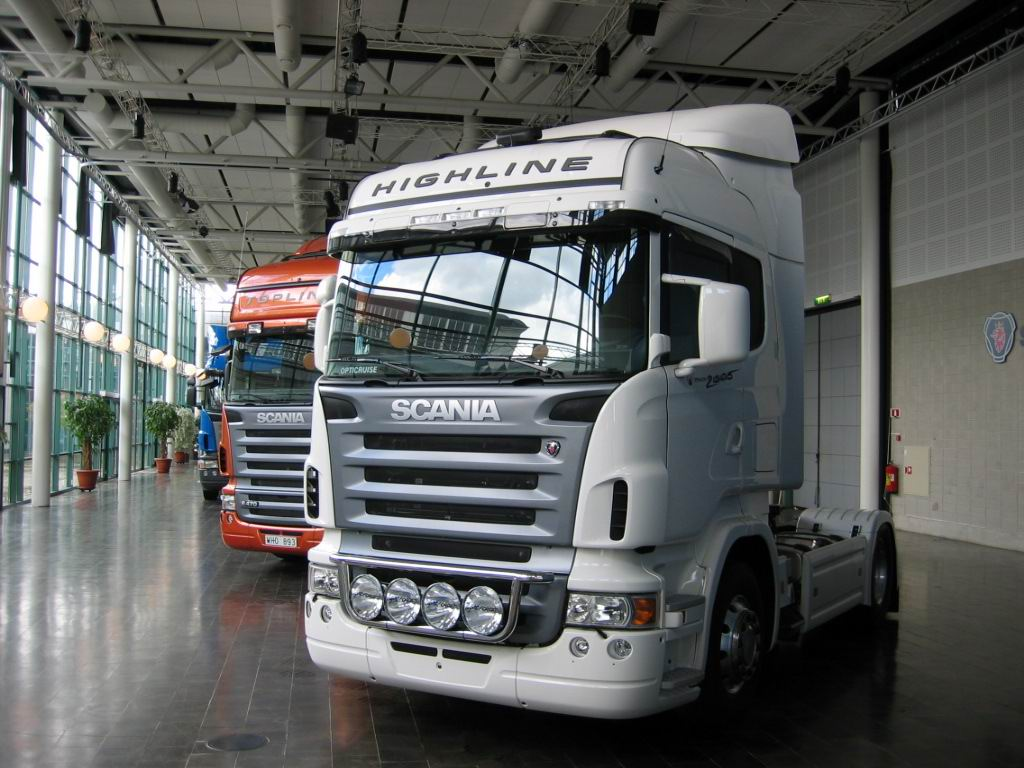
Scania possède une usine de poids lourds à Angers.

La seconde moitié du XXe siècle voit les activités traditionnelles reculer (horticulture, extraction d’ardoise, distillerie et industrie textile) et de nouvelles entreprises s’installer : Thyssen en 1948, Thomson en 1957, Bull en 1961 puis Scania en 1991 et Nec en 1994. Cependant, la filière industrielle s’effondre en grande partie à partir des années 2000 : fermeture de l’usine Thomson-Technicolor en 2012, de l’usine Nec entre 2009 et 2013, plan social chez Thyssen en 2015, Bull ne compte plus que 230 salariés (contre 3 000 au cours des années 1970). Plus généralement, de 2002 à 2012, le secteur de la fabrication de produits informatiques, électroniques et optiques dans l’agglomération a perdu 76 % de ses emplois. Angers se spécialise dorénavant d’une part dans la filière végétale et d’autre part dans l’électronique.
L'importance de l'horticulture s’est ainsi renforcée jusqu'à faire d'Angers le premier pôle horticole d’Europe. En effet, le territoire compte dans ce domaine près de 30 000 emplois, 2 500 étudiants et 4 000 entreprises. La ville accueille en outre un pôle de compétitivité à vocation mondiale spécialisé dans le végétal – Végépolys – regroupant 450 chercheurs. Celui-ci s'appuie d'une part sur le haut niveau de formation et d'études supérieures dispensé à Angers et d'autre part sur la forte concentration de laboratoires de recherche. On y rencontre ainsi plusieurs écoles spécialisées (notamment l'École supérieure d'agriculture (ESA) et Agrocampus Ouest), des laboratoires du CNRS, l’INRA mais aussi la Station nationale d'essais de semences ou encore Plantes&Cité (le centre technique national sur les espaces verts et le paysage urbain). Le Campus du Végétal, à Belle-Beille, regroupe depuis 2015 d’une part la Maison de la Recherche et ses 250 ingénieurs et chercheurs de l'université d'Angers, d'Agrocampus Ouest, de l'INRA et de l'ESA et d’autre part la Maison du Végétal regroupant Végépolys et Plantes&Cité. Angers abrite le siège de l'Office communautaire des variétés végétales dont le rôle est de protéger les nouvelles variétés végétales au sein de l'Union européenne.
Malgré la déliquescence de l’industrie électronique grand public angevine depuis les années 2000, la ville se spécialise également dans l’électronique de pointe. Outre la présence de l’usine Bull et de l'École supérieure d'électronique de l'Ouest (ESEO), la ville accueille depuis juin 2015 la « Cité de l'objet connecté ». Celle-ci propose sur son site de Saint-Sylvain-d'Anjou, au nord de la ville, des compétences en électronique, logiciel, plasturgie, mécanique, design, financement, etc. Cette société s’appuie sur un important réseau de PME spécialisées installées sur le territoire angevin. Ainsi, le 24 juin 2015, la ville s'est vu décerner le label French Tech dans le sillage de l’inauguration de la Cité de l’objet connecté.

### Revenus de la population et fiscalité
En 2021, le revenu disponible médian par unité de consommation (UC) est de 21 450 € et 49 % des ménages fiscaux sont imposés. À titre de comparaison, le revenu disponible médian en France métropolitaine est en 2020 de 23 080 € et 53,4 % des ménages fiscaux sont imposés. Les revenus de la population d’Angers sont ainsi plus faibles que la moyenne nationale.
Les disparités de revenus sont mesurées et très légèrement plus importantes que la moyenne nationale : le rapport interdécile entre les 10 % de revenus disponibles les plus élevés (40 060 € par UC) et les 10 % de revenus disponibles les plus faibles (10 800 € par UC) atteint 3,7 (contre 3,4 pour l'ensemble de la France métropolitaine).
En 2022, la ville comptait 220 contribuables redevables à l'impôt sur la Fortune Immobilière (IFI) pour un patrimoine moyen de 2 159 961 € ; parmi les communes de plus de 20 000 habitants comptant au moins 50 contribuables redevables à l’ISF, Angers se classe 138e sur 210.
Le salaire net horaire moyen est en 2021 de 14,8 €, inégalement réparti entre hommes (15,7 €) et femmes (13,5 €).

### Emploi
En 2020, la population âgée de 15 à 64 ans s’élève à 104 353 personnes, parmi lesquelles on compte 68,1 % d’actifs, 56,1 % ayant un emploi et 12,1 % étant au chômage. À titre de comparaison, la France métropolitaine compte 74,6 % d’actifs, 65,4 % ayant un emploi et 12,1 % étant au chômage. On y compte 89 068 emplois, contre 82 391 en 2014. Le nombre d'actifs ayant un emploi résidant dans la zone d'emploi étant de 59 101, l'indicateur de concentration d'emploi est de 150,7 %, ce qui signifie que la zone d'emploi offre plus de trois emplois pour deux habitants actifs.
Selon la catégorie socioprofessionnelle, les ouvriers sont nettement moins nombreux que les employés, ces derniers et les professions intermédiaires représentant près de 63 % des emplois. À titre de comparaison, les professions intermédiaires et les employés représentent 53,7 % des emplois au niveau national, les ouvriers 21,1 %.
Emplois par catégorie socioprofessionnelle en 2020
| Catégorie socioprofessionnelle                    | 2012   |
| ------------------------------------------------- | ------ |
| Agriculteurs exploitants                          | 0,1 %  |
| Artisans, commerçants, chefs d’entreprise         | 5 %    |
| Cadres et professions intellectuelles supérieures | 20,9 % |
| Professions intermédiaires                        | 29,8 % |
| Employés                                          | 31,4 % |
| Ouvriers                                          | 12,8 % |

Selon le secteur d’activité, les emplois industriels sont peu nombreux et en régression de 2014 à 2020, à la différence des emplois tertiaires et administratifs (Angers étant préfecture et chef-lieu de département) (90,7 % des emplois totaux).
Emplois selon le secteur d’activité (en %)
| Secteur d'activité                                             | 2020   | 2014   |
| -------------------------------------------------------------- | ------ | ------ |
| Commerce, transports et service divers                         | 50 %   | 47 %   |
| Administration publique, enseignement, santé et action sociale | 40,7 % | 43,9 % |
| Construction                                                   | 3,8 %  | 3,5 %  |
| Industrie                                                      | 5,2 %  | 5,3 %  |
| Agriculture                                                    | 0,4 %  | 0,3 %  |

54,9 % des emplois sont occupés par des femmes, contre 48,6 % au niveau national et 46,4 % au niveau de l’agglomération.
À l’échelle de cette dernière, la population âgée de 15 à 64 ans s’élève à 303 535 personnes, parmi lesquelles on compte 71,9 % d’actifs, 61,9 % ayant un emploi et 10,0 % étant au chômage. La part des actifs (y compris occupés) y est donc plus importante qu’à l’échelle de la seule ville d’Angers. On y compte 145 785 emplois en 2020.

### Entreprises et commerces
Au 31 décembre 2021, Angers compte 5 251 établissements employeurs : 5 dans l’agriculture, 188 dans l'industrie, 196 dans la construction, 4 039 dans le secteur tertiaire et 823 dans le secteur administratif. Le secteur tertiaire représente ainsi 76,9 % des établissements employeurs de la commune.
Répartition des établissements actifs par secteur au 31 décembre 2021
| Secteur                                                        | Angers  | France |
| -------------------------------------------------------------- | ------- | ------ |
| Commerce, transports et service divers                         | 76,9 %  | 65 %   |
| Administration publique, enseignement, santé et action sociale | 15,67 % | 12,6 % |
| Construction                                                   | 3,73 %  | 11,1   |
| Industrie                                                      | 3,58 %  | 6,5 %  |
| Agriculture                                                    | 0,001 % | 4,8    |

### Tourisme
Selon un rapport paru en 2023, la ville est 2e au classement des dix destinations les plus durables, derrière Nantes et devant Lyon, Strasbourg et Carcassonne. En 2014, l'agglomération angevine a connu 602 000 nuitées (clientèle d’affaires à 66 %) et accueilli 699 339 visiteurs sur 17 sites touristiques (dont 8 à Angers). En 2015, la commune elle-même compte 31 hôtels et résidences pour près de 3 000 lits et un camping de 163 emplacements. Le parc à thème consacré au végétal Terra Botanica, inauguré en 2010, se veut la locomotive touristique d'Angers et sa région.

## Culture locale et patrimoine

### Lieux et monuments

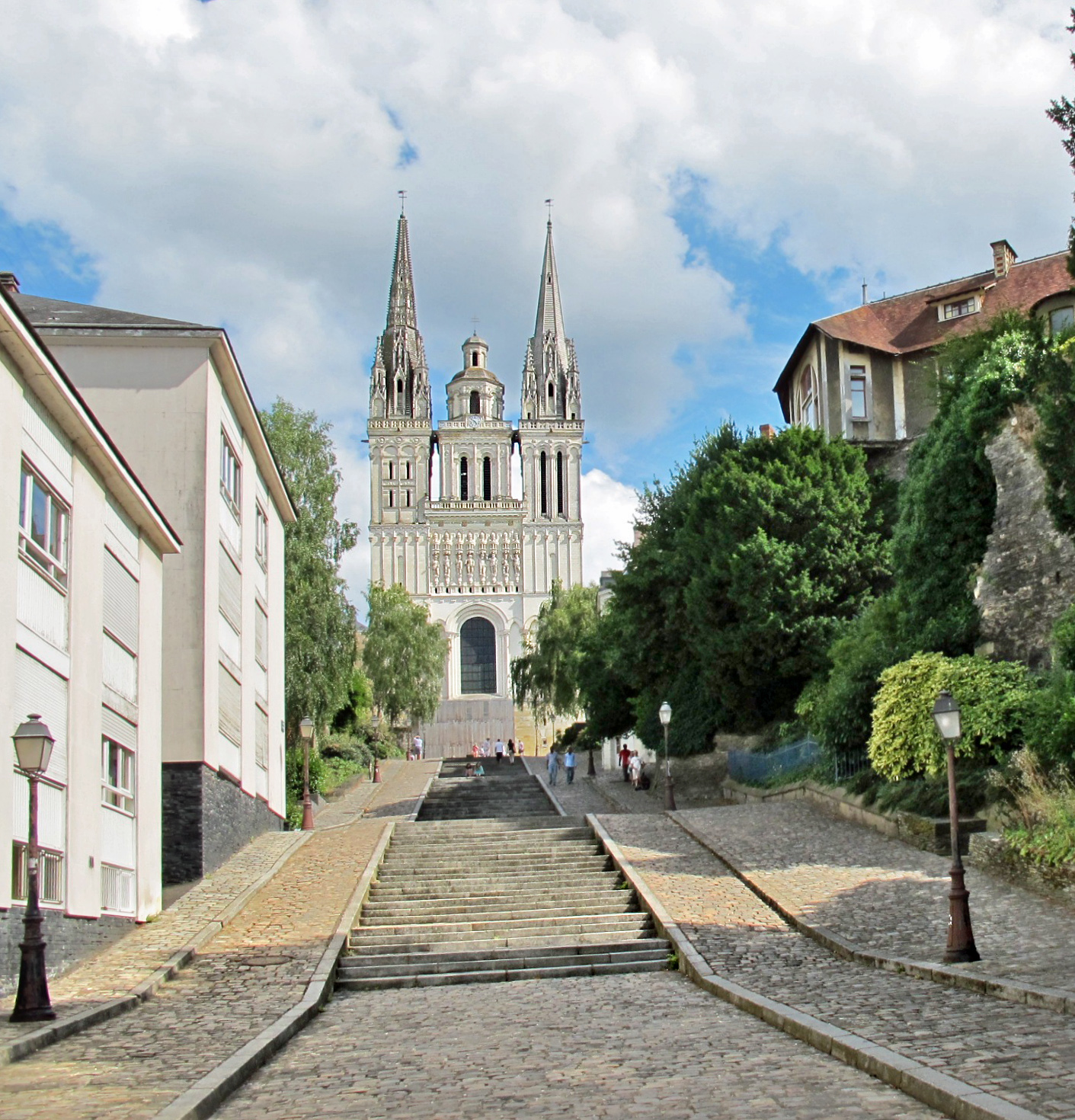
La cathédrale Saint-Maurice.

Angers compte 2 892 lieux et monuments inscrits à l'inventaire général du patrimoine culturel et 100 monuments protégés au titre des monuments historiques. La ville est par ailleurs labellisée Ville d’Art et d’Histoire. Les nombreux travaux d'urbanisme entrepris au XIXe siècle ont profondément transformé la ville et détruit de nombreux édifices anciens, médiévaux pour une part, comme le raconte en 1910 le chanoine Urseau :

« Angers a bien changé d'aspect depuis cinquante ans. La ville a perdu une partie de sa grâce pittoresque. Ils ont disparu en effet presque tous ces logis en colombage, bariolés de vives couleurs, ces boutiques abritées par des auvents sculptés, ces vieilles maisons à oriels de pierre, à pignons pointus »

— Charles-Théodore Urseau
Le centre-ville voit se concentrer la majorité des monuments médiévaux et des hôtels particuliers, érigés de la Renaissance au XIXe siècle, même si le quartier de La Doutre en rive droite est riche en constructions médiévales. Le centre-ville comprend cependant une majorité d'édifices du XIXe siècle, notamment des immeubles de rapport, parfois de style haussmannien. L'architecture des faubourgs (urbanisés notamment au XIXe siècle) consiste principalement en maisons de ville à un étage sous combles. On trouve assez peu d'exemples de constructions présentant une architecture XXe siècle originale : l'architecture récente est le plus souvent celle de zones pavillonnaires ou d'ensembles collectifs, parfois en contradiction avec l'ensemble ancien.

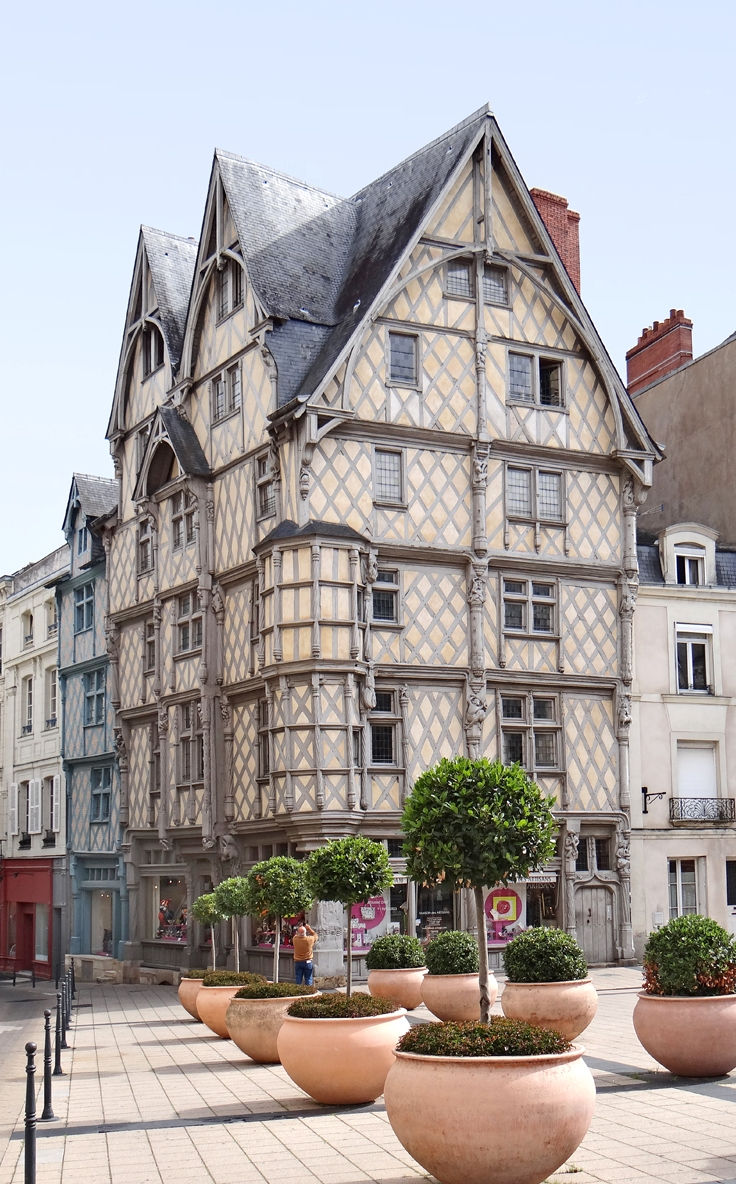
La maison d'Adam.

La commune compte plusieurs témoignages remarquables de l'architecture médiévale. Le palais épiscopal d'Angers ou Palais du Tau, attesté depuis le IXe siècle au chevet de la cathédrale, est un témoin de l'architecture romane. En appui du mur d'enceinte gallo-romain du IIIe siècle dont il conserve une tour, il est à rapprocher de l'archevêché de Reims dont il reprend le plan en tau. Les nombreuses modifications qui y ont été apportées en font un témoignage de huit siècles d'histoire architecturale. On y trouve en effet la salle synodale romane, la cheminée gothique de la bibliothèque, l'escalier d'honneur Renaissance ou encore un appartement d'honneur du XIXe siècle. L'hôpital Saint-Jean est quant à lui un remarquable témoignage de l'architecture hospitalière. Situé dans La Doutre, sa construction remonte à 1180 environ. Il possède une salle des malades qui est un exemple majeur du gothique angevin. Bâti au point le plus resserré de la rivière, sur un promontoire de schiste, le château d'Angers voit sa construction débuter en 1232 sous l'impulsion de Blanche de Castille, concomitamment avec l'édification d'une enceinte fortifiée (actuels boulevards du centre-ville). La seule enceinte du château mesure 800 m de long, elle est composée de 17 tours d'une douzaine de mètres de diamètre et d'une trentaine de mètres de haut. La maison d'Adam est probablement la plus belle des maisons médiévales à pans de bois d'Angers. Bâtie après 1491, elle possède deux façades majestueuses de dix mètres chacune sur six niveaux. Situé à proximité de la cathédrale, ce chef-d'œuvre de charpenterie tire son nom des figures d'Adam et Ève qui y sont sculptées. L'ensemble de ses décorations en font la renommée, notamment ses personnages et animaux. De nombreuses autres maisons à pans de bois furent édifiées à Angers jusqu'à la fin du XVIe siècle. Cette architecture médiévale tardive, en pleine Renaissance, est assez surprenante par ailleurs.

Architecture médiévale à Angers
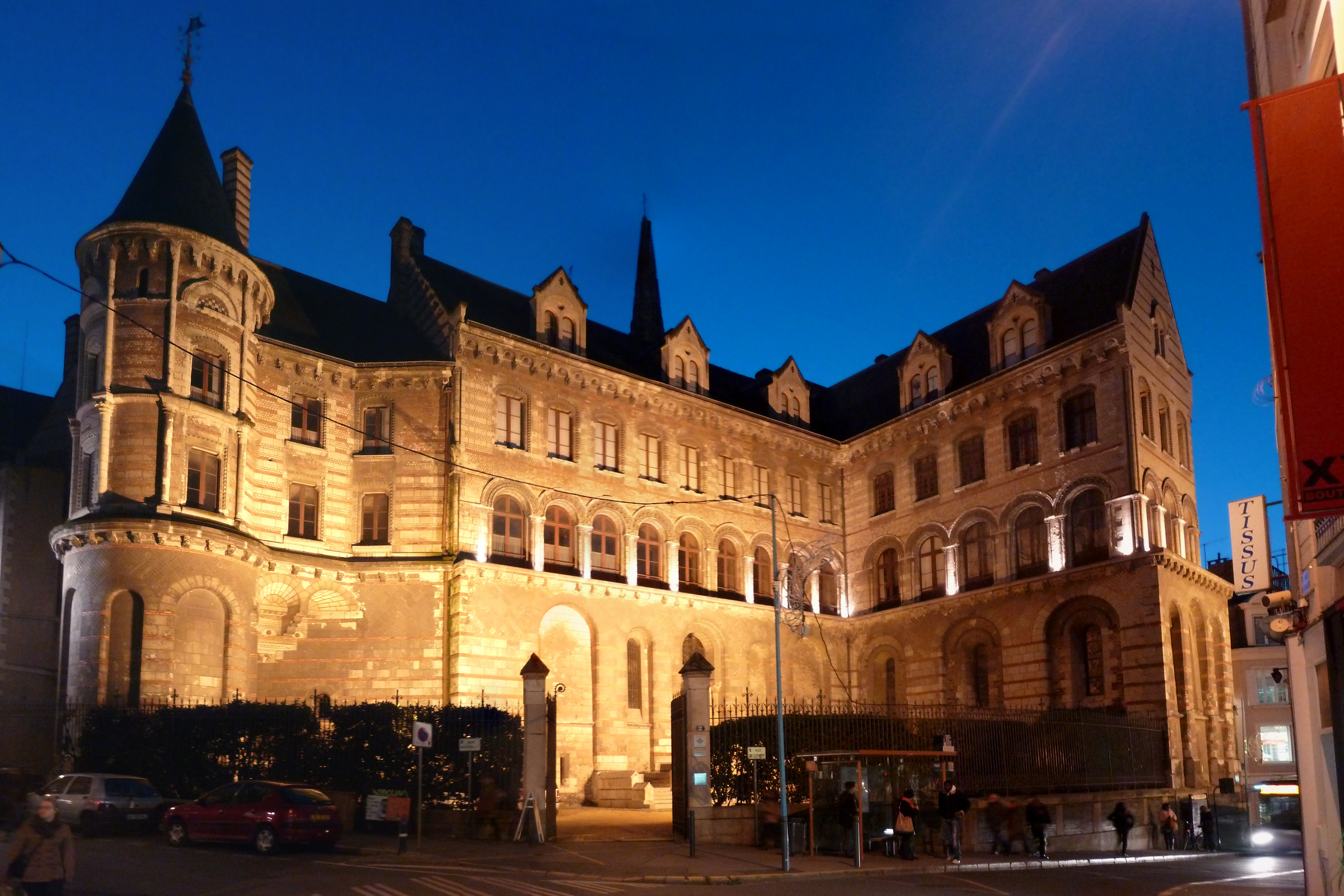
Le palais du Tau.
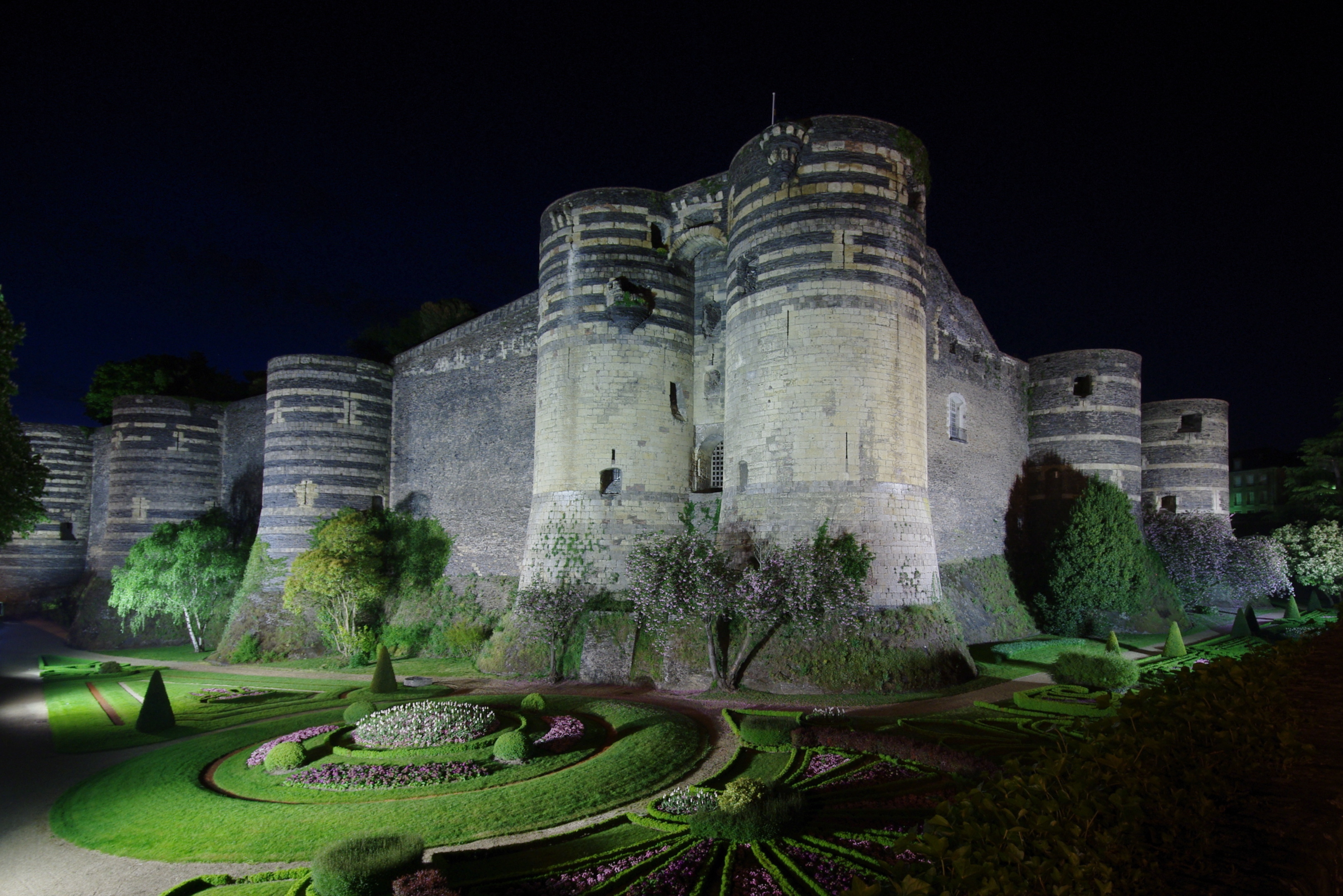
Le château de nuit.
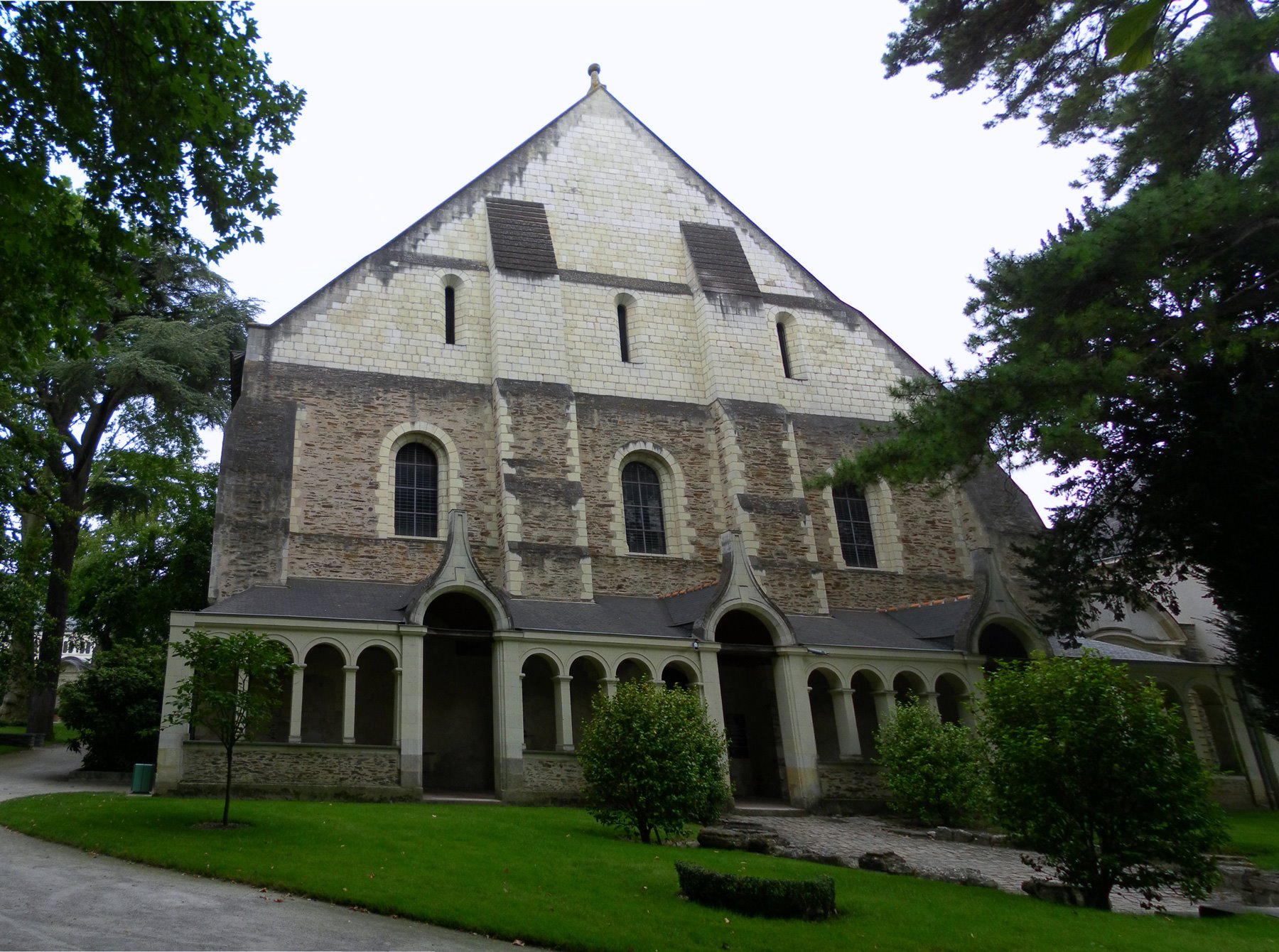
L'hôpital Saint-Jean
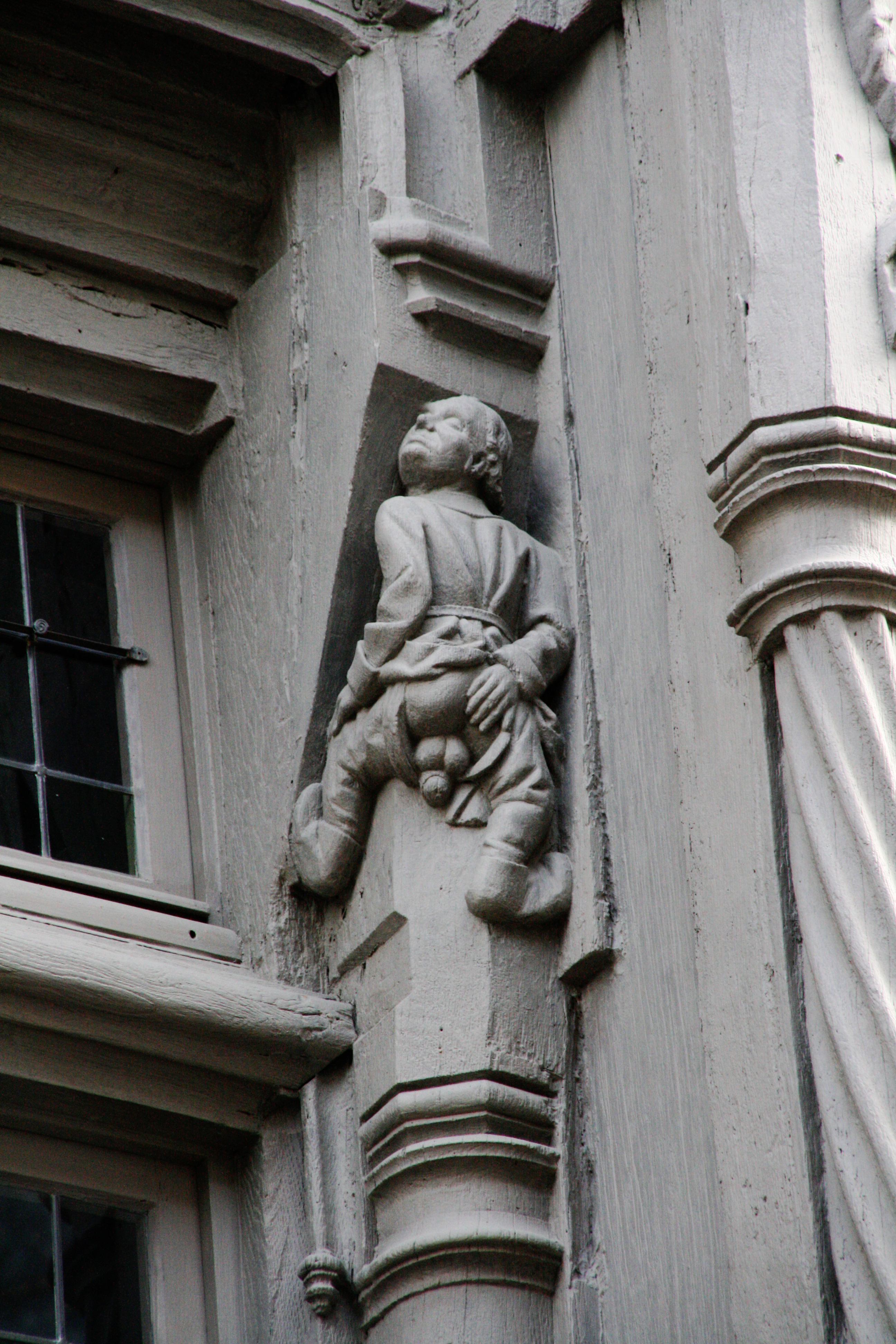
Le « père Tricouillard » (maison d'Adam).

La Première Renaissance ne fait son apparition à Angers dans l'architecture urbaine qu'au milieu du XVIe siècle. La Seconde Renaissance française quant à elle offre de rares exemples d'architecture en bois, dans « un style maniériste au décor proliférant et aux figures anthropomorphes ». La maison de Simon Poisson dans la Doutre en est le plus bel exemple. Édifié à la fin du XVe siècle dans le quartier de la Doutre, l'hôtel des Pénitentes présente un ensemble architectural hétérogène, du gothique flamboyant de la fin du XVe siècle à la Première et à la Seconde Renaissance. Le logis Barrault est un exemple majeur de l'architecture des débuts de la Renaissance. Il s'agit de l'un des premiers hôtels « entre cour et jardin » remarquable par la magnificence de ses façades. Quant au logis Pincé, c'est un exemple très représentatif de la Première Renaissance. Il comprend deux corps de logis autour d'une tour d'escalier et possède de nombreuses similitudes avec le logis Barrault. L'aile droite est l'œuvre de l’architecte angevin Jean Delespine et comprend notamment une trompe d’angle conique.

Architecture Renaissance à Angers
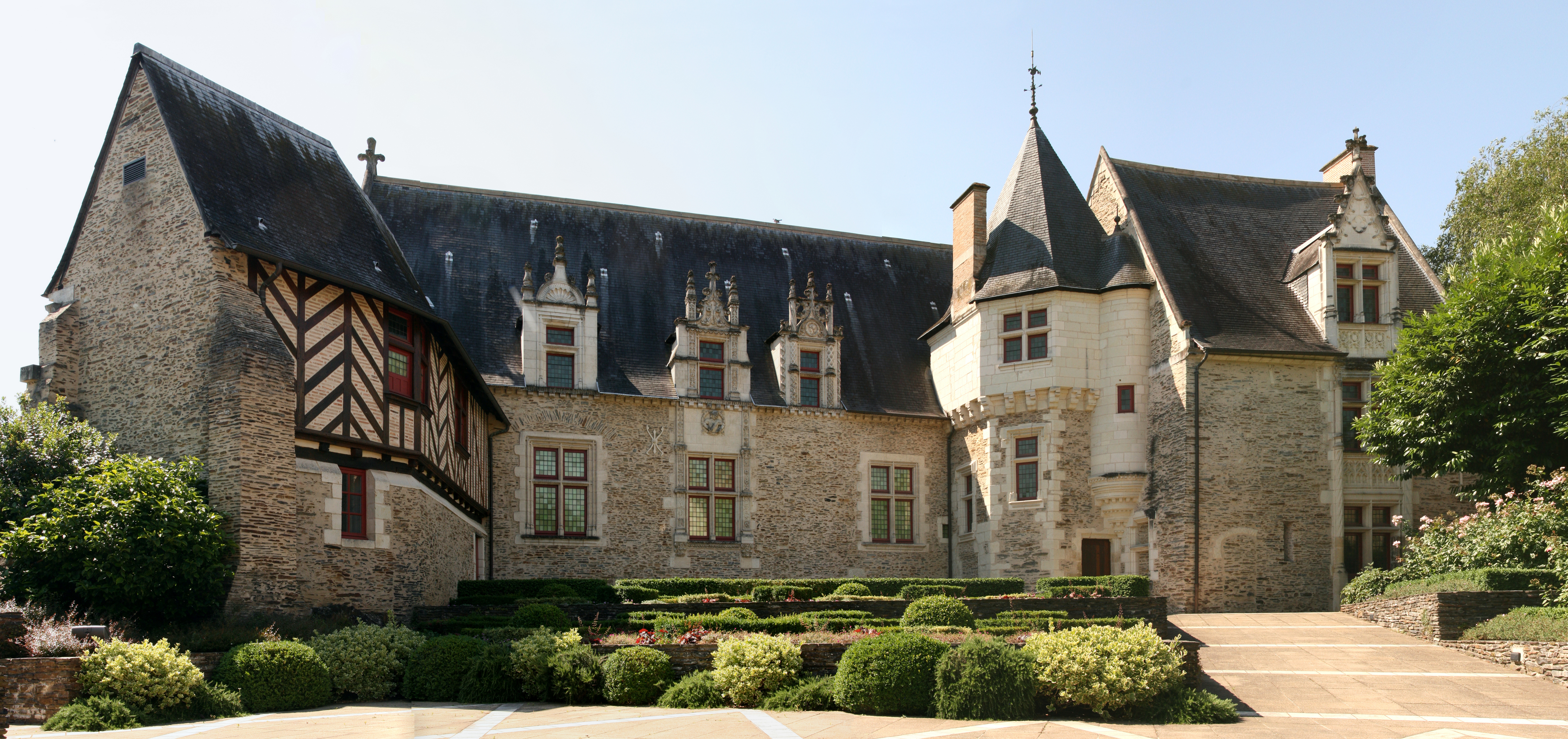
Hôtel des Pénitentes.
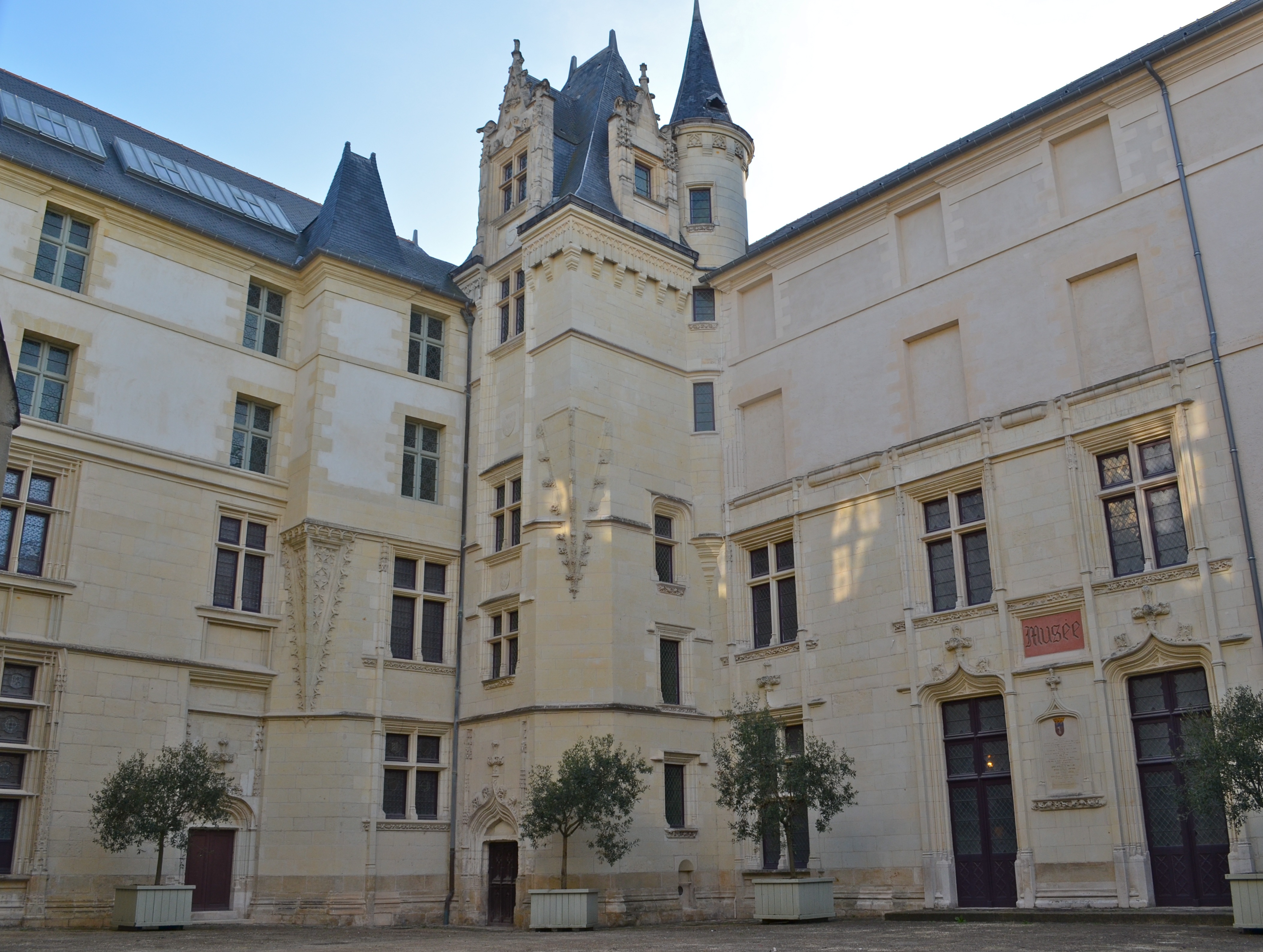
Logis Barrault.
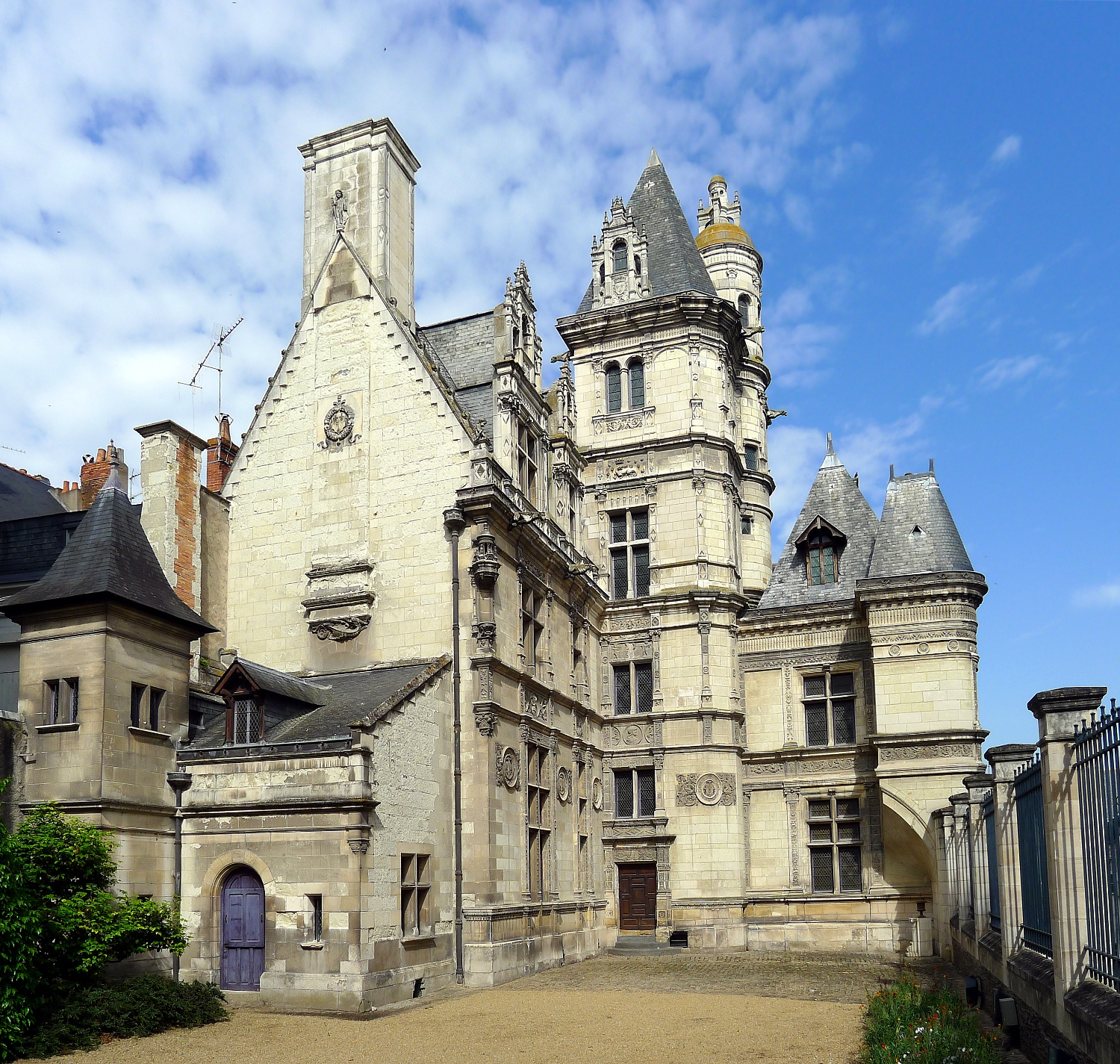
Hôtel de Pincé.

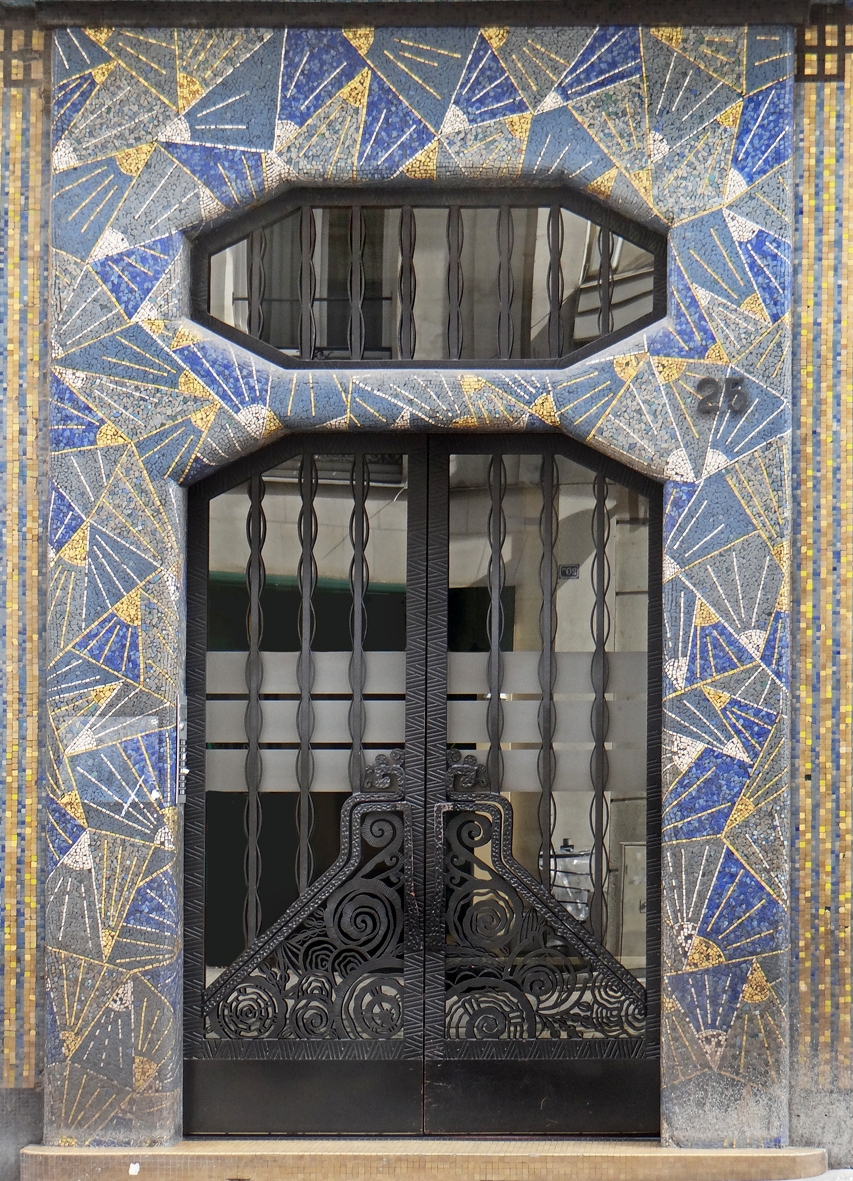
Porte d'entrée de la Maison bleue.

L'architecture moderne se concentre principalement dans le centre-ville. Inauguré en 1871, le Grand théâtre, place du Ralliement, est l’édifice emblématique de la ville hausmannienne et des transformations du Second Empire et un exemple de l'éclectisme. La commune compte peu d'édifices à l'architecture contemporaine remarquable. Toutefois, l'architecture Art nouveau est représentée par l'Alcazar, un cabaret édifié en 1902. Sa façade de tuffeau possède un décor végétal et six bustes de femmes nues encadrant la porte d’entrée et la corniche ainsi que des arabesques. L'architecture Art déco est quant à elle mieux représentée. La Maison bleue en est un exemple majeur. Son originalité réside dans sa conception : un immeuble à gradins intégralement recouvert de mosaïques d'Isidore Odorico. Sobre et à dominante jaune au rez-de-chaussée, cette dernière monte en puissance et en bleu à mesure que s'élève l'immeuble. Autre témoignage d'importance de cette architecture, le bâtiment de la poste centrale possède une façade typique des années 1930 et de nombreux bas-reliefs. Ceux-ci sont consacrés aux nouveaux modes de transports et à ceux du passé ou aux monuments historiques d'Angers. Le bâtiment de la Compagnie française d'aviation est quant à lui un témoignage de l’architecture moderne à l'œuvre au cours des années 1930. La valeur artistique du bâtiment revient entre autres à Isidore Odorico qui conçoit notamment la mosaïque du hall d'entrée, ainsi qu'à René Guilleux qui réalise la statue du porche représentant un aviateur tenant une hélice d’avion. En 1956, Pierre Bourineau, architecte baulois, dessine la maison du 3, rue de la Pyramide dans un style balnéaire ; cet édifice du quartier Justices est versé à l’Inventaire général du patrimoine culturel en 2004,. Édifiés entre 1972 et 1975, les immeubles Kalouguine présentent une architecture unique faite de formes biomorphiques.

Architecture moderne et contemporaine à Angers
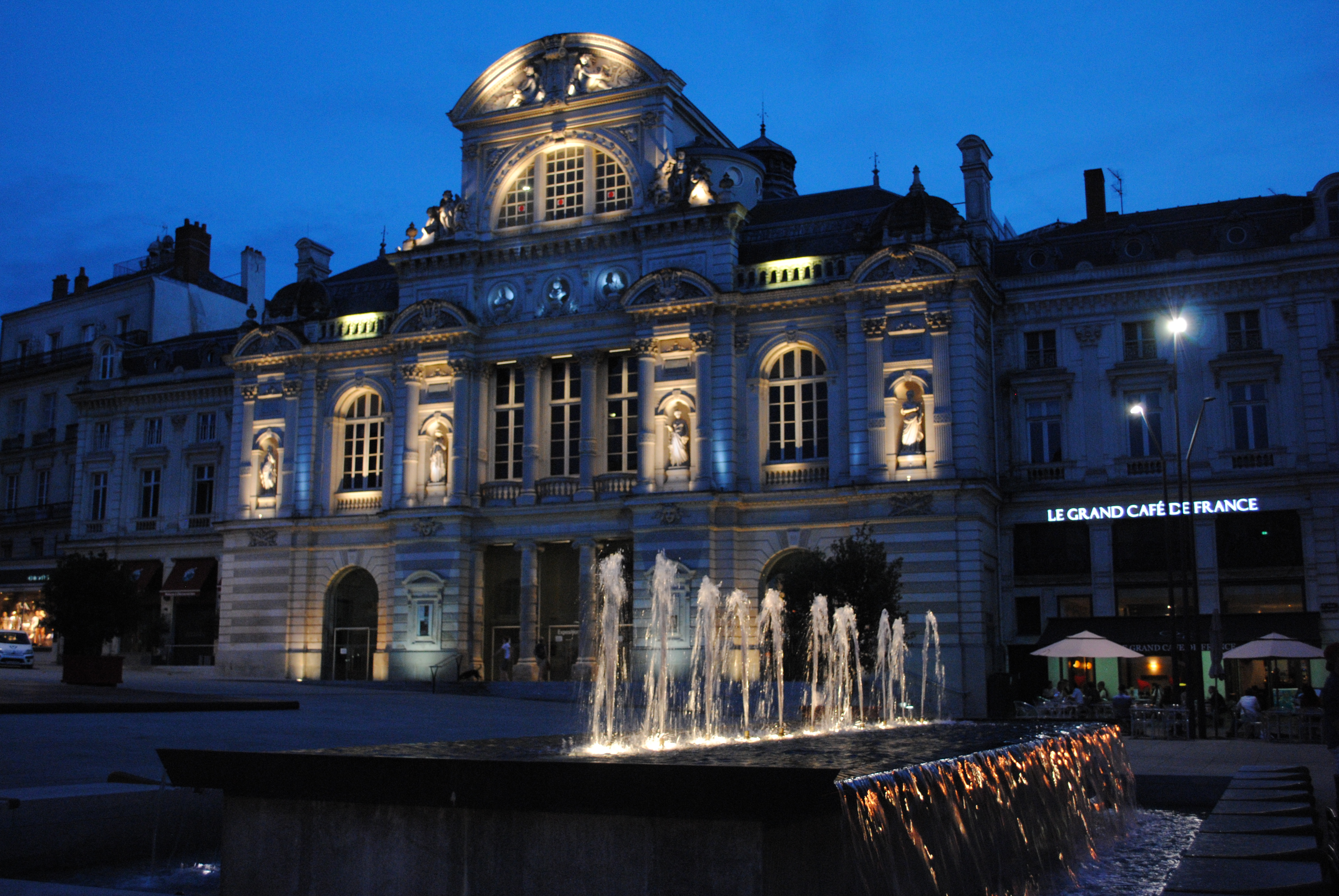
Le Grand théâtre.
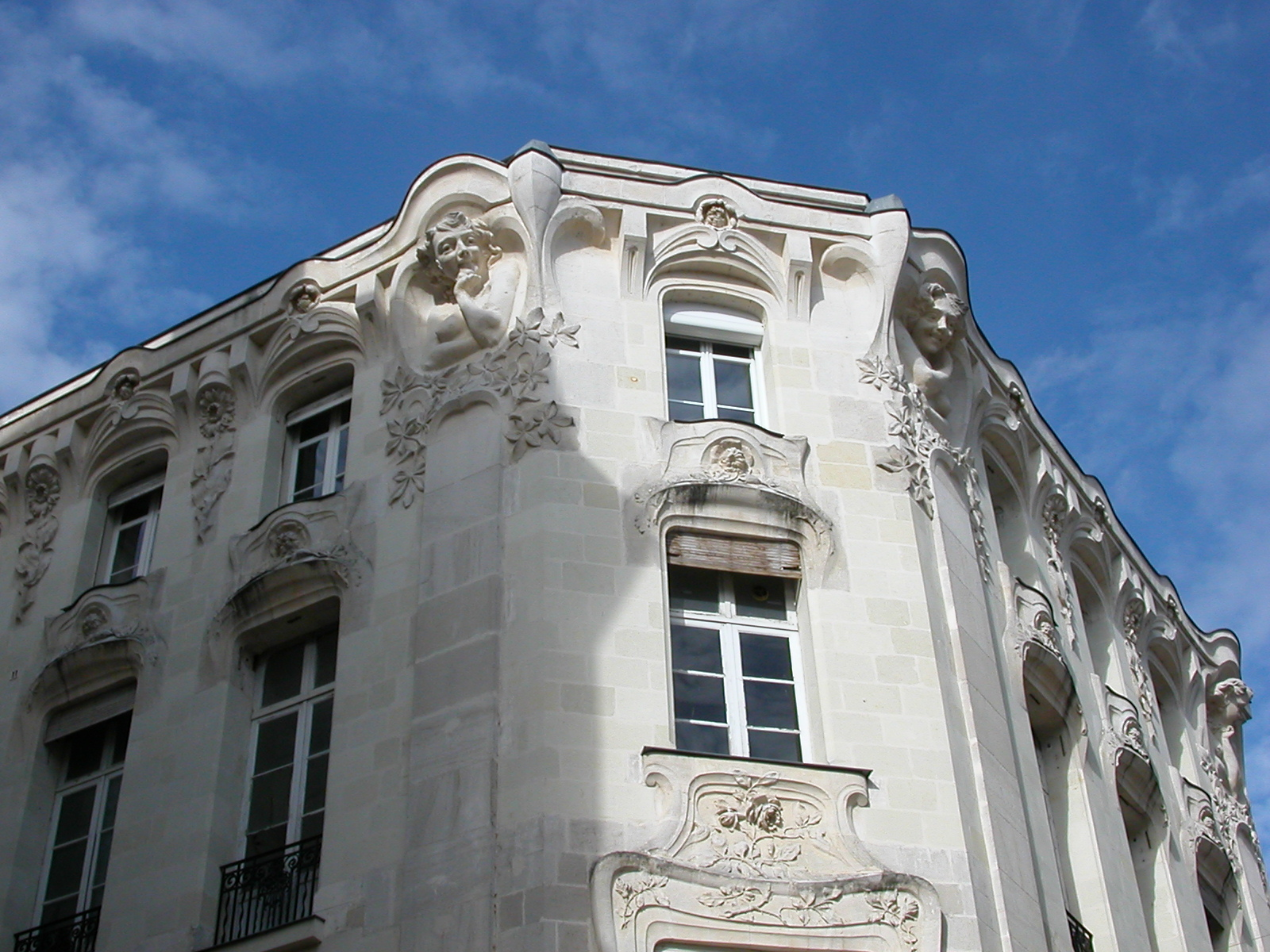
L'Alcazar.
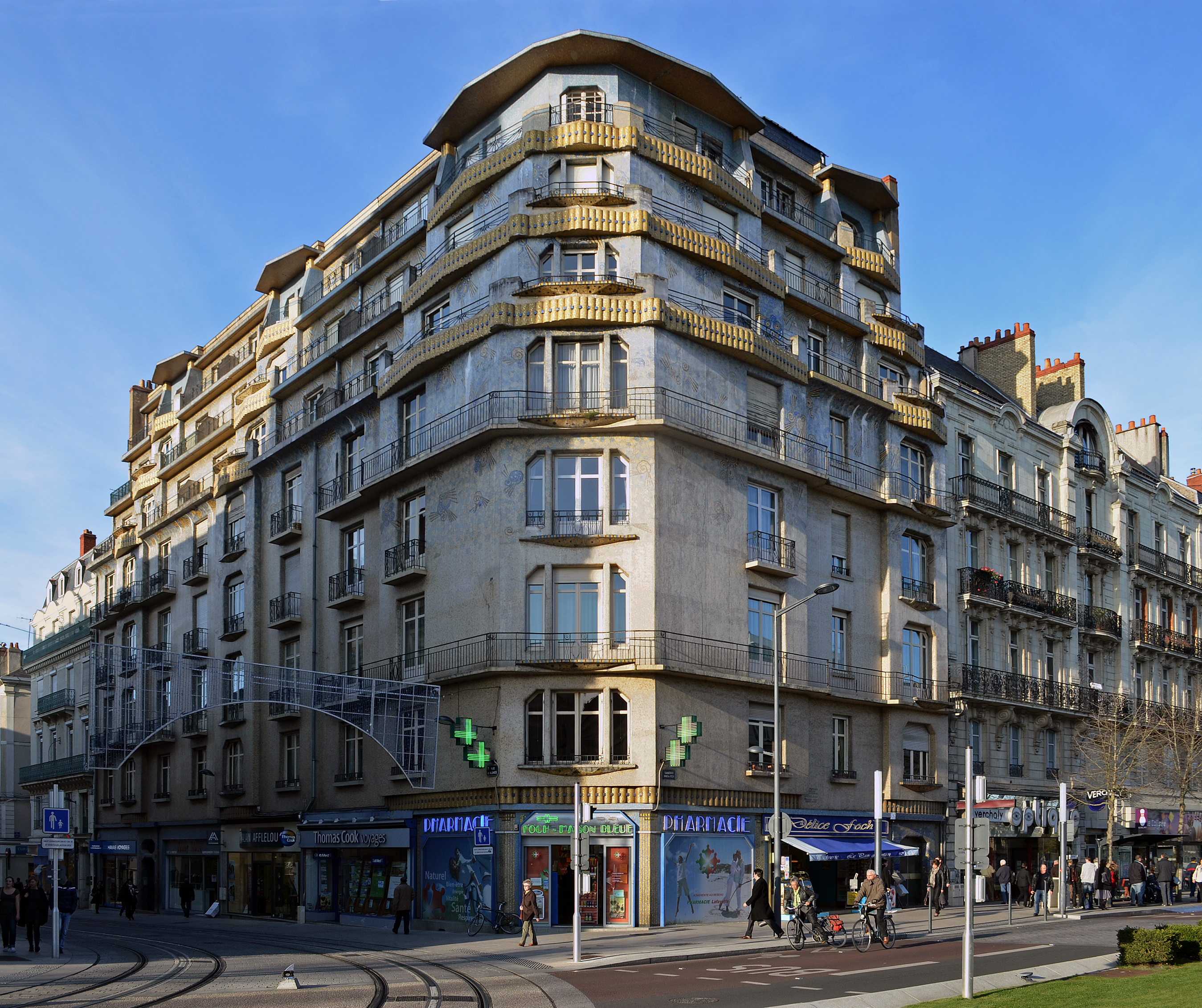
La Maison bleue.

L'architecture religieuse à Angers est essentiellement médiévale. L'église abbatiale de l’ancienne abbaye du Ronceray est une œuvre majeure de l’art roman. Sa nef du XIe siècle, parfaitement conservée et ses chapiteaux participent à l'intérêt de l'édifice : ils sont ornés de motifs végétaux, animaliers ou de scènes figuratives.
Située dans la Cité, la cathédrale Saint-Maurice est érigée au début du XIe siècle et présente une architecture intermédiaire entre roman et gothique angevin. Sa large nef, couverte de trois grandes voûtes d'ogives bombées entreprises à l'initiative de l'évêque Normand de Doué (1149-1152), préfigure l'architecture gothique angevine. La façade, qui domine la montée Saint-Maurice et la Maine, est ornée d'un portail inspiré de celui de la cathédrale de Chartres. Elle possède également une importante collection de tapisseries exposée dans l'édifice de la Saint-Jean à la Saint-Maurice. L'église abbatiale de l'ancienne abbaye Saint-Serge est un témoignage majeur du gothique angevin, notamment son chœur. La tour Saint-Aubin est une ancienne tour-clocher isolée, un vestige de l'abbatiale de l'ancienne abbaye Saint-Aubin. L'église Notre-Dame-des-Victoires est une réalisation moderne. Édifiée à partir de 1899, elle est un rare exemple à Angers d'architecture romano-byzantine ; elle se caractérise en outre par sa luminosité et son esthétique intérieures.

Architecture religieuse à Angers
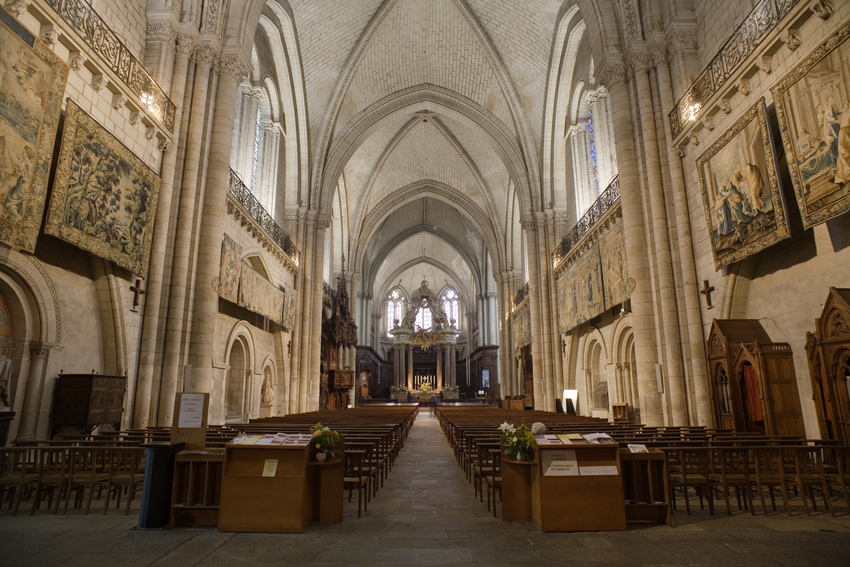
Nef de la cathédrale.
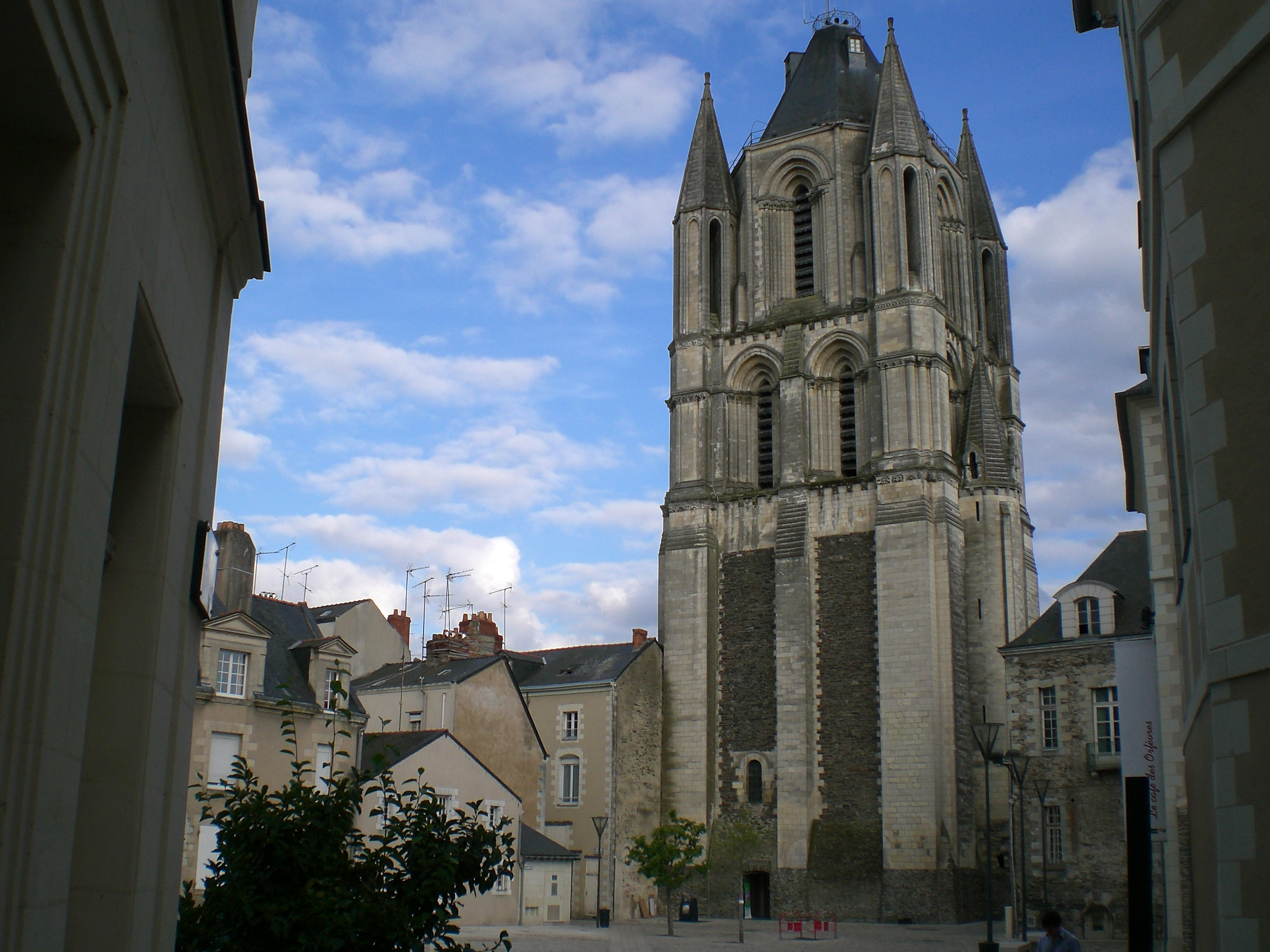
Tour Saint-Aubin.
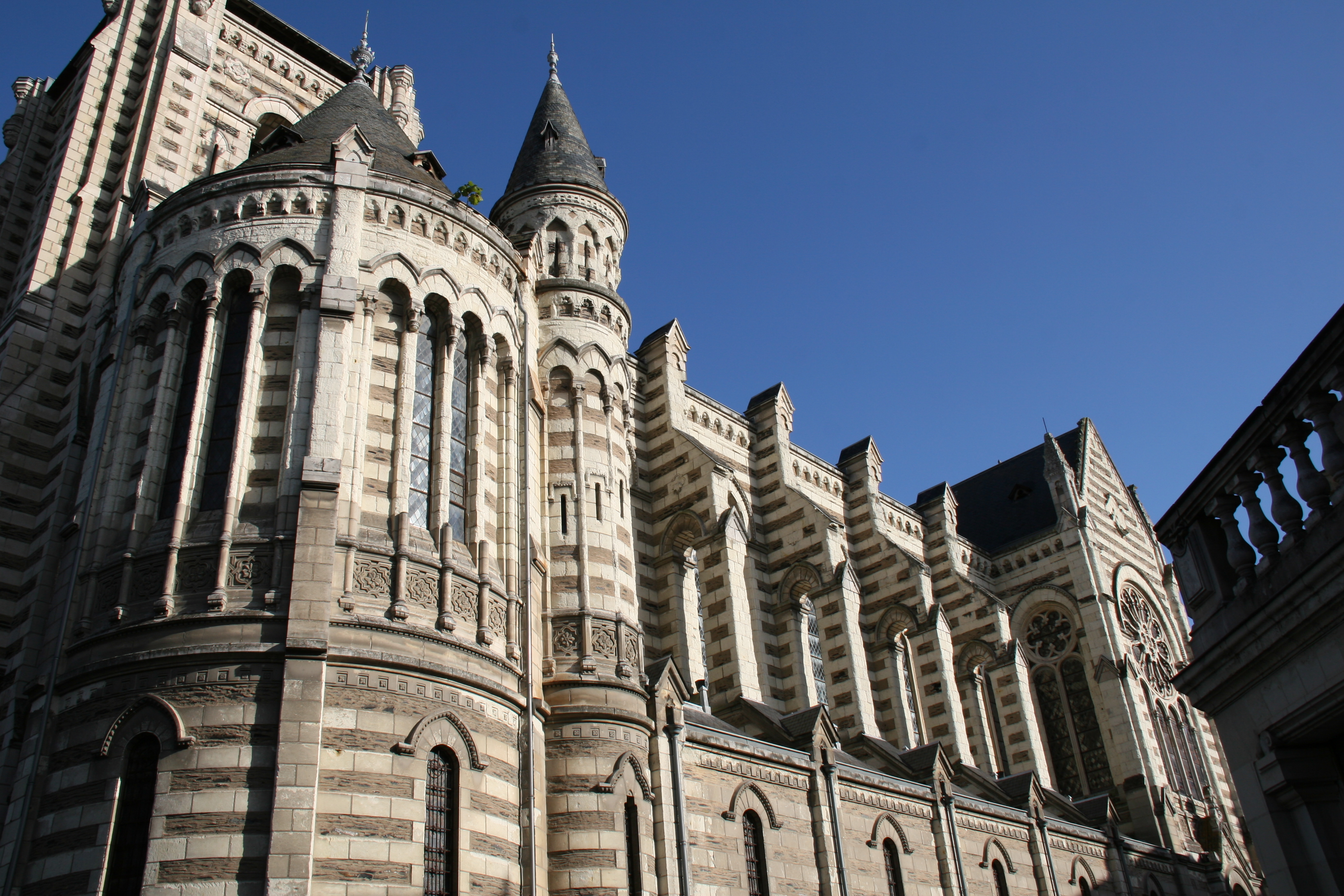
Église Notre-Dame-des-Victoires.

### Patrimoine culturel

#### Gastronomie
La cuisine angevine est décrite par Curnonsky comme « le paradis de la digestion paisible » :

« [Elle] n’offre point, sans doute, la richesse de la cuisine bourguignonne, la science raffinée de la cuisine bressane, ni la splendeur de la cuisine périgourdine ; […] elle est raisonnable, sincère, et, si l’on peut dire, « bon enfant ». C’est essentiellement une cuisine paisible et mijotée, une cuisine de cordons bleus. »

— Curnonsky

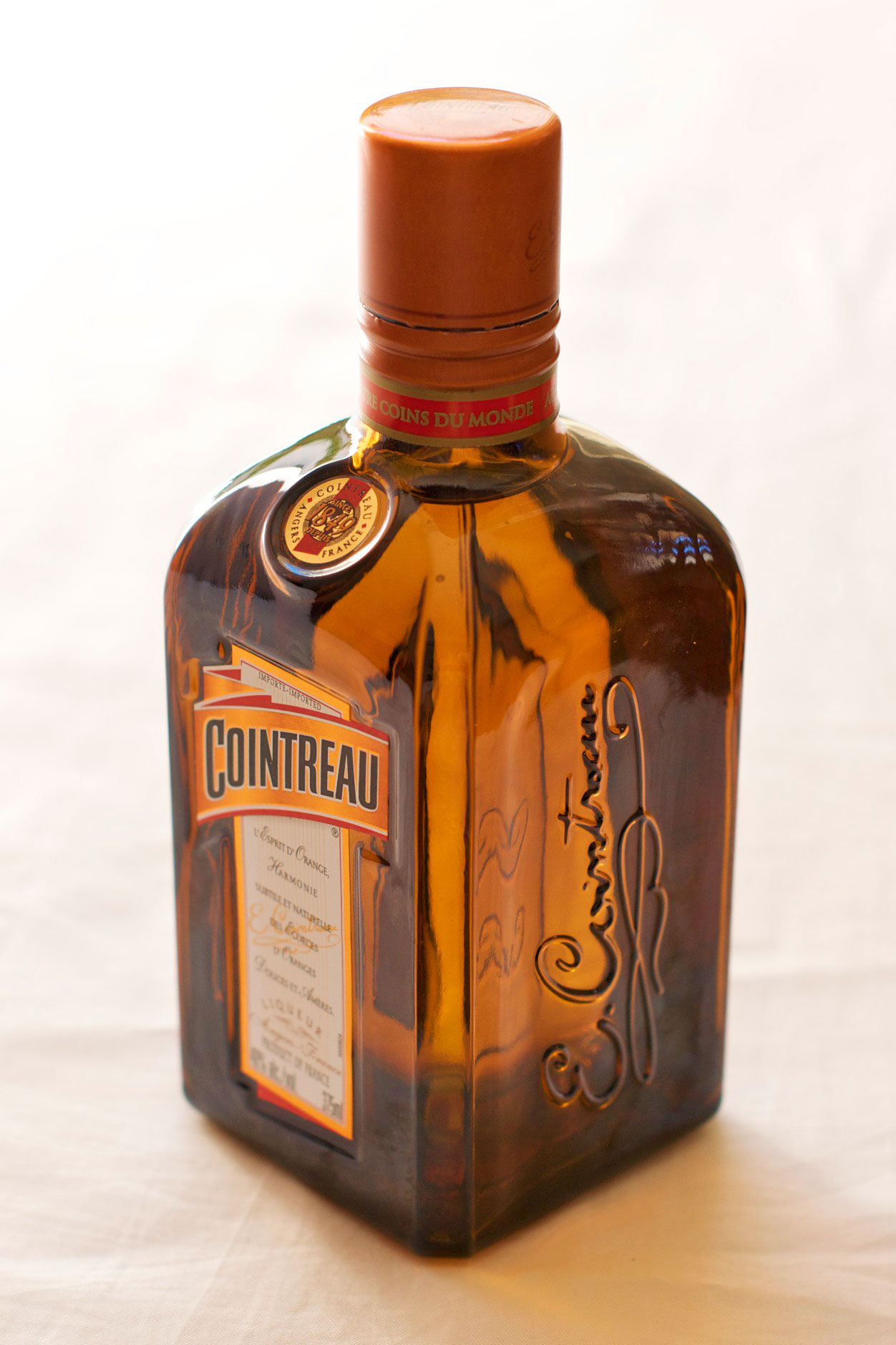
Une bouteille de Cointreau.

Les spécialités locales concernent principalement les plats à base de poissons de rivière, comme le brochet et le sandre à l’oseille ou au beurre blanc, l’alose braisée au vin blanc, la bouilleture d’anguille (une matelote d’anguilles aux pruneaux) ; mais aussi cul de veau piqué, fricassée de poulet à l’angevine (vin blanc, crème et champignons). Les fouées (ou fouaces), petits pains cuits au four, se consomment en en-cas, sucrés ou salés. Ils sont agrémentés de rillauds (dés de poitrine rissolés au four et servis tièdes), fromage, mogettes ou encore confiture. Concernant les spécialités sucrées, il faut noter la bijane (mélange de pain, de vin rouge et de sucre, souvent accompagné de fruits comme des fraises), le pâté aux prunes (une tourte de pâte sablée aux reines-claudes) ou encore le crémet d'Anjou (de la crème fraiche sucrée et mélangée à des œufs en neige). La Doyenné du Comice est une variété de poire angevine. Le Quernon d'ardoise est la confiserie locale par excellence. Créé en 1966 par La petite marquise, il s’agit d’une nougatine enrobée de chocolat blanc bleuté, en hommage aux ardoises qui ont fait la renommée de la région.
Si Angers elle-même possède des vignes, au château et à l’abbaye Saint-Nicolas, la ville est davantage renommée pour la qualité de ses alcools : le guignolet (à base de cerises), la menthe-pastille de Giffard et le Cointreau, liqueur d'écorces d'oranges amères mondialement célèbre. Une autre spécialité, la « soupe angevine », est très appréciée : il s’agit d’un mélange, à la louche (d’où son nom de « soupe »), de Crémant de Loire, de jus de citron, de sucre de canne et de Cointreau.
La commune est située sur l'aire géographique de 14 appellations d'origine contrôlée (AOC) ou protégée (AOP) — cabernet d'Anjou ou bœuf de race Rouge des prés — et sur l'aire géographique de 15 indications géographiques protégées (IGP) — cidre breton, oie d’anjou ou volaille de Loué.
Angers compte en 2023 un restaurant étoilé par le Guide Michelin

### Personnalités liées à la commune
De nombreuses personnalités ont eu un attachement particulier à la ville d’Angers, notamment celles appartenant à la liste ci-après
(classement par année de naissance) :
- Jean Bodin (1529-1596), jurisconsulte, économiste, philosophe et théoricien politique, est né à Angers.
- Pierre-Jean David d'Angers dit « David d'Angers » (1788-1856), sculpteur et graveur-médailleur, est né à Angers où se trouve exposée une part importante de ses œuvres.
- Maurice Sailland, dit Curnonsky (1872-1956), gastronome, humoriste et critique culinaire, est né à Angers.
- Hervé Bazin (1911-1996), écrivain et poète, est né et a grandi à Angers. Il a notamment décrit son enfance dans son roman Vipère au poing.
- Joseph Wresinski (1917-1988), fondateur du Mouvement des Droits de l'homme ATD Quart Monde est né et a grandi à Angers.
- Jeanne Moreau (1928-2017), actrice, chanteuse et réalisatrice, a été la marraine du festival Premiers Plans.
- Raymond Kopa (1931-2017), footballeur international et joueur d'Angers SCO, il est revenu vivre à Angers après sa retraite sportive.
- Jean-Claude Brialy (1933-2007), acteur, réalisateur, scénariste et écrivain, a passé son enfance à Angers. Il a également été le directeur artistique du festival d'Anjou.
- Danièle Sallenave (1940-), écrivaine et membre de l'Académie française née à Angers.
- Roselyne Bachelot (1946-), femme politique et animatrice de télévision, a passé son enfance à Angers. Elle a également été députée de la première circonscription de Maine-et-Loire, située majoritairement sur la commune.
- Marc-Antoine Mathieu (1959-), dessinateur et scénariste de bande dessinée, a grandi et travaille à Angers.
- Anthony Lambert (1977-), humoriste, acteur, metteur en scène et animateur de télévision français né à Angers.
- Nicolas Mahut (1982-), joueur de tennis, vainqueur des quatre tournois du Grand Chelem en double, défait au cours match le plus long de l'histoire, est né à Angers.
- Sofiane Boufal (1993-), footballeur international marocain et ancien joueur d'Angers SCO, a grandi à Angers.
- Adèle Castillon (2001-), chanteuse, actrice et vidéaste, est née à Angers[260].
- Désiré Doué (2005-), footballeur, médaillé d'argent aux Jeux olympiques d'été de 2024 avec l'Équipe de France olympique de football et vainqueur de la Ligue des champions en 2025 avec le Paris Saint Germain, est né à Angers.

### Héraldique, logotype et devise
| Armes d'Angers. | Les armes d’Angers se blasonnent ainsi : De gueules à une clef d’argent, au chef cousu d’azur chargé de deux fleurs de lys d’or. La ville d’Angers porte les armes des comtes et ducs d’Anjou, apanagistes, de sang royal, comme l’indiquent les deux fleurs de lys. La clef évoque la place forte face à la Bretagne. Le blasonnement de la ville est décrit dans un rapport au maire en décembre 1816 où il est signalé que ces armes étaient présentes sur une ancienne monnaie frappée à Angers au coin de Charles Ier de Sicile (1246-1285). En 1499, lors de l’arrivée de Louis XII, la ville se qualifie par l’acrostiche suivant : - Antique clef de France, - Necteté de souffrance, - Garant contre ennemys, - Estappe d’asseurance, - Recours de secourance, - Seccurité d’amys. Angers reçoit la croix de Guerre avec palme le 27 mars 1949 par le général de Monsabert, la décoration est alors placée entre les deux fleurs de lys. |

| Armes d'Angers sous le Premier Empire. | Pendant le Premier Empire, Angers fut au nombre des bonnes villes et autorisée à ce titre à demander des armoiries au nouveau pouvoir. Elles devenaient : « De gueules à la clef d'argent, au chef de gueules chargé de trois abeilles d'or, qui est des bonnes villes de l'Empire ». |

| Logotype de la ville d'Angers. | En 1987, le logotype de la ville reprend les couleurs du blason selon l’ordre de préséance héraldique : le bleu du chef en haut et le rouge du champ en bas. Le « A » stylisé doit symboliser à la fois « la force et la légèreté ». La ville a également eu une devise, de 1987 à 1998 : « Angers, la qualité ». |